# 悪ノ大罪シリーズ
悪ノ大罪シリーズ（あくノたいざいシリーズ）とは、mothy（悪ノP）が創作したVOCALOID楽曲シリーズの総称である。呼称としては、関連アルバムの『悪ノ王国 〜Evils Kingdom〜』に因んだ「エヴィリオス」シリーズ、原作者名や小説版のタイトルから「悪ノ大罪」シリーズまたは「悪ノ」シリーズとも呼ばれる。
別ページの楽曲「悪ノ娘」は、同シリーズの原点にして、商業作品としての小説「悪ノ大罪」シリーズへと続く小説「悪ノ娘」シリーズの呼称でもあり、「悪ノ娘」シリーズをも内包した総称としても使用される。シリーズ全体を通して、商業/同人の域を問わず、楽曲、舞台、小説、漫画作品とマルチに展開する。
楽曲製作者のmothy（悪ノP）は、基本的に関連作品の名義を「mothy_悪ノP」と表記している。

## 概要
mothy（悪ノP）が作成した楽曲を原案として、キリスト教の七つの大罪がモチーフとなる架空の世界で、鏡音リン・レンを筆頭とした歌声合成ソフトウェアのキャラクターをモデルとする登場人物が織りなす、架空史上の壮大な群像劇である。その原点たる「悪ノ娘」は2008年4月にニコニコ動画へ「【鏡音リン】 悪ノ娘 【中世物語風オリジナル】」として公開され、七つの大罪とされる【傲慢】を司る楽曲と位置付けられ、同月公開の楽曲「悪ノ召使」と共に、中世〜近代のヨーロッパ風の時代で、各楽曲の歌唱担当キャラクターとなる鏡音リン（王女）が統治する王国の栄枯盛衰と、鏡音レン（召使）の自己犠牲による双子の顛末が描かれた。この2曲以外にも【傲慢】に関わる楽曲が複数存在し、双子を取り巻く一時代の行く末を他視点から、さながら舞台鑑賞のような余韻を与える。
この他、【傲慢】以外の大罪についても、「ヴェノマニア公の狂気」や「悪食娘コンチータ」といった、各楽曲の動画投稿サイトでの人気から、シリーズ全体の関連楽曲を取りまとめたメジャーCDとして、2010年12月、『悪ノ王国 〜Evils Kingdom〜』（EXIT TUNES）が発売された。
mothy（悪ノP）によって投稿されている楽曲のMVでは、ボーカロイドの中でも特にピアプロキャラクターズと呼ばれる音声合成ソフトの主要なキャラクターたちが、イラスト・アニメーションによって、各楽曲のモチーフとなる時代や地域性の衣装デザインに扮することが特徴的である。曲調や歌詞としても、「悪ノ娘」と「悪ノ召使」の場合は、後から発表された「悪ノ召使」において、イントロ部分に「悪ノ娘」のサビが流れ、鐘の音と共に双子の弟視点であることが明示されることから、楽曲が対になっていることや楽曲同士の関連を判断することができる。
楽曲MVだけではなく、先述の『悪ノ王国 〜Evils Kingdom〜』をはじめとした商業/同人CDに収録されていること、ブックレット掲載のイラスト・表記から、それぞれのモチーフや人物に対応して、登場人物の衣装・名前や架空の地名、視覚的情報でも楽曲間の関連を窺える。楽曲MV「悪ノ娘」の場合、鏡音リン扮する王女＜リリアンヌ＝ルシフェン＝ドートゥリシュ＞の衣装は史実上の中近世ヨーロッパ風ドレスであり、楽曲「悪ノ召使」でも同様に登場し、上記CDブックレット上では、架空国家であるルシフェニアでの出来事が示唆された。その他の楽曲に関しても、「ガラスの小瓶」などの鍵となるアイテムの存在が、大罪モチーフの枠を超えた関連を表した。又、大罪モチーフの楽曲は、「悪ノ娘」・「悪ノ召使」と同様に、表裏一体の対となる2楽曲を主軸としている。
各楽曲に対する様々な解釈から、全ての大罪が明かし切られていなかったこともあり、各種投稿サイトでは、多くのイラスト、替え歌、アニメーション、舞台といった二次創作が発表された。2010年1月、商業上では原作者監修の舞台『悪ノ娘〜凄艶のジェミニ〜』が上演されるが、他の大罪モチーフでも、舞台化されている。
2010年8月に「悪ノ娘ノベルシリーズ」第一弾として、原作者自ら著した小説『悪ノ娘 黄のクロアテュール』（PHP研究所）が発売されると、ファンブックの発刊も行われながら、2012年12月、同シリーズに続く「悪ノ大罪シリーズ」第一弾として、小説『悪ノ大罪 ヴェノマニア公の狂気』（PHP研究所）が発売。2018年1月時点で両シリーズ合わせたシリーズ累計発行部数は125万部を突破した。商業作品による同シリーズの完結後も、mothy（悪ノP）自身の手により、楽曲投稿、同人CDや同人小説として、未だ物語が派生している。
シリーズの小説化に伴い、物語はボルガニオ大陸西部「エヴィリオス地方」を中心に展開し、時代や国々を跨ぎつつもそれぞれが繋がる世界観が再構成されたが、時系列は、楽曲公開・小説出版の順序とは異なった。基本的には、シリーズ上の時間軸は「エヴィリオス史」と呼称される1000年程度の中で、「悪ノ大罪シリーズ」としての始まりの大罪は楽曲「ヴェノマニア公の狂気」による【色欲】となる。小説の出版順としては、「悪ノ娘」シリーズの【傲慢】、【色欲】、【悪食】、【怠惰】、【嫉妬】、【強欲】、【憤怒】を経て、終末が描かれたことで商業上の完結を迎えるが、mothy（悪ノP）による同人小説では、【色欲】以前の前日譚となる『原罪物語』が発表された。
実際の時系列として、小説「悪ノ大罪シリーズ」の大筋は、楽曲「moonlit bear」の初音ミク扮する「魔女」＜イヴ＝ムーンリット＞が犯した【原罪】から「七つの大罪」がばらまかれたことで、「悪ノ娘」シリーズを通して登場した巡音ルカ扮する「時の魔導師」＜エルルカ＝クロックワーカー＞が、時系列順に、【色欲】、【悪食】、【傲慢】、【怠惰】、【嫉妬】、【強欲】、【憤怒】の「大罪の器」の回収を試みていく物語となる。
小説版のシリーズを通して、登場人物によっては、先祖/子孫といった血縁関係や生まれ変わりなどで、前後の物語と関連があり、複数の時代にまたがって活躍する「時の魔導師」のような長命キャラクターや神格存在も登場する。又、楽曲MVでは登場しなかった音声合成ソフトキャラクターが多数登場し、一般的なVOCALOID楽曲の使用としてはマイナーなキャラクターにも配役が割り当てられている。
小説「悪ノ大罪シリーズ」完結後の商業作品に、2018年2月以降、シリーズ派生作品の児童書が発売され、mothy（悪ノP）自身の同人活動としては、小説『原罪物語』（全2巻）発表後も、【終末】関連の同人CDが発表されており、「悪ノ物語は終わらない」ようである。
2021年12月には、ゲーム『プロジェクトセカイ カラフルステージ！ feat. 初音ミク』（セガ、iOS/Android）内にて、プロセカ×悪ノ大罪シリーズコラボが開催されたことで、「悪ノ娘」、「悪ノ召使」、「悪食娘コンチータ」、「円尾坂の仕立屋」、「眠らせ姫からの贈り物」、「悪徳のジャッジメント」の楽曲提供と同時に、新規書き下ろしとして、「去り人達のワルツ」が提供・公開された。
2023年10月、初音ミク16周年を記念したオーケストラコンサート「初音ミクシンフォニー 2023」公演にて、「悪ノシリーズ15周年記念特集 悪ノ交響曲」が演奏された。この交響曲は、シリーズの顔となる「七つの罪と罰」から始まり、時系列順に「悪ノ召使」を含めた各大罪の楽曲をメドレーとしたオーケストレーションである。
2025年1月、上記PHP研究所発刊の小説シリーズが復刊ドットコムにて、累計リクエスト数370票を得票したことから、同年3月以降の順次配本が決定。併せて電子書籍化を予定していることが告知された。

## 関連楽曲
本シリーズを通して、mothy（悪ノP）が作成したVOCALOID楽曲群を基本的な原案とするが、場合によっては、同著小説版のエピソードを元にした楽曲も存在する。
- 可能な限り、作中の「エヴィリオス史」時系列またはmothy（悪ノP）自身のマイリストに沿うものとする。
- 「曲名」列において、曲名は同人/商業CD上のブックレット等を参照とし、特に大罪ごとに象徴的な楽曲タイトルは太字で表記した。
- 「歌唱」行において、メインボーカルは太字で歌唱順とし、インストゥルメンタルは「 - 」と記載する。また、歌声合成ソフトウェアの配役名は、初出の楽曲MV・ブックレットに準じた表記とする。人物名変更等に伴う同一可否は後述参照。

| No.                                | 曲名                           | - 歌唱キャラクター - ＜配役＞            | 楽曲情報                 | 楽曲情報 | 備考 |
| No.                                | 曲名                           | - 歌唱キャラクター - ＜配役＞            | 初出年月日               | 視聴可能媒体 | 備考 |
| ---------------------------------- | ------------------------------ | ---------------------------------------- | ------------------------ | --- | --- |
|                                    | - 預言者メリーゴーランド       | -                                        |                          | 同人CD YouTube(音源のみ) | 同人CD『原罪物語－第1幕』『原罪物語 完全版』収録。 一見、関連のない楽曲だが、『原罪物語 完全版』クロスフェードに一部掲載。 |
|                                    | - Queen Of the Glass           | - 初音ミク                               |                          | 同人CD YouTube(音源のみ) | 同人CD『原罪物語 完全版』収録。 一見、関連のない楽曲だが、同人CD『原罪物語 完全版』クロスフェードに一部掲載。 |
|                                    | - 「Ma」計画                   | 初音ミク＜イヴ＝ズヴェズダ＞             | 2019/12/21               | 同人CD ニコニコ動画、YouTube | 同人CD『原罪物語－第1幕』『原罪物語 完全版』収録。 同人小説『原罪物語 -罪-』の発行記念としてMVのshortバージョンが先行公開された。 同人CD『原罪物語 完全版』クロスフェードに一部掲載。 |
| KAITO＜アダム＝ムーンリット＞      | - 「Ma」計画                   |                                          | 2019/12/21               | 同人CD ニコニコ動画、YouTube | 同人CD『原罪物語－第1幕』『原罪物語 完全版』収録。 同人小説『原罪物語 -罪-』の発行記念としてMVのshortバージョンが先行公開された。 同人CD『原罪物語 完全版』クロスフェードに一部掲載。 |
| 氷山キヨテル＜セト＝トワイライト＞ | - 「Ma」計画                   |                                          | 2019/12/21               | 同人CD ニコニコ動画、YouTube | 同人CD『原罪物語－第1幕』『原罪物語 完全版』収録。 同人小説『原罪物語 -罪-』の発行記念としてMVのshortバージョンが先行公開された。 同人CD『原罪物語 完全版』クロスフェードに一部掲載。 |
|                                    | - 魔女ザルムホーファーの逃亡   | MEIKO＜メータ＝ザルムホーファー＞        | 2012/7/30                | 同人CD 商業CD(提供) ニコニコ動画、YouTube(音源のみ)                                                                                                   | 同人CD『原罪物語－第1幕』『原罪物語 完全版』収録、商業CD『EXIT TUNES PRESENTS Vocaloconnection feat. 初音ミク』へ提供。 楽曲MVでは歌唱担当外キャラクターの配役が以下の通り記載。 ・鏡音レン＜ヘンゼル＞ ・鏡音リン＜グレーテル＞ ・氷山キヨテル＜セト＝トワイライト＞ ・氷山キヨテル＜ペイル＝ノエル＞ ・初音ミク＜イヴ＝ズヴェズダ＞ 同人CD『原罪物語 完全版』クロスフェードに一部掲載。 |
|                                    | - moonlit bear                 | 初音ミク＜「女」＞                       | 2009/6/22                | 同人CD 商業CD ニコニコ動画、YouTube(音源のみ) | 同人CD『EVILS FOREST』『prelude to forest』『原罪物語－第1幕』『原罪物語 完全版』、商業CD『悪ノ王国 〜Evils Kingdom〜』収録。 楽曲MVでは歌唱担当外キャラクターの配役が以下の通り記載。 ・鏡音リン・レン＜「果実」＞ ・MEIKO＜「熊」＞ |
| KAITO＜「男」＞                    | - moonlit bear                 |                                          | 2009/6/22                | 同人CD 商業CD ニコニコ動画、YouTube(音源のみ) | 同人CD『EVILS FOREST』『prelude to forest』『原罪物語－第1幕』『原罪物語 完全版』、商業CD『悪ノ王国 〜Evils Kingdom〜』収録。 楽曲MVでは歌唱担当外キャラクターの配役が以下の通り記載。 ・鏡音リン・レン＜「果実」＞ ・MEIKO＜「熊」＞ |
|                                    | - バリーゾールの子供は一人っ子 | 鏡音リン＜＞                             |                          | 同人CD YouTube(音源のみ) | 同人CD『原罪物語 完全版』収録。 一見、関連のない楽曲だが、同人CD『原罪物語 完全版』クロスフェードに一部掲載。 |
| 鏡音レン＜＞                       | - バリーゾールの子供は一人っ子 |                                          |                          | 同人CD YouTube(音源のみ) | 同人CD『原罪物語 完全版』収録。 一見、関連のない楽曲だが、同人CD『原罪物語 完全版』クロスフェードに一部掲載。 |
|                                    | - Ma サバイバル                | 猫村いろは＜イリーナ＝クロックワーカー＞ | 2016/5/4                 | 同人CD ニコニコ動画、YouTube | 同人CD『原罪物語－第2幕』『原罪物語 完全版』収録。 楽曲MVでは歌唱担当外キャラクターの配役が以下の通り記載。 ・鏡音レン＜ヘンゼル＞ ・鏡音リン＜グレーテル＞ ・氷山キヨテル＜セト＝トワイライト＞ ・氷山キヨテル＜ペイル＝ノエル＞ ・初音ミク＜イヴ＝ズヴェズダ＞ 同人CD『原罪物語 完全版』クロスフェードに一部掲載。                                                                      |
| 巡音ルカ＜エルルカ＝チルクラシア＞ | - Ma サバイバル                |                                          | 2016/5/4                 | 同人CD ニコニコ動画、YouTube | 同人CD『原罪物語－第2幕』『原罪物語 完全版』収録。 楽曲MVでは歌唱担当外キャラクターの配役が以下の通り記載。 ・鏡音レン＜ヘンゼル＞ ・鏡音リン＜グレーテル＞ ・氷山キヨテル＜セト＝トワイライト＞ ・氷山キヨテル＜ペイル＝ノエル＞ ・初音ミク＜イヴ＝ズヴェズダ＞ 同人CD『原罪物語 完全版』クロスフェードに一部掲載。                                                                      |
| miki＜ミルキー＝エイツ＞           | - Ma サバイバル                |                                          | 2016/5/4                 | 同人CD ニコニコ動画、YouTube | 同人CD『原罪物語－第2幕』『原罪物語 完全版』収録。 楽曲MVでは歌唱担当外キャラクターの配役が以下の通り記載。 ・鏡音レン＜ヘンゼル＞ ・鏡音リン＜グレーテル＞ ・氷山キヨテル＜セト＝トワイライト＞ ・氷山キヨテル＜ペイル＝ノエル＞ ・初音ミク＜イヴ＝ズヴェズダ＞ 同人CD『原罪物語 完全版』クロスフェードに一部掲載。                                                                      |
| Lily＜リィ＝リー＞                 | - Ma サバイバル                |                                          | 2016/5/4                 | 同人CD ニコニコ動画、YouTube | 同人CD『原罪物語－第2幕』『原罪物語 完全版』収録。 楽曲MVでは歌唱担当外キャラクターの配役が以下の通り記載。 ・鏡音レン＜ヘンゼル＞ ・鏡音リン＜グレーテル＞ ・氷山キヨテル＜セト＝トワイライト＞ ・氷山キヨテル＜ペイル＝ノエル＞ ・初音ミク＜イヴ＝ズヴェズダ＞ 同人CD『原罪物語 完全版』クロスフェードに一部掲載。                                                                      |
|                                    | - 奇跡の行方                   | 巡音ルカ＜＞                             |                          | 同人CD YouTube(音源のみ) | 同人CD『原罪物語－第2幕』『原罪物語 完全版』収録。 同人CD『原罪物語 完全版』クロスフェードに一部掲載。 |
|                                    | - 追憶のオルゴール             | 氷山キヨテル＜＞                         |                          | 同人CD | 同人CD『悪徳のジャッジメント ～a court of greed～』『原罪物語－第2幕』収録。 同人CD『EVILS COURT』クロスフェードに掲載。 |
| 巡音ルカ＜＞                       | - 追憶のオルゴール             |                                          | 同人CD YouTube(音源のみ) | 同人CD『EVILS COURT』「原罪物語 完全版」収録。 『原罪物語－第2幕』から歌唱キャラクターが変更され、同人CD『原罪物語 完全版』クロスフェードに一部掲載。 | |
|                                    | - どこかで聞いた唄             | 猫村いろは＜無記＞                       | 2015/8/16                | 同人CD ニコニコ動画、YouTube | ぜんまい仕掛けの子守唄8。 同人CD『原罪物語 完全版』『ぜんまい仕掛けの子守唄』収録。 同人CD『原罪物語 完全版』クロスフェードに一部掲載。 メロディは「満月の実験室」に酷似している。 2020年8月、ニコニコ動画、YouTubeにてMV公開。 |
|                                    | - 置き去り月夜抄               | 鏡音リン＜無記＞                         | 2008/10/6                | 同人CD 商業CD ニコニコ動画、YouTube(音源のみ) | 同人CD『EVILS THEATEA』『原罪物語 完全版』、商業CD『悪ノ王国 〜Evils Kingdom〜』収録。 同人CD『原罪物語 完全版』クロスフェードに一部掲載。『原罪物語 完全版』収録版は、他の楽曲/小説の配役と合わせる為、歌詞の変更が行われた（まるでヘンゼルとグレーテル⇒それはヘンゼルとグレーテル）。                                                                                                   |
| 鏡音レン＜無記＞                   | - 置き去り月夜抄               |                                          | 2008/10/6                | 同人CD 商業CD ニコニコ動画、YouTube(音源のみ) | 同人CD『EVILS THEATEA』『原罪物語 完全版』、商業CD『悪ノ王国 〜Evils Kingdom〜』収録。 同人CD『原罪物語 完全版』クロスフェードに一部掲載。『原罪物語 完全版』収録版は、他の楽曲/小説の配役と合わせる為、歌詞の変更が行われた（まるでヘンゼルとグレーテル⇒それはヘンゼルとグレーテル）。                                                                                                   |
|                                    | - クロノ・ストーリー           | 鏡音リン＜＞                             | 2011/5/9                 | 同人CD 商業CD ニコニコ動画、YouTube | ぜんまい仕掛けの子守唄5。 同人CD『EVILS COURT』『悪徳のジャッジメント ～a court of greed～』『原罪物語 完全版』『ぜんまい仕掛けの子守唄』、商業CD「悪ノ王国 〜Evils Kingdom〜」収録。 同人CD『EVILS COURT』クロスフェード、『原罪物語 完全版』クロスフェード、『ぜんまい仕掛けの子守唄』クロスフェードに一部掲載。                                                                        |
| 鏡音レン＜＞                       | - クロノ・ストーリー           |                                          | 2011/5/9                 | 同人CD 商業CD ニコニコ動画、YouTube | ぜんまい仕掛けの子守唄5。 同人CD『EVILS COURT』『悪徳のジャッジメント ～a court of greed～』『原罪物語 完全版』『ぜんまい仕掛けの子守唄』、商業CD「悪ノ王国 〜Evils Kingdom〜」収録。 同人CD『EVILS COURT』クロスフェード、『原罪物語 完全版』クロスフェード、『ぜんまい仕掛けの子守唄』クロスフェードに一部掲載。                                                                        |
| 巡音ルカ＜＞                       | - クロノ・ストーリー           |                                          | 2011/5/9                 | 同人CD 商業CD ニコニコ動画、YouTube | ぜんまい仕掛けの子守唄5。 同人CD『EVILS COURT』『悪徳のジャッジメント ～a court of greed～』『原罪物語 完全版』『ぜんまい仕掛けの子守唄』、商業CD「悪ノ王国 〜Evils Kingdom〜」収録。 同人CD『EVILS COURT』クロスフェード、『原罪物語 完全版』クロスフェード、『ぜんまい仕掛けの子守唄』クロスフェードに一部掲載。                                                                        |

時系列は主に、mothy（悪ノP）自身が動画投稿サイト上で編集しているマイリスト機能や、同人CD告知用のクロスフェード動画、商業CD等を参考とした。尚、本一覧に登場する楽曲のうち、「moonlit bear」や「置き去り月夜抄」、「クロノ・ストーリー」の3曲は、メジャーCD『悪ノ王国 〜Evils Kingdom〜』に収録されていることから、大罪の始まりを物語る楽曲であると判断できる。各キャラクターの配役となる＜イヴ＞、＜アダム＞、＜ヘンゼル＞、＜グレーテル＞、＜エルルカ＞は、同CDのブックレットにも記載された。又、その他の楽曲に関しては、比較的新しく、小説シリーズも佳境となる頃の作が多いが、これらの楽曲は、既出人物との接点から、【原罪】が起こった経緯を補完する要素がある。この経緯には、小説「悪ノ娘」シリーズで登場した＜エルルカ＞を起点として、ある人物との愛憎劇が「七つの大罪」シリーズ全編を通した「大罪の器」争奪に見え隠れするが、これら楽曲に直接的な関連のある商業作品は発売されていない。
| No.                              | 曲名                   | - 歌唱キャラクター - ＜配役＞            | 楽曲情報   | 楽曲情報                               | 備考 |
| No.                              | 曲名                   | - 歌唱キャラクター - ＜配役＞            | 初出年月日 | 視聴可能媒体                           | 備考 |
| -------------------------------- | ---------------------- | ---------------------------------------- | ---------- | -------------------------------------- | --- |
|                                  | - ヴェノマニア公の狂気 | 神威がくぽ＜サテリアジス＝ヴェノマニア＞ | 2010/7/26  | 同人CD 商業CD ニコニコ動画、YouTube    | 七つの大罪「色欲」。 同人CD『EVILS FOREST』、商業CD『悪ノ王国 〜Evils Kingdom〜』『七つの罪と罰』収録。 商業CD『七つの罪と罰』クロスフェードに一部掲載。 楽曲MVでは、「アスモディン地方における連続女性失踪事件」と題し、行方不明者リストが掲載される。歌唱担当外キャラクターの配役が以下の通り記載。 ・＜ローラン＝イヴ＞ ・＜ミリガン＝アディ＞ ・＜ハクア＝ネツマ＞ ・＜ソニッカ＝ソニク＞ ・＜プリエマ＝ソープ＞ ・＜リリエン＝ターナ＞ ・＜テット＝セトラ＞ ・＜ミッキーナ＝オルリパ＞ ・＜アンリ―＝スイーツ＞ ・＜ネルネル＝ネルネ＞ ・鏡音リン＜リンド＝ブルム＞ ・＜ジョセフィーヌ＝フランソワ＞ ・＜ユーキ＝カイナ＞ ・＜ユフィーナ＝マーロン＞ ・KAITO＜無記＞ MVはニコニコ動画動画版とYouTube版で内容が一部異なる。 |
| 巡音ルカ＜ルカーナ＝オクト＞     | - ヴェノマニア公の狂気 |                                          | 2010/7/26  | 同人CD 商業CD ニコニコ動画、YouTube    | 七つの大罪「色欲」。 同人CD『EVILS FOREST』、商業CD『悪ノ王国 〜Evils Kingdom〜』『七つの罪と罰』収録。 商業CD『七つの罪と罰』クロスフェードに一部掲載。 楽曲MVでは、「アスモディン地方における連続女性失踪事件」と題し、行方不明者リストが掲載される。歌唱担当外キャラクターの配役が以下の通り記載。 ・＜ローラン＝イヴ＞ ・＜ミリガン＝アディ＞ ・＜ハクア＝ネツマ＞ ・＜ソニッカ＝ソニク＞ ・＜プリエマ＝ソープ＞ ・＜リリエン＝ターナ＞ ・＜テット＝セトラ＞ ・＜ミッキーナ＝オルリパ＞ ・＜アンリ―＝スイーツ＞ ・＜ネルネル＝ネルネ＞ ・鏡音リン＜リンド＝ブルム＞ ・＜ジョセフィーヌ＝フランソワ＞ ・＜ユーキ＝カイナ＞ ・＜ユフィーナ＝マーロン＞ ・KAITO＜無記＞ MVはニコニコ動画動画版とYouTube版で内容が一部異なる。 |
| 初音ミク＜ミクリア＝グリオニオ＞ | - ヴェノマニア公の狂気 |                                          | 2010/7/26  | 同人CD 商業CD ニコニコ動画、YouTube    | 七つの大罪「色欲」。 同人CD『EVILS FOREST』、商業CD『悪ノ王国 〜Evils Kingdom〜』『七つの罪と罰』収録。 商業CD『七つの罪と罰』クロスフェードに一部掲載。 楽曲MVでは、「アスモディン地方における連続女性失踪事件」と題し、行方不明者リストが掲載される。歌唱担当外キャラクターの配役が以下の通り記載。 ・＜ローラン＝イヴ＞ ・＜ミリガン＝アディ＞ ・＜ハクア＝ネツマ＞ ・＜ソニッカ＝ソニク＞ ・＜プリエマ＝ソープ＞ ・＜リリエン＝ターナ＞ ・＜テット＝セトラ＞ ・＜ミッキーナ＝オルリパ＞ ・＜アンリ―＝スイーツ＞ ・＜ネルネル＝ネルネ＞ ・鏡音リン＜リンド＝ブルム＞ ・＜ジョセフィーヌ＝フランソワ＞ ・＜ユーキ＝カイナ＞ ・＜ユフィーナ＝マーロン＞ ・KAITO＜無記＞ MVはニコニコ動画動画版とYouTube版で内容が一部異なる。 |
| GUMI＜グミナ＝グラスレッド＞     | - ヴェノマニア公の狂気 |                                          | 2010/7/26  | 同人CD 商業CD ニコニコ動画、YouTube    | 七つの大罪「色欲」。 同人CD『EVILS FOREST』、商業CD『悪ノ王国 〜Evils Kingdom〜』『七つの罪と罰』収録。 商業CD『七つの罪と罰』クロスフェードに一部掲載。 楽曲MVでは、「アスモディン地方における連続女性失踪事件」と題し、行方不明者リストが掲載される。歌唱担当外キャラクターの配役が以下の通り記載。 ・＜ローラン＝イヴ＞ ・＜ミリガン＝アディ＞ ・＜ハクア＝ネツマ＞ ・＜ソニッカ＝ソニク＞ ・＜プリエマ＝ソープ＞ ・＜リリエン＝ターナ＞ ・＜テット＝セトラ＞ ・＜ミッキーナ＝オルリパ＞ ・＜アンリ―＝スイーツ＞ ・＜ネルネル＝ネルネ＞ ・鏡音リン＜リンド＝ブルム＞ ・＜ジョセフィーヌ＝フランソワ＞ ・＜ユーキ＝カイナ＞ ・＜ユフィーナ＝マーロン＞ ・KAITO＜無記＞ MVはニコニコ動画動画版とYouTube版で内容が一部異なる。 |
| MEIKO＜メイリス＝ベルゼニア＞    | - ヴェノマニア公の狂気 |                                          | 2010/7/26  | 同人CD 商業CD ニコニコ動画、YouTube    | 七つの大罪「色欲」。 同人CD『EVILS FOREST』、商業CD『悪ノ王国 〜Evils Kingdom〜』『七つの罪と罰』収録。 商業CD『七つの罪と罰』クロスフェードに一部掲載。 楽曲MVでは、「アスモディン地方における連続女性失踪事件」と題し、行方不明者リストが掲載される。歌唱担当外キャラクターの配役が以下の通り記載。 ・＜ローラン＝イヴ＞ ・＜ミリガン＝アディ＞ ・＜ハクア＝ネツマ＞ ・＜ソニッカ＝ソニク＞ ・＜プリエマ＝ソープ＞ ・＜リリエン＝ターナ＞ ・＜テット＝セトラ＞ ・＜ミッキーナ＝オルリパ＞ ・＜アンリ―＝スイーツ＞ ・＜ネルネル＝ネルネ＞ ・鏡音リン＜リンド＝ブルム＞ ・＜ジョセフィーヌ＝フランソワ＞ ・＜ユーキ＝カイナ＞ ・＜ユフィーナ＝マーロン＞ ・KAITO＜無記＞ MVはニコニコ動画動画版とYouTube版で内容が一部異なる。 |
|                                  | - グラスレッドの肖像   | GUMI＜グミナ=グラスレッド＞              |            | 商業CD ニコニコ動画、YouTube           | 商業CD『七つの罪と罰』収録。 商業CD『七つの罪と罰』クロスフェードに一部掲載。 |
|                                  | - プラトーの花         | 初音ミク＜？＞                           |            | 同人CD ニコニコ動画、YouTube(音源のみ) | 同人CD『ネメシスの銃口』収録。 一見、関連のない楽曲だが、小説版にて＜ヴェノマニア事件＞の後日談であることが暗示されている。 『ネメシスの銃口』クロスフェードに一部掲載。 |

時系列は主に小説『悪ノ大罪 ヴェノマニア公の狂気』での流れを参考とした。
| No.                          | 曲名                | - 歌唱キャラクター - ＜配役＞ | 楽曲情報   | 楽曲情報                            | 備考 |
| No.                          | 曲名                | - 歌唱キャラクター - ＜配役＞ | 初出年月日 | 視聴可能媒体                        | 備考 |
| ---------------------------- | ------------------- | ----------------------------- | ---------- | ----------------------------------- | --- |
|                              | - 悪食娘 コンチータ | MEIKO＜偉大なるコンチータ様＞ | 2009/3/4   | 同人CD 商業CD ニコニコ動画、YouTube | 七つの大罪「悪食」。 同人CD『EVILS THEATEA』収録、商業CD『悪ノ王国 〜Evils Kingdom〜』『七つの罪と罰』収録。 商業CD『七つの罪と罰』クロスフェードに一部掲載。 楽曲MVでは、歌唱担当外キャラクターの配役が以下の通り記載。 ・KAITO＜うだつの上がらないコック＞ ・初音ミク＜照明・小道具＞ ・巡音ルカ＜衣装・スタイリスト＞ ・神威がくぽ＜その他全ての雑用＞ MVはニコニコ動画動画版とYouTube版で内容が一部異なる。 |
| 鏡音リン＜頭の悪い召使＞     | - 悪食娘 コンチータ |                               | 2009/3/4   | 同人CD 商業CD ニコニコ動画、YouTube | 七つの大罪「悪食」。 同人CD『EVILS THEATEA』収録、商業CD『悪ノ王国 〜Evils Kingdom〜』『七つの罪と罰』収録。 商業CD『七つの罪と罰』クロスフェードに一部掲載。 楽曲MVでは、歌唱担当外キャラクターの配役が以下の通り記載。 ・KAITO＜うだつの上がらないコック＞ ・初音ミク＜照明・小道具＞ ・巡音ルカ＜衣装・スタイリスト＞ ・神威がくぽ＜その他全ての雑用＞ MVはニコニコ動画動画版とYouTube版で内容が一部異なる。 |
| 鏡音レン＜性格の悪いメイド＞ | - 悪食娘 コンチータ |                               | 2009/3/4   | 同人CD 商業CD ニコニコ動画、YouTube | 七つの大罪「悪食」。 同人CD『EVILS THEATEA』収録、商業CD『悪ノ王国 〜Evils Kingdom〜』『七つの罪と罰』収録。 商業CD『七つの罪と罰』クロスフェードに一部掲載。 楽曲MVでは、歌唱担当外キャラクターの配役が以下の通り記載。 ・KAITO＜うだつの上がらないコック＞ ・初音ミク＜照明・小道具＞ ・巡音ルカ＜衣装・スタイリスト＞ ・神威がくぽ＜その他全ての雑用＞ MVはニコニコ動画動画版とYouTube版で内容が一部異なる。 |
|                              | - Drug Of Gold      | KAITO＜カルロス（ヨーゼフ）＞ | 2015/2/25  | 商業CD YouTube(音源のみ)            | 商業CD『七つの罪と罰』収録。 商業CD『七つの罪と罰』クロスフェードに一部掲載。 |

時系列は主に小説『悪ノ大罪 悪食娘コンチータ』での流れを参考とした。いずれも商業作品として発表されている。
| No.                                            | 曲名                                       | - 歌唱キャラクター - ＜配役＞                      | 楽曲情報   | 楽曲情報                                      | 備考 |
| No.                                            | 曲名                                       | - 歌唱キャラクター - ＜配役＞                      | 初出年月日 | 視聴可能媒体                                  | 備考 |
| ---------------------------------------------- | ------------------------------------------ | -------------------------------------------------- | ---------- | --------------------------------------------- | --- |
|                                                | - 彼の王は泥より生まれた                   | 鏡音レン＜アルス＞                                 | 2016/10/12 | 同人CD 商業CD(提供) ニコニコ動画、YouTube     | 商業CD『EXIT TUNES PRESENTS Vocalocreation feat. 初音ミク』提供、同人CD『EVILS EXTRA』収録。 同人CD『EVILS EXTRA』クロスフェードに一部掲載。 楽曲MVでは、「革命により「悪ノ娘」が処刑される少し前の物語である」との表示があり、使用イラストも小説版に掲載された人物と同一人物であることから、＜リリアンヌ＞と＜アレン＞の父王＜アルス＞の物語となる。 |
|                                                | - 英雄の鎧は常に紅く                       | MEIKO＜レオンハルト＞                              | 2016/8/8   | 同人CD ニコニコ動画、YouTube                  | 同人CD『Lucifenia Trinity』収録。 楽曲MVでは、歌唱担当外キャラクターの配役が以下の通り記載。又、＜ジェルメイヌ＞に対しては、本名も併記されている。 ・＜レオンハルト＝アヴァドニア＞ ・＜アビスIR＞ |
|                                                | - 逆さ墓標のネオマリア                     | MAYU＜マリアム・フタピエ＞                         |            | 同人CD YouTube(音源のみ)                      | 同人CD『Lucifenia Trinity』収録。 |
|                                                | - あの橋に誓って                           | 巡音ルカ＜エルルカ=クロックワーカー＞              | 2020/9/1   | 同人CD ニコニコ動画、YouTube                  | ぜんまい仕掛けの子守唄9。 同人CD『Lucifenia Trinity』『ぜんまい仕掛けの子守唄』収録。 一見、関連のない楽曲だが、楽曲MV上では「悪ノ娘」シリーズ小説版読者にはお馴染みの人物が登場している。 同人CD『ぜんまい仕掛けの子守唄』クロスフェードに一部掲載。                                                                                                 |
|                                                | - トワイライトプランク                     | 鏡音リン＜リリアンヌ＝ルシフェン＝ドートゥリシュ＞ | 2010/8/3   | 同人CD 商業CD ニコニコ動画、YouTube(音源のみ) | 同人CD『EVILS FOREST』、商業CD『悪ノ王国 〜Evils Kingdom〜』収録。 一見、関連のない楽曲だが、楽曲MVと商業CD『悪ノ王国 〜Evils Kingdom〜』ブックレットに使用されるイラストには女性の影があり、小説版にて「アクマ」の正体が判明する。 |
| 鏡音レン＜アレクシル（アレン＝アヴァドニア）＞ | - トワイライトプランク                     |                                                    | 2010/8/3   | 同人CD 商業CD ニコニコ動画、YouTube(音源のみ) | 同人CD『EVILS FOREST』、商業CD『悪ノ王国 〜Evils Kingdom〜』収録。 一見、関連のない楽曲だが、楽曲MVと商業CD『悪ノ王国 〜Evils Kingdom〜』ブックレットに使用されるイラストには女性の影があり、小説版にて「アクマ」の正体が判明する。 |
|                                                | - 悪ノ娘                                   | 鏡音リン＜リリアンヌ＝ルシフェン＝ドートゥリシュ＞ | 2008/4/6   | 同人CD 商業CD ニコニコ動画、YouTube           | 七つの大罪「傲慢」。 同人CD『EVILS THEATEA』、商業CD『悪ノ王国 〜Evils Kingdom〜』『七つの罪と罰』収録。 商業CD『七つの罪と罰』クロスフェードに一部掲載。 |
|                                                | - 悪ノ 召使                                | 鏡音レン＜アレン＝アヴァドニア＞                   | 2008/4/29  | 同人CD 商業CD ニコニコ動画、YouTube           | 同人CD『EVILS THEATEA』、商業CD『悪ノ王国 〜Evils Kingdom〜』『七つの罪と罰』収録。 商業CD『七つの罪と罰』クロスフェードに一部掲載。 |
|                                                | - リグレットメッセージ                     | 鏡音リン＜リリアンヌ＝ルシフェン＝ドートゥリシュ＞ | 2008/5/25  | 同人CD 商業CD ニコニコ動画、YouTube           | 同人CD『EVILS THEATEA』、商業CD『悪ノ王国 〜Evils Kingdom〜』収録。 一見、関連のない楽曲だが、メジャーCD『悪ノ王国 〜Evils Kingdom〜』ブックレットでは、修道女姿の鏡音リンが描かれ、「街外れの小さな港」との歌詞も含めて後述の「白ノ娘」と繋がることが暗示される。                                                                                    |
|                                                | - 白ノ娘                                   | 弱音ハク（初音ミク）＜無記＞                       |            | 同人CD 商業CD ニコニコ動画、YouTube(音源のみ) | 同人CD『prelude to forest』『EVILS FOREST』、商業CD『悪ノ王国 〜Evils Kingdom〜』収録。 |
|                                                | - 樹の乙女 - ～千年のヴィーゲンリート～    | 初音ミク＜ミカエラ＞                               |            | 同人CD YouTube(音源のみ)                      | 同人CD『EVILS COURT』収録。 『EVILS EXTRA』クロスフェードに一部掲載。 |
|                                                | - 針音ノ時計塔                             | KAITO＜無記＞                                      | 2012/3/30  | 同人CD ニコニコ動画、YouTube(音源のみ)        | 同人CD『ネメシスの銃口』収録。 小説『悪ノ娘 青のプレファッチオ』公式テーマソング。同小説の抽選特典CD『悪ノ四楽奏』収録。 『ネメシスの銃口』クロスフェードに一部掲載。 |
| 歌愛ユキ＜無記＞                               | - 針音ノ時計塔                             |                                                    | 2012/3/30  | 同人CD ニコニコ動画、YouTube(音源のみ)        | 同人CD『ネメシスの銃口』収録。 小説『悪ノ娘 青のプレファッチオ』公式テーマソング。同小説の抽選特典CD『悪ノ四楽奏』収録。 『ネメシスの銃口』クロスフェードに一部掲載。 |
|                                                | - またたき                                 | 鏡音リン＜無記＞                                   |            | 同人CD                                        | 同人CD『ネメシスの銃口』収録。 『ネメシスの銃口』クロスフェードに一部掲載。 |
|                                                | - 待ち続けた手紙                           | 鏡音レン＜無記＞                                   |            | 商業配布CD                                    | 商業配布CD「Triangle -vol.1-」提供。 |
|                                                | - Reach For The Stars - ～待ち続けた手紙～ | 鏡音レン＜無記＞                                   | 2020/12/27 | 同人CD ニコニコ動画、YouTube                  | 同人CD『EVILS EXTRA』収録。 同人CD『EVILS EXTRA』クロスフェードに一部掲載。 上記楽曲のリメイク。 |
|                                                | - Re_birthday                              | 鏡音レン＜無記＞                                   | 2008/12/27 | 同人CD 商業CD ニコニコ動画、YouTube           | ぜんまい仕掛けの子守唄3。 同人CD『EVILS THEATEA』『ぜんまい仕掛けの子守唄』、商業CD『悪ノ王国 〜Evils Kingdom〜』収録。 一見、関連のない楽曲だが、『ぜんまい仕掛けの子守唄』クロスフェードに一部掲載。 MVはニコニコ動画動画版とYouTube版で内容が異なる。                                                                                              |
| 鏡音リン（コーラス）＜無記＞                   | - Re_birthday                              |                                                    | 2008/12/27 | 同人CD 商業CD ニコニコ動画、YouTube           | ぜんまい仕掛けの子守唄3。 同人CD『EVILS THEATEA』『ぜんまい仕掛けの子守唄』、商業CD『悪ノ王国 〜Evils Kingdom〜』収録。 一見、関連のない楽曲だが、『ぜんまい仕掛けの子守唄』クロスフェードに一部掲載。 MVはニコニコ動画動画版とYouTube版で内容が異なる。                                                                                              |
| 初音ミク（コーラス）＜無記＞                   | - Re_birthday                              |                                                    | 2008/12/27 | 同人CD 商業CD ニコニコ動画、YouTube           | ぜんまい仕掛けの子守唄3。 同人CD『EVILS THEATEA』『ぜんまい仕掛けの子守唄』、商業CD『悪ノ王国 〜Evils Kingdom〜』収録。 一見、関連のない楽曲だが、『ぜんまい仕掛けの子守唄』クロスフェードに一部掲載。 MVはニコニコ動画動画版とYouTube版で内容が異なる。                                                                                              |
| MEIKO（コーラス）＜無記＞                      | - Re_birthday                              |                                                    | 2008/12/27 | 同人CD 商業CD ニコニコ動画、YouTube           | ぜんまい仕掛けの子守唄3。 同人CD『EVILS THEATEA』『ぜんまい仕掛けの子守唄』、商業CD『悪ノ王国 〜Evils Kingdom〜』収録。 一見、関連のない楽曲だが、『ぜんまい仕掛けの子守唄』クロスフェードに一部掲載。 MVはニコニコ動画動画版とYouTube版で内容が異なる。                                                                                              |
| KAITO（コーラス）＜無記＞                      | - Re_birthday                              |                                                    | 2008/12/27 | 同人CD 商業CD ニコニコ動画、YouTube           | ぜんまい仕掛けの子守唄3。 同人CD『EVILS THEATEA』『ぜんまい仕掛けの子守唄』、商業CD『悪ノ王国 〜Evils Kingdom〜』収録。 一見、関連のない楽曲だが、『ぜんまい仕掛けの子守唄』クロスフェードに一部掲載。 MVはニコニコ動画動画版とYouTube版で内容が異なる。                                                                                              |

時系列は主に商業CD、小説「悪ノ娘」シリーズでの流れを参考とした。商業作品として発表されていない作品の中には、比較的初期の頃の発表の為に、権利上の問題から、同人/商業で再収録できないものがあるが、小説版には該当するエピソードが描かれている。
| No. | 曲名                            | - 歌唱キャラクター - ＜配役＞                  | 楽曲情報   | 楽曲情報                            | 備考 |
| No. | 曲名                            | - 歌唱キャラクター - ＜配役＞                  | 初出年月日 | 視聴可能媒体                        | 備考 |
| --- | ------------------------------- | ---------------------------------------------- | ---------- | ----------------------------------- | --- |
|     | - 魔道師二人旅 - ～長壁と番人～ | GUMI＜無記＞                                   | 2014/10/15 | 同人CD ニコニコ動画、YouTube        | 同人CD『ネメシスの銃口』収録。 『ネメシスの銃口』クロスフェードに一部掲載。 |
|     | - 眠らせ姫からの 贈り物         | 初音ミク＜マルゲリータ＞                       | 2011/5/23  | 同人CD 商業CD ニコニコ動画、YouTube | 七つの大罪「怠惰」。 同人CD『EVILS COURT』、商業CD『七つの罪と罰』収録。 同人CD『EVILS EXTRA』クロスフェード、商業CD『七つの罪と罰』クロスフェードに一部掲載。 楽曲MVでは、歌唱担当外キャラクターの配役が以下の通り記載（台詞内の記載も含む）。 ・KAITO＜カスパル＞ ・MEIKO＜ジェリア＞ ・巡音ルカ＜無記＞ ・GUMI＜グーミリア＞ MVはニコニコ動画動画版とYouTube版で内容が一部異なる。                                                    |
|     | - 五番目のピエロ                | 鏡音レン＜Lemy Abelrd（V.ピエロ→きいろいの）＞ | 2011/6/3   | 同人CD 商業CD ニコニコ動画、YouTube | 同人CD『EVILS COURT』、商業CD『七つの罪と罰』収録。 同人CD『EVILS EXTRA』クロスフェード、商業CD『七つの罪と罰』クロスフェードに一部掲載。 楽曲MVでは、歌唱担当外キャラクターの配役が以下の通り記載（台詞内の記載も含む）。 ・MEIKO＜I.サンタ→せくしーびじょ（ジュリア＝アラベールことイリーナ＝クロックワーカー）＞ ・初音ミク＜III.ねむらせ姫→緑1ごう→リタイア＞ ・KAITO＜II.あおいの→でばんなし＞ ・神威がくぽ＜VI.さむらい→ざつよう＞ |

時系列は主に、小説『悪ノ大罪 眠らせ姫からの贈り物』での流れを参考とした。
| No. | 曲名                       | - 歌唱キャラクター - ＜配役＞ | 楽曲情報   | 楽曲情報                            | 備考 |
| No. | 曲名                       | - 歌唱キャラクター - ＜配役＞ | 初出年月日 | 視聴可能媒体                        | 備考 |
| --- | -------------------------- | ----------------------------- | ---------- | ----------------------------------- | --- |
|     | - 円尾坂 の仕立屋          | 巡音ルカ＜首藤 禍世＞         | 2009/12/8  | 同人CD 商業CD ニコニコ動画、YouTube | 七つの大罪「嫉妬」。 同人CD『EVILS FOREST』、商業CD『七つの罪と罰』収録。 商業CD『悪ノ王国 〜Evils Kingdom〜』『七つの罪と罰』クロスフェードに一部掲載。 楽曲MVでは、歌唱担当外キャラクターの配役が以下の通り記載。 ・MEIKO＜赤い着物の女＞ ・初音ミク＜緑の帯の娘＞ ・鏡音レン＜黄色いかんざしの少女＞ ・KAITO＜男＞ |
|     | - 野ざらしの首、鬼ヶ島にて | 神威がくぽ＜＞                | 2015/2/25  | 商業CD YouTube（音源のみ）          | 商業CD『七つの罪と罰』収録。 商業CD『七つの罪と罰』クロスフェードに一部掲載。 |

時系列は主に、小説『悪ノ大罪 円尾坂の仕立屋』での流れを参考とした。
| No. | 曲名                   | - 歌唱キャラクター - ＜配役＞ | 楽曲情報   | 楽曲情報                            | 備考 |
| No. | 曲名                   | - 歌唱キャラクター - ＜配役＞ | 初出年月日 | 視聴可能媒体                        | 備考 |
| --- | ---------------------- | ----------------------------- | ---------- | ----------------------------------- | --- |
|     | - 悪徳のジャッジメント | KAITO＜ガレリアン＝マーロン＞ | 2011/6/13  | 同人CD 商業CD ニコニコ動画、YouTube | 七つの大罪「貪欲」。 同人CD『悪徳のジャッジメント ～a court of greed～』『EVILS COURT』、商業CD『悪ノ王国 〜Evils Kingdom〜』『七つの罪と罰』収録。同人CD『EVILS EXTRA』クロスフェード、商業CD『七つの罪と罰』クロスフェードに一部掲載。 楽曲MVでは、歌唱担当外キャラクターの配役が以下の通り記載。 ・初音ミク＜「娘」＞ ・GUMI＜冥界の主＞ |
|     | - 箱庭の少女           | 初音ミク＜ミッチェル＞        | 2008/7/3   | 同人CD 商業CD ニコニコ動画、YouTube | ぜんまい仕掛けの子守唄2。 同人CD『EVILS THEATEA』『ぜんまい仕掛けの子守唄』、商業CD『悪ノ王国 〜Evils Kingdom〜』『七つの罪と罰』収録。 商業CD『七つの罪と罰』クロスフェード、同人CD『ぜんまい仕掛けの子守唄』クロスフェードに一部掲載。 |

時系列は主に、小説『悪ノ大罪 悪徳のジャッジメント』での流れを参考とした。
| No.                                    | 曲名                                    | - 歌唱キャラクター - ＜配役＞ | 楽曲情報                   | 楽曲情報 | 備考 |
| No.                                    | 曲名                                    | - 歌唱キャラクター - ＜配役＞ | 初出年月日                 | 視聴可能媒体 | 備考 |
| -------------------------------------- | --------------------------------------- | ----------------------------- | -------------------------- | --- | --- |
|                                        | - そして少女は狂いだした - ―終末月夜抄― | GUMI＜ネメシス＞              |                            | 同人CD | 同人CD『ネメシスの銃口』収録。同人CD『ネメシスの銃口』クロスフェードに一部掲載。                                                  |
|                                        | - 最後のリボルバー                      | GUMI＜女＞                    | 2010/3/8                   | 同人CD 商業CD ニコニコ動画、YouTube                                                                                    | 同人CD『EVILS FOREST』、商業CD『七つの罪と罰』収録。楽曲MVでは、歌唱担当外キャラクターの配役が以下の通り記載。 ・神威がくぽ＜男＞ |
| - 最後のリボルバー - [Nemesis Version] | GUMI＜ネメシス＞                        |                               | 同人CD YouTube（音源のみ） | 同人CD『ネメシスの銃口』収録。同人CD『ネメシスの銃口』クロスフェード、商業CD『七つの罪と罰』クロスフェードに一部掲載。 | |
|                                        | - ネメシスの銃口                        | GUMI＜ネメシス＞              |                            | 同人CD 商業CD ニコニコ動画、YouTube                                                                                    | 七つの大罪「憤怒」。 同人CD『ネメシスの銃口』、商業CD『七つの罪と罰』収録。商業CD『七つの罪と罰』クロスフェードに一部掲載。       |
|                                        | - master of the hellish yard            | GUMI＜＞                      |                            | 同人CD YouTube（音源のみ）                                                                                             | 四つの終末「地獄」。 同人CD『ネメシスの銃口』収録。同人CD『ネメシスの銃口』クロスフェードに一部掲載。                             |

時系列は主に、小説『悪ノ大罪 ネメシスの銃口』での流れを参考とした。
| No.                                                | 曲名                                         | - 歌唱キャラクター - ＜配役＞               | 楽曲情報                   | 楽曲情報                                                                                       | 備考 |
| No.                                                | 曲名                                         | - 歌唱キャラクター - ＜配役＞               | 初出年月日                 | 視聴可能媒体                                                                                   | 備考 |
| -------------------------------------------------- | -------------------------------------------- | ------------------------------------------- | -------------------------- | ---------------------------------------------------------------------------------------------- | --- |
|                                                    | - 開廷5分前（instrumental）                  | -                                           |                            | 同人CD YouTube（音源のみ）                                                                     | 同人CD『EVILS COURT』収録。同人CD『EVILS EXTRA』クロスフェードに一部掲載。 |
|                                                    | - master of the graveyard                    | 鏡音リン＜servants＞                        |                            | 同人CD YouTube（音源のみ）                                                                     | 四つの終末「死」。 同人CD『EVILS FOREST』収録。 |
| 鏡音レン＜servants＞                               | - master of the graveyard                    |                                             |                            | 同人CD YouTube（音源のみ）                                                                     | 四つの終末「死」。 同人CD『EVILS FOREST』収録。 |
| MEIKO＜墓場の主（master of the graveyard）＞       | - master of the graveyard                    |                                             |                            | 同人CD YouTube（音源のみ）                                                                     | 四つの終末「死」。 同人CD『EVILS FOREST』収録。 |
|                                                    | - master of the court                        | 初音ミク＜人形館長（master of the court）＞ |                            | 同人CD YouTube（音源のみ）                                                                     | 四つの終末「審判」。 同人CD『EVILS COURT』収録。同人CD『EVILS EXTRA』クロスフェードに一部掲載。 |
|                                                    | - 茶番カプリシオ                             | 初音ミク＜人形館長（master of the court）＞ |                            | 同人CD ニコニコ動画、YouTube                                                                   | ぜんまい仕掛けの子守唄6。 同人CD『EVILS COURT』収録。同人CD『EVILS EXTRA』クロスフェード、同人CD『ぜんまい仕掛けの子守唄』クロスフェードに一部掲載。 楽曲MVにて、鏡音リン・レンのみ2役あることが確認できる。                                    |
| 鏡音リン＜servants、待つ者（waiter）＞             | - 茶番カプリシオ                             |                                             |                            | 同人CD ニコニコ動画、YouTube                                                                   | ぜんまい仕掛けの子守唄6。 同人CD『EVILS COURT』収録。同人CD『EVILS EXTRA』クロスフェード、同人CD『ぜんまい仕掛けの子守唄』クロスフェードに一部掲載。 楽曲MVにて、鏡音リン・レンのみ2役あることが確認できる。                                    |
| 鏡音レン＜servants、イレギュラー（irregular）＞    | - 茶番カプリシオ                             |                                             |                            | 同人CD ニコニコ動画、YouTube                                                                   | ぜんまい仕掛けの子守唄6。 同人CD『EVILS COURT』収録。同人CD『EVILS EXTRA』クロスフェード、同人CD『ぜんまい仕掛けの子守唄』クロスフェードに一部掲載。 楽曲MVにて、鏡音リン・レンのみ2役あることが確認できる。                                    |
| 巡音ルカ＜時の魔導師（Ma）＞                       | - 茶番カプリシオ                             |                                             |                            | 同人CD ニコニコ動画、YouTube                                                                   | ぜんまい仕掛けの子守唄6。 同人CD『EVILS COURT』収録。同人CD『EVILS EXTRA』クロスフェード、同人CD『ぜんまい仕掛けの子守唄』クロスフェードに一部掲載。 楽曲MVにて、鏡音リン・レンのみ2役あることが確認できる。                                    |
| KAITO＜歯車（gear）＞                              | - 茶番カプリシオ                             |                                             |                            | 同人CD ニコニコ動画、YouTube                                                                   | ぜんまい仕掛けの子守唄6。 同人CD『EVILS COURT』収録。同人CD『EVILS EXTRA』クロスフェード、同人CD『ぜんまい仕掛けの子守唄』クロスフェードに一部掲載。 楽曲MVにて、鏡音リン・レンのみ2役あることが確認できる。                                    |
| MEIKO＜墓場の主（master of the graveyard）＞       | - 茶番カプリシオ                             |                                             |                            | 同人CD ニコニコ動画、YouTube                                                                   | ぜんまい仕掛けの子守唄6。 同人CD『EVILS COURT』収録。同人CD『EVILS EXTRA』クロスフェード、同人CD『ぜんまい仕掛けの子守唄』クロスフェードに一部掲載。 楽曲MVにて、鏡音リン・レンのみ2役あることが確認できる。                                    |
| 神威がくぽ＜呪われた庭師・奥戸我門（gardener）＞   | - 茶番カプリシオ                             |                                             |                            | 同人CD ニコニコ動画、YouTube                                                                   | ぜんまい仕掛けの子守唄6。 同人CD『EVILS COURT』収録。同人CD『EVILS EXTRA』クロスフェード、同人CD『ぜんまい仕掛けの子守唄』クロスフェードに一部掲載。 楽曲MVにて、鏡音リン・レンのみ2役あることが確認できる。                                    |
| GUMI＜冥界の主（master of the hellish yard）＞     | - 茶番カプリシオ                             |                                             |                            | 同人CD ニコニコ動画、YouTube                                                                   | ぜんまい仕掛けの子守唄6。 同人CD『EVILS COURT』収録。同人CD『EVILS EXTRA』クロスフェード、同人CD『ぜんまい仕掛けの子守唄』クロスフェードに一部掲載。 楽曲MVにて、鏡音リン・レンのみ2役あることが確認できる。                                    |
|                                                    | - ハートビート・クロックワーカー             | KAITO＜歯車（gear）＞                       |                            | 同人CD ニコニコ動画、YouTube                                                                   | ぜんまい仕掛けの子守唄4。 同人CD『prelude to forest』『EVILS FOREST』『ぜんまい仕掛けの子守唄』、商業CD『悪ノ王国 〜Evils Kingdom〜』収録。『ぜんまい仕掛けの子守唄』クロスフェードに一部掲載。                                                 |
|                                                    | - 七つの罪と罰                               | 鏡音レン＜アレン・アヴァドニア＞            |                            | 商業CD ニコニコ動画、YouTube                                                                   | ぜんまい仕掛けの子守唄7。 商業CD『七つの罪と罰』収録。 |
| 神威がくぽ＜サテリアジス・ヴェノマニア＞           | - 七つの罪と罰                               |                                             |                            | 商業CD ニコニコ動画、YouTube                                                                   | ぜんまい仕掛けの子守唄7。 商業CD『七つの罪と罰』収録。 |
| MEIKO＜バニカ・コンチータ＞                        | - 七つの罪と罰                               |                                             |                            | 商業CD ニコニコ動画、YouTube                                                                   | ぜんまい仕掛けの子守唄7。 商業CD『七つの罪と罰』収録。 |
| 鏡音リン＜リリアンヌ＝ルシフェン＝ドートゥリシュ＞ | - 七つの罪と罰                               |                                             |                            | 商業CD ニコニコ動画、YouTube                                                                   | ぜんまい仕掛けの子守唄7。 商業CD『七つの罪と罰』収録。 |
| 初音ミク＜マルガリータ・ブランケンハイム＞         | - 七つの罪と罰                               |                                             |                            | 商業CD ニコニコ動画、YouTube                                                                   | ぜんまい仕掛けの子守唄7。 商業CD『七つの罪と罰』収録。 |
| 巡音ルカ＜首藤禍世＞                               | - 七つの罪と罰                               |                                             |                            | 商業CD ニコニコ動画、YouTube                                                                   | ぜんまい仕掛けの子守唄7。 商業CD『七つの罪と罰』収録。 |
| KAITO＜ガレリアン・マーロン＞                      | - 七つの罪と罰                               |                                             |                            | 商業CD ニコニコ動画、YouTube                                                                   | ぜんまい仕掛けの子守唄7。 商業CD『七つの罪と罰』収録。 |
| GUMI＜ネメシス＝スドウ＞                           | - 七つの罪と罰                               |                                             |                            | 商業CD ニコニコ動画、YouTube                                                                   | ぜんまい仕掛けの子守唄7。 商業CD『七つの罪と罰』収録。 |
|                                                    | - 終末少年ヘンゼル                           | 鏡音レン                                    |                            | 特典配信 同人CD YouTube（音源のみ）                                                            | 小説『悪ノ大罪 五番目のピエロ』＆CD『七つの罪と罰』連動購入特典。同人CD『EVILS EXTRA』収録。同人CD『EVILS EXTRA』クロスフェードに一部掲載。 |
|                                                    | - 創世少女グレーテル                         | 鏡音リン                                    |                            | 同人CD YouTube（音源のみ）                                                                     | 同人CD『EVILS EXTRA』収録。同人CD『EVILS EXTRA』クロスフェードに一部掲載。 |
|                                                    | - master of the heavenly yard                | 鏡音リン                                    |                            | 同人CD ニコニコ動画、YouTube                                                                   | 四つの終末「天国」。 同人CD『master of the heavenly yard』収録。 |
| 鏡音レン                                           | - master of the heavenly yard                |                                             |                            | 同人CD ニコニコ動画、YouTube                                                                   | 四つの終末「天国」。 同人CD『master of the heavenly yard』収録。 |
| 初音ミク                                           | - master of the heavenly yard                |                                             |                            | 同人CD ニコニコ動画、YouTube                                                                   | 四つの終末「天国」。 同人CD『master of the heavenly yard』収録。 |
| MEIKO                                              | - master of the heavenly yard                |                                             |                            | 同人CD ニコニコ動画、YouTube                                                                   | 四つの終末「天国」。 同人CD『master of the heavenly yard』収録。 |
| 巡音ルカ                                           | - master of the heavenly yard                |                                             |                            | 同人CD ニコニコ動画、YouTube                                                                   | 四つの終末「天国」。 同人CD『master of the heavenly yard』収録。 |
|                                                    | - ぜんまい仕掛けの子守唄                     | 鏡音リン                                    | 2008/3/22                  | 同人CD ニコニコ動画                                                                            | ぜんまい仕掛けの子守唄1。 同人CD『EVILS THEATEA』収録。 |
|                                                    | - ぜんまい仕掛けの子守唄 - -Key of the Word- | 鏡音リン                                    |                            | 同人CD ニコニコ動画、YouTube                                                                   | 同人CD『ぜんまい仕掛けの子守唄』収録。 MVの詳細説明には「昔の楽曲（sm2747189）を10年ぶりに作り直してみました。」と記載されているように、「ぜんまい仕掛けの子守歌」のリメイクである。 同人CD『ぜんまい仕掛けの子守唄』クロスフェードに一部掲載。 |
|                                                    | - バニカ・コンチェルト!!                     | MEIKO                                       |                            | 同人CD YouTube（音源のみ）                                                                     | ぜんまい仕掛けの子守唄10。 同人CD『ぜんまい仕掛けの子守唄』収録。同人CD『ぜんまい仕掛けの子守唄』クロスフェードに一部掲載。 |
| 鏡音リン                                           | - バニカ・コンチェルト!!                     |                                             |                            | 同人CD YouTube（音源のみ）                                                                     | ぜんまい仕掛けの子守唄10。 同人CD『ぜんまい仕掛けの子守唄』収録。同人CD『ぜんまい仕掛けの子守唄』クロスフェードに一部掲載。 |
| 鏡音レン                                           | - バニカ・コンチェルト!!                     |                                             |                            | 同人CD YouTube（音源のみ）                                                                     | ぜんまい仕掛けの子守唄10。 同人CD『ぜんまい仕掛けの子守唄』収録。同人CD『ぜんまい仕掛けの子守唄』クロスフェードに一部掲載。 |
|                                                    | - 悪の因果は終わらない                       | 初音ミク                                    |                            | 同人CD YouTube（音源のみ）                                                                     | ぜんまい仕掛けの子守唄11。 同人CD『ぜんまい仕掛けの子守唄』収録。同人CD『ぜんまい仕掛けの子守唄』クロスフェードに一部掲載。 |
|                                                    | - ソング オブ サードピリオド                 | KAITO                                       |                            | 同人CD YouTube（音源のみ）                                                                     | ぜんまい仕掛けの子守唄12。 同人CD『ぜんまい仕掛けの子守唄』収録。同人CD『ぜんまい仕掛けの子守唄』クロスフェードに一部掲載。 |
| MEIKO                                              | - ソング オブ サードピリオド                 |                                             |                            | 同人CD YouTube（音源のみ）                                                                     | ぜんまい仕掛けの子守唄12。 同人CD『ぜんまい仕掛けの子守唄』収録。同人CD『ぜんまい仕掛けの子守唄』クロスフェードに一部掲載。 |
| 初音ミク                                           | - ソング オブ サードピリオド                 |                                             |                            | 同人CD YouTube（音源のみ）                                                                     | ぜんまい仕掛けの子守唄12。 同人CD『ぜんまい仕掛けの子守唄』収録。同人CD『ぜんまい仕掛けの子守唄』クロスフェードに一部掲載。 |
| 鏡音リン                                           | - ソング オブ サードピリオド                 |                                             |                            | 同人CD YouTube（音源のみ）                                                                     | ぜんまい仕掛けの子守唄12。 同人CD『ぜんまい仕掛けの子守唄』収録。同人CD『ぜんまい仕掛けの子守唄』クロスフェードに一部掲載。 |
| 鏡音レン                                           | - ソング オブ サードピリオド                 |                                             |                            | 同人CD YouTube（音源のみ）                                                                     | ぜんまい仕掛けの子守唄12。 同人CD『ぜんまい仕掛けの子守唄』収録。同人CD『ぜんまい仕掛けの子守唄』クロスフェードに一部掲載。 |
| 巡音ルカ                                           | - ソング オブ サードピリオド                 |                                             |                            | 同人CD YouTube（音源のみ）                                                                     | ぜんまい仕掛けの子守唄12。 同人CD『ぜんまい仕掛けの子守唄』収録。同人CD『ぜんまい仕掛けの子守唄』クロスフェードに一部掲載。 |
| 神威がくぽ                                         | - ソング オブ サードピリオド                 |                                             |                            | 同人CD YouTube（音源のみ）                                                                     | ぜんまい仕掛けの子守唄12。 同人CD『ぜんまい仕掛けの子守唄』収録。同人CD『ぜんまい仕掛けの子守唄』クロスフェードに一部掲載。 |
| GUMI                                               | - ソング オブ サードピリオド                 |                                             |                            | 同人CD YouTube（音源のみ）                                                                     | ぜんまい仕掛けの子守唄12。 同人CD『ぜんまい仕掛けの子守唄』収録。同人CD『ぜんまい仕掛けの子守唄』クロスフェードに一部掲載。 |
|                                                    | （タイトルなし）                             | 鏡音リン                                    |                            | 商業CD                                                                                         | 商業CD『悪ノ王国 〜Evils Kingdom〜』にシークレットトラックとして収録。タイトルなし |
| - るりらるりらと響く唄 - （パレード）              |                                              | 鏡音リン                                    | 同人CD YouTube（音源のみ） | 同人CD『EVILS EXTRA』収録。上記曲のアレンジ版。同人CD『EVILS EXTRA』クロスフェードに一部掲載。 | |
| - るりらるりらと響く唄 - （パレード）              | 鏡音レン                                     |                                             | 同人CD YouTube（音源のみ） | 同人CD『EVILS EXTRA』収録。上記曲のアレンジ版。同人CD『EVILS EXTRA』クロスフェードに一部掲載。 | |
|                                                    | - 去り人達のワルツ                           | 鏡音リン＜リン=チャン＞                     |                            | 同人CD ニコニコ動画、YouTube                                                                   | 同人CD『去り人達のワルツ』収録。 |
|                                                    | - 千年の誓いの果てに                         | 初音ミク＜ミカエラ＞                        |                            | 商業CD（提供） ニコニコ動画、YouTube                                                           | 商業CD『初音ミクシンフォニー2023 Live at Suntory Hall』ボーナストラック収録。 |
|                                                    | - 矛盾のグリムジエンド                       | KAITO                                       |                            | 商業CD（提供）                                                                                 | 商業CD『初音ミクシンフォニー2023 Live at Suntory Hall』ボーナストラック収録。 |

時系列は主に、小説『悪ノ大罪　master of the heavenly yard』での流れを参考とした。

## 主な事件・出来事
「神の双子」の誕生 (The birth of the "Twin Gods")
- 年号：元年
- 場所：レヴィアンタ魔道王国

紀元前からレヴィアンタ魔道王国で行われていた「第二次Ma計画」において、被験者であるメータ＝ザルムホーファーが神の双子「ヘンゼル」と「グレーテル」を出産。これを機に「エヴィリオス歴」が定められた。しかし、メータが双子を連れて逃亡し、国を挙げて双子を捜索するも見つからず、計画は事実上失敗に終わった。
イブ＝ムーンリットによる誘拐・殺人事件
- 年号：001年
- 場所：エルドゴート国・エルドの森

エルフェゴート国にあるエルドの森で、木こりであったイブ＝ムーンリットが1歳の双子の子供を誘拐し、双子を取り戻そうとした母親(魔女ザルムホーファー)を殺害した。これによりイブ＝ムーンリットは「エヴィリオス歴」における原罪者として歴史上に名を残すことになる。
レヴィアンタの災厄 (Levianta Catastrophe)
- 年号：013年
- 場所：レヴィアンタ魔道王国

レヴィアンタ魔道王国の王立研究所において、実験中に事故が発生したとされる。大規模な爆発が起こりその影響は周辺国にまで及び、事実上レヴィアンタ魔道王国は崩壊した。その影響を受け、隣国エルドゴート国では飢餓・疫病が深刻化する。
真相は、エルルカに成りすましたレヴィアの声を聞いたキリル・クロックワーカーがセカンドピリオドから受け継いだ闇の遺産の一つ「罪」にエルルカの亡骸を入れ、クロックワークの秘術を使い、エルルカを復活させようとしたものである。
“双子”による原罪者殺人事件
- 年号：014年
- 場所：エルドゴート国・エルドの森

エルフェゴート国にあるエルドの森で、アダム＝ムーンリットとイブ＝ムーンリットが養子であった双子に殺害される。
ヴェノマニア事件 (Venomania Incident)
- 年号：136年
- 場所：ベルゼニア帝国・アスモディン地方

ベルゼニア帝国内で多数の女性が突如行方不明になった事件。国内外問わず王族の女性にまで被害が及んだ為、国際問題に発展しかかる。犯人はベルゼニア帝国アスモディン地方を治めていた「五公」のサテリアジス＝ヴェノマニア公爵で、女性を誘拐し屋敷の地下に監禁していた。翌年にマーロンの貴族・カーチェス＝クリムがサテリアジス＝ヴェノマニアを殺害した事で事件及び犯人が発覚した。
ヴェノマニア公のこの行いは「一夫一妻」を美徳とする敬虔なレヴィン教からの受けが非常に悪く、以後ヴェノマニアの子孫は「アスモディンの悪魔」と呼ばれ長きに渡り迫害される。
人食い娘・コンチータ行方不明事件 (Evil Food Eater / Conchita's Disappearance Incident)
- 年号：325年
- 場所：ベルゼニア帝国・コンチータ領

ベルゼニア帝国コンチータ領にて、領主バニカ＝コンチータが食人行為をしているという噂が立つ。彼女が悪魔と契約している噂もあり、当時の女帝ジュノ＝ベルゼニアからの依頼を受け魔道師エルルカ＝クロックワーカーが調査に乗り出すが、バニカが行方不明になり調査が中断される。
緑狩り令 (Green Hunting Decree)
- 年号：500年
- 場所：エルフェゴート国全域

マーロン国の王カイル＝マーロンがエルフェ人の一般人女性に好意を抱いた為、ルシフェニア王国の王女リリアンヌ＝ルシフェン＝ドートゥリシュとの婚姻を破棄、激怒した王女による「緑狩り令」が発令される。ルシフェニア軍がエルフェゴート国に侵攻し、エルフェ人女性の大量虐殺が行われる。最終的に目的のエルフェ人女性が殺害された為、侵攻は終了した。
ルシフェニア革命 (Lucifenian Revolution)
- 年号：500年
- 場所：ルシフェニア王国

ルシフェニア国の王女リリアンヌの暴権による圧政に抵抗し、三英雄レオンハルト＝アヴァドニアの娘ジェルメイヌ＝アヴァドニアを中心とした市民による革命が勃発し、ルシフェニア王国全域を巻き込んだ内戦へと発展。
王都での戦いなどが行われ、最終的に王女リリアンヌは捕らわれ、革命軍によって処刑された。王女リリアンヌの名はその後「悪ノ娘」という忌み名で後世まで語り継がれることになる。
新生四騎士事件 (New Four Horsemen Incident)
- 年号：508年
- 場所：神聖レヴィアンタ

宗教大国であった当時のレヴィアンタでは、一部の改革強硬派がレヴィン大教会と衝突していたが、大教会の幹部候補ミハイル＝アサエフが強硬派三人と接触して「ネオ・アポカリプス」を結成し、国内でテロ行為を繰り返すようになる。大教会は他国にテロ鎮圧を要求するもルシフェニア共和国からの一部隊が派遣されるのみで、逆に「ネオ・アポカリプス」を刺激してしまい、大教会陥落を狙った大規模なテロ事件「新生四騎士事件」にまで発展した。この事件にはルシフェニア革命の中心人物であったジェルメイヌ＝アヴァドニアも関わっていたが、彼女はそれ以降姿を消している。
ミハイル＝アサエフが強硬派と接触した理由は、自身を差し置いて出世していく同期に対する「嫉妬」が原因だったようで、「嫉妬の器」が関わっていたとされる。「ネオ・アポカリプス」の名前の由来は、かつてレヴィアンタ魔道王国に存在していた犯罪組織「アポカリプス」がもとになっており、「アポカリプス」もペイル＝ノエルやメータ＝ザルムホーファーを含めた四人が率いていた。
トラゲイ連続殺人事件（トラゲイ奇病騒動）(Toragay Serial Killings/Toragay Disease Epidemic)
- 年号：609年
- 場所：エルフェゴート国・トラゲイ

エルフェゴート国・トラゲイの街において、住民が次々と死亡する怪事件が発生する。フリージス財団の調査の結果、犯人は医者の娘であった侯爵夫人マルガリータ＝ブランケンハイムで、彼女による無差別毒殺事件であった事が判明するが、トラゲイの街は既に壊滅しマルガリータも自殺していた。
　犯罪組織ペールノエルの活動が深刻化（ロールド連続殺人事件など）(Criminal Group Pere Noel activities/Rolled Serial Killings)
- 年号：610年
- 場所：ルシフェニア共和国・ロールド

犯罪組織ペールノエルの活動が深刻化し、ロールドの街での娼婦連続殺人事件などの犯罪が多発。
ペールノエルの元締めであり、ルシフェニア共和国大統領であるジュリア＝アベラールに容疑がかかり、最終的に「ジュリア」は逮捕された。
　メリゴド高地の決闘 (Duel of Merrigod Plateau)
- 年号：611年
- 場所：エルフェゴート国・メリゴド高地

エルフェゴート北部メリゴド高地にて、エルルカ=クロックワーカーとイリーナ=クロックワーカーの決闘が行われ、レヴィアとしての記憶を思い出したエルルカ、そして眠りから目覚めた弟神ビヒモ、イリーナ、そして「法廷の主」としての力を覚醒させたイブ、さらに乱入してきた悪食の悪魔バニカ＝コンチータの巨大な力が衝突した結果、エルルカ（レヴィア）、イリーナ、イブの人格が混ざった存在であるエルルカ＝Ma＝クロックワーカーが誕生する。
バニカは無事に器に帰還し、ビヒモはその後、「全ては姉次第」と言い、人間が増えすぎたから世界を滅ぼす気が失せたとして天界「Heavenly yard」に還っていった。
カヨ＝スドウによる連続殺人事件 (Kayo Sudou Serial Killings)
- 年号：842年
- 場所：蛇国・円尾坂

東方の島国である蛇国の円尾坂付近で、一家全員が次々と殺された事件。犯人は円尾坂で仕立て屋を営んでいた首藤禍世で、禍世は血まみれのまま山から降りてきたところを逮捕されて斬首された。
アイシケル条約 (Aishikeru Pact)
- 年号：878年
- 場所：マーロン・レヴィアンタ・エルフェゴート・ルシフェニア

マーロン・レヴィアンタ・エルフェゴート・ルシフェニア四国による連合国家USE(Union State of Evillious)が結成。
続く993年のエヴィリオス大戦で連合は事実上崩壊した。
レヴィアンタの内乱 (Leviantan Civil War)
- 年号：983年
- 場所：USE

USE暗星庁の裁判長ガレリアン＝マーロンが、民衆殺しの将軍トニー＝オースディンの裁判において無罪判決をした為、両者の癒着が発覚。反発した民衆による暴動が「レヴィアンタの内乱」と呼ばれる内乱にまで発展し、両者は惨殺される。
ガレリアン＝マーロンの遺産は懇意の脚本家『Ma』が相続し、前年に千年樹の森に建設した映画館に移している。その後映画館にガレリアンの莫大な遺産が隠されているという噂が立ち、何人もの人間が千年樹の森に入るが帰って来た者はおらず、いつしか千年樹の森は呪われた森と呼ばれるようになる。
エヴィリオス大戦 （Evilious War）
- 年号：993年~999年
- 場所：エヴィリオス地方全域

レヴィアンタの内乱後、総統ネメシス・スドウ率いるタサン・エルフェゴート軍がルシフェニア共和国へ侵攻したことで戦争が勃発した。
エルフェゴートと同盟を締結したベルゼニア、蛇国、アスモディン、そしてUSE加盟国のマーロン・レヴィアンタとその支援国マイスティアなどエヴィリオス地方全域を巻き込んだ世界大戦となった。
最終的に998年にマーロン・レヴィアンタ連合軍がエルフェゴート支配下のルシフェニアを解放するも、続く999年にネメシスによって新兵器『罰』が世界全域に放たれ、人類はネメシスを残し絶滅し、天界「Heavenly yard」と冥界「Hellish yard」の境界線は壊れて世界は完全に崩壊した。

## 原罪物語
原罪物語－第一幕－ (Original Sin Tale - Act 1 -)
エヴィリオス歴を紀元前まで遡り『七つの大罪』、『ヘンゼルとグレーテル』出生を描く物語。
原罪物語－第二幕－  (Original Sin Tale - Act 2 -)
「エルルカ」と「イリーナ」の因縁の始まりを描く物語。

### キャラクター
エルルカ＝クロックワーカー(Elluka Clockworker)/レヴィア (Levia)
- モチーフ：巡音ルカ（ルカーナ＝オクト）

レヴィアンタの災厄を生き残った数人のうちの一人にして悠久の時を生き続ける魔道師。義妹・イリーナ＝クロックワーカーに一度殺されているが、婚約者キリル＝クロックワーカーが彼女の遺体を箱舟「罪」に入れたことで不老として蘇った。その際に「罪」が神竜レヴィアビヒモも呼び寄せてしまったことで、レヴィアンタ魔道王国は滅亡を迎えた。強い魔力を持っているが、「罪」で蘇るまでは「転身の術」を使うことが出来なかった。
故国の滅亡後に地神エルドの依頼を受け、悪意の拡散を食い止めようと歴史の裏舞台で奮闘をはじめている。人助けをしながら「大罪の器」の影を追って各地を放浪しており、各地の有力者に少なからず影響力を持つ。悪ノP曰く自覚のない根っからのお人好し。
その正体は、イリーナに殺されて死んだ「エルルカ＝クロックワーカー」を憑代として蘇ったレヴィア神。レヴィアビヒモが封印されている箱舟「罪」がキリル＝クロックワーカーによって解かれたものの、レヴィアビヒモの魂は本来の肉体である双竜ではなく、エルルカの亡骸に宿ってしまった。転生のルールで記憶を失い、身体に残っていた「エルルカ」の記憶から自分が「エルルカ＝クロックワーカー」だと思い込んでおり、また僅かながらにレヴィアとしての記憶もあった為、自分とエルドが友人だと思っていた。人間の知り合いがいないエルドは、彼女が記憶を失ったレヴィアであることに気づき、彼女を監視するために「大罪の器」探しを命じた。なお、弟のビヒモ神も同じように「エルルカ＝クロックワーカー」に宿っていたが、姉が表に出ていた為に表層意識に出ることができず、レヴィアの魂の奥底で眠り続けていた。
本来は金髪碧眼巻き毛の人形染みた美女の姿で不老の身体であるが、「転身の術」で定期的に身体を交換しなければ維持できない。最初はヴェノマニアの事件でルカーナ＝オクト（モチーフ：巡音ルカ）と身体を交換し、彼女が持つ強い魔力と「紫の夢」と呼ばれる予知夢の力を手に入れた。その後長い間ルカーナの姿でいたが、842年頃には肉体に劣化が見られ始め、その容姿を羨ましがった首藤禍世（カヨ＝スドウ）という黒髪の和風の女性と姿を交換した。なお、楽曲における彼女のパートは、容姿がオリジナルでも巡音ルカが担当している。
エルルカ＝チルクラシア  (Elluka Chirclatia)
キリル＝クロックワーカーの婚約者であり、イリーナ＝クロックワーカーの義姉。「her」を治療することのできるライウォッチの巫女であったが、レヴィアンタ魔道王国では「悪神」と呼ばれていたエルドと内通しているとの噂があり、神殿を追い出されてしまった。最もライウォッチの巫女は生涯をレヴィアンタ魔道王国で過ごさなければならないという掟があり、彼女自身はエルドとは面識はなく、そもそもエルドが人間に話しかけること自体がなかった。
その後はキリルの治療と手伝いをしながら過ごしていたが、「第七次Ma計画」の候補者として義妹と共に選ばれ、血みどろの争いを繰り広げる。兄を慕っていたイリーナは自分から「her」としての兄を奪ったエルルカを快く思っておらず、エルルカはイリーナに殺された。エルルカの亡骸はレヴィアの声を聴いたキリルによって箱舟「罪」の中に入れられるも、神やその眷属ではないエルルカは転生することはなく、彼女の身体はレヴィアビヒモの魂の器となった。
後にセトによりアンゴルモアの地でキリルと再会し、この時に彼の妻となる。世界の救済が終わった後はキリルと共にどこかに旅立っていった。
イリーナ＝クロックワーカー (Irina Clockworker)
- モチーフ：猫村いろは

レヴィアンタの災厄を生き残った数人のうちの一人で「her」の魔道師。ぜんまい使いキリル＝クロックワーカーの妹で、彼の婚約者であったエルルカの義妹にあたる。「第七次Ma計画」の候補者のひとりであり、十二番目の「her」であった彼女は義姉や他の候補者たちを殺しその座につくも、レヴィアンタの崩壊によってそれは叶わぬものとなった。
レヴィアンタ崩壊後は、セトにより赤い猫のぬいぐるみにその意志を宿した存在となる。ぬいぐるみは普通の猫と同じ俊敏さを備える以外は魔術も使えない無力な物だが、人間を乗っ取り傀儡とする能力を持っている。魔力の高い者を見つけては己の目的のために自分のものとし、「大罪の器」を狙って名と姿を変えながら陰謀を巡らせ歴史の裏で暗躍してきたが、彼女はエルルカが蘇った事はまだ知らなかった。
炎を操る魔術を好んで使う関係からか、口癖は「消し炭にするぞ」。本体が単独で行動している時はともかく人間を灰にし、一村を簡単に滅ぼすだけの力は有している。傀儡とされた人間が彼女の支配から脱するのは困難で、本体の赤猫が離れている時も糸の切れた人形のようになって本人が意識を取り戻すことはない。ただ、意識の残滓らしきものは本人も感じ取り、僅かなりとも影響を受けるようである。
メリゴド高地の決闘後、イリーナの魂はMaの中で眠り続けていた。後に、自身の中のher因子を排除したいMaによって魂をクロックワーカーズ・ドールに移され、以降はイリーナとしての記憶を失ったまま、「ガレリアンの『娘』」「人形館長」として活動する。
世界崩壊後、アダムとイブによる早すぎた「Re_Birthday」により、彼女の魂は原罪の時代まで巻き戻り女王アリス＝メリーゴーランドとして転生した。神がいなくなった世界で無限に世界を繰り返し続けるだけの存在と化した。

イブ＝ムーンリット (Eve Moonlit)
- モチーフ：初音ミク
- 年齢：BT 021 - EC 014
- 国籍：エルフェゴート国
- 人種：エルフェ人

旧姓は「ズヴェズタ」。強い魔力の持ち主であった為「第一次Ma計画」の被験者に選ばれ、アダムに選ばれ洗脳された。計画の失敗後001年にアダムとふたりで国を離れ、木こりとして暮らしていたエルドの森で、メータの連れていた双子（後のヘンゼルとグレーテル）を発見し我が子として連れ去り、双子を取り戻そうとした母親のメータもこの際に殺害した。彼女はエヴィリオス歴初の犯罪者にして「原罪者」として歴史に刻まれることになる。その後、レヴィアンタの滅亡による飢餓で生活に困窮し、双子を捨てるが、戻って来た双子に「魔女」として殺された。その後、強い魔力の持ち主であったことから双子によってアダムと共に「大罪の悪魔」の素材にされた。
エルルカによれば「第一次Ma計画」に失敗した彼女には子孫がおらず、にも関わらずイブ（初音ミク）に似た姿の人間（ミクリア＝グリオニオやプラトニックなど）が現れている。またその姿を模した存在としてミカエラや「クロックワーカーズ・ドール」が後の歴史に登場している。
実は「怠惰の悪魔」の正体。双子が殺害したイブとアダムを素材に六つの悪魔と器を生み出した際に、イブの魂は本来なら存在しなかった七つ目の「怠惰の悪魔」として世界に飛び立った。その後は「転身の術」を使って時代ごとに違う人間に宿主を変え、宿主を自分に瓜二つな容貌に変えさせていた。アイアールが自分用の器を作ったことで人に乗り移る必要がなくなり、「転身の術」と強力な催眠で「ミクリア」や「プラトニック」などに成りすまして様々な事件に関わってきた。
初期の頃には「イヴ」と表記されていたが、現在は「イブ」という表記が多くなってきている。これは作者twitterによると、深い意味は無いとのこと。
後にアダムとは生き別れの双子であった事が判明した。

アダム＝ムーンリット  (Adam Moonlit)
- モチーフ：KAITO
- 年齢：BT 022 - EC 014

原罪者イブの夫。女王メリーゴーランドの息子であり、かつては「第一次Ma計画」の責任者である科学者だったが、イブと共に国を離れてエルドの森で木こりとして暮らしていた。014年に飢餓による困窮で育ててきた双子を捨てた後、その双子に「魔女の子分」として妻共々殺害される。「転身の術」を使う事ができる程の強力な魔力の持ち主であった為、妻のイブと共に彼の魂と身体は「大罪の悪魔」の素材にされた。彼の魂はセト＝トワイライトと共に憤怒の器「グリムジエンド」に宿り、怒りに囚われた持ち主たちが大罪の器の持ち主を殺す際に干渉し力を貸していた。
悪魔達に「アダムの魂」と呼ばれる人間が後世に現れたり、墓場の主は強欲の器マーロン・スプーンのなれの果てである歯車のことを「アダムの魂」と呼んでいるが、関連性は不明。エルルカはアダムと直接的な面識はないものの、正統マーロン王家の祖となったカーチェス＝クリムを筆頭に、代々のマーロン王家の血縁者にアダムに似た人間が多いことに対して疑問を抱いている。

メータ＝ザルムホーファー  (Meta Salmhofer)
- モチーフ：MEIKO
- 年齢：BT 022 - EC 001

「第二次Ma計画」の被験者で、「神の双子」の実母。かつてビーカーの中で造り出された三番目の「人造体」であり、「転身の術」を使えるほどの強い魔力を持ち主。好意を抱いていたペイル＝ノエルが殺人者であった影響から、彼女も悪行に身を染めていた。恋人が首領を務める犯罪組織アポカリプスの中心メンバーで、「メリゴドの魔女」の異名を持つ。
投獄されていたがセト＝トワイライトの手引きで自由の身になり、引き換えに彼の実行していた計画の被験体となり、神の種を植えこまれて父親のいない双子（後のヘンゼルとグレーテル）を出産した。やがて自らの過去を思い出したのと同時に我が子に対する母性が生まれ、自分のように実験体になって欲しくないという思いから双子を連れて逃亡するが、潜伏先のエルドの森でイブに殺される。
彼女の信奉者からは「神の双子」を生んだ聖母として崇められているが、レヴィン教はメータは「魔女」であり犯罪者であったとその説を公式に否定している。

ヘンゼル  (Hänsel)
- モチーフ：鏡音レン

「神の双子」と呼ばれるMa計画の産物。創造神曰くビヒモ神の劣化コピー。赤ん坊の時に母が殺され、ムーンリット夫妻に引き取られるが、その後生活に困窮したため捨てられる。家に戻って来た時に養父母を「魔女とその手下」として殺害し、偽りの母から生まれた「原罪」から「七つの大罪」を生み出し世界にばらまき、グレーテルとともに自ら命を絶った。
「ヘンゼル」の魂は転生を繰り返して後世に現れており、グレーテルと共に双子として生まれていた。しかし転生を繰り返していく中で存在意義を忘れていき、「レミー」として転生したのを最期に、「悪食の悪魔」と共に在り続けている。なおこの転生の際、「グレーテル」は100年ほど早く「ネイ」として転生した。

グレーテル  (Gretel)
- モチーフ：鏡音リン

「神の双子」と呼ばれるMa計画の産物。創造神曰くレヴィア神の劣化コピー。赤ん坊の時に母が殺され、ムーンリット夫妻に引き取られるが、その後生活に困窮したため捨てられる。家に戻って来た時に養父母を「魔女とその手下」として殺害し、偽りの母から生まれた「七つの大罪」を世界にばらまき、ヘンゼルとともに自ら命を絶った。
「グレーテル」の魂はヘンゼルと共に転生を繰り返して後世の歴史に現れていた。しかし転生を繰り返していく中で存在意義を忘れていき、「悪ノ娘」時代で「リリアンヌ」ではなく「ネイ」として転生し、それを最後に「悪食の悪魔」と共に在り続けている。なおこの転生の際、「ヘンゼル」は100年ほど遅れて「レミー」として転生した。

セト＝トワイライト  (Seth Twiright)
- モチーフ：氷山キヨテル

「Ma計画」の責任者である「her」の科学者。メータ＝ザルムホーファーに、自由と引き換えに「第二次Ma計画」の実験体になるよう取引した。全ての「her」の生みの親。自身と同じ「悪」を増やすべく、自分のクローンという形で「ペイル＝ノエル」と「キリル＝クロックワーカー」を生み出す。彼らは自分と同様に優れた頭脳と才覚を持っていたが、自分に瓜二つのペイルが犯罪者としてあまりにも有名になりすぎてしまった為、三番目の「メータ＝ザルムホーファー」以降は全く別人として作っていた。ちなみにイリーナ・クロックワーカーはセトが7番目に作った「her」である。また「神の双子」に使われている神の種にも細工を施しており、生まれた双子が「her」になるように仕組んでいた。
その正体は神の眷属のひとりであり、『サードピリオド』に紛れ込んできた『セカンドピリオド』を滅ぼした「her」の生き残り。神の目を盗んで記憶を保持しながら人間として転生し、「her」の意思を拡大させていった。レヴィアンタの滅亡後、満身創痍だったセトは、イリーナを赤猫にしたあと「神の双子」や悪魔の元となった魂達に接触し「大罪の器」を生み出す。その後は「神の双子」が作った「大罪の器」のうち憤怒の器「グリムジエンド」にアダムと共に宿り、「憤怒の悪魔」として世界の成り行きを見守ってきた。

アリス＝メリーゴーランド（Alice Merry Go Round）
- モチーフ： なし

レヴィアンタ魔道王国の女王。
楽曲『glass of the Queen』の中では闇の遺産である『罪』に封じ込められていた双神レヴィアビヒモによって造られた存在であることが仄めかされている存在で、レヴィアビヒモからの「お告げ」を魔道王国中に知らせ、これがMa計画の発端となった。
双子を処女懐妊にしたと主張したが、魔道王国の元老院はこれを認めず、双子の片割れを川へ捨てた。この川に捨てられた片割れがイブであることが明かされた。アリス自身はもう1人の双子（アダム）を連れて行方を眩ませたが、後に元老院によって捕まり、下半身を斬られて幽閉された。その様子が楽曲『マダム・メリーゴーランド』で描かれている。楽曲における歌を担当するのは初音ミク。
本名はマリア＝ムーンリットで、アリス＝メリーゴーランドという名前は代々魔道王国の女王が通名として名乗ってきたものと明かされた。
ペイル＝ノエル  (Pale Noël)
- モチーフ：氷山キヨテル

歴史上太古の犯罪組織アポカリプスの中心メンバーで、「悪意の主」の異名を持つ天才犯罪者。メータから好意を抱かれていた。セトによって作られた一番目の「her」であり、「her」としての才覚を発揮している。あまりにも有名になってしまった為、セトは「生き別れの双子」だと言って周囲を誤魔化していた。
609年に発生した「トラゲイ連続殺人事件」に関わったとされる犯罪組織「ペールノエル」は、彼の名前が元になっている。

熱魔雷沙/ライサ＝ネツマ (Raisa Netsuma)
歴史上太古の犯罪組織アポカリプスの中心メンバーで、「蛇国の白鬼」の異名を持つ。蛇魔台国から移住してきた熱魔（ネツマ）族の三代目の長。メータとは親友同士であったが、メータが軍に捕らわれた際に命を落としている。

エゴール＝アサエフ (Yegor Asayev)
歴史上太古の犯罪組織アポカリプスの中心メンバーで、「黒男爵」の異名を持つ。508年におきた「新生四騎士事件」でネオアポカリプスを創設したミハイル＝アサエフの先祖。

キリル＝クロックワーカー (Kiril Clockworker)
- モチーフ：氷山キヨテル

エルルカの婚約者で、イリーナの兄。セトによって作られた二番目の「her」であるものの、彼自身はその運命に抗おうとしており、ライウォッチの巫女だったエルルカの治療を受けていた。
ぜんまい使い（クロックワーカー）と呼ばれるオルゴール職人で、その腕前は非常に評判が良かった。しかしエルルカがイリーナに殺されてしまい、悲しみにくれた彼は死んだ筈のエルルカの声を聴く。それは彼女に成りすましたレヴィアの声であったが、彼は恋人を蘇らすためにぜんまい使いとしての知識を使って封印を解き、彼女の遺体を箱舟「罪」に入れてしまった。その結果レヴィアビヒモは蘇ろうとするも、「箱舟」の暴走で彼らの魂はエルルカの亡骸に宿ってしまい、封印が解かれたレヴィアビヒモの肉体であった双竜は魂のないまま暴走してしまい、瀕死のキリルは竜に噛み千切られて死亡。
その後イリーナと同様に長い時を彷徨う存在になり、贖罪としてアリスの予言の真実を探るべく12のオルゴールの製作を進める。結局オルゴールは完成しなかったものの、世界中の魂の歌声を聴いた事でオルゴールを作る必要がなかった事を悟った。その後は再会したエルルカ＝チルクラシアと共にどこかへ旅立っていった。

## ヴェノマニア公の狂気
「ヴェノマニア公の狂気」（ - こうのきょうき）は、音声合成ソフト・神威がくぽ歌唱のVOCALOID楽曲。2010年7月26日、日本のボカロP・mothyによって発表された。
なお、同氏が発表した楽曲「グラスレッドの肖像」は、本楽曲のアンサーソングとなる。
神威がくぽをメインヴォーカルに据えたほか、初音ミク・巡音ルカ・GUMI・MEIKOも歌唱としたミュージカル仕立ての楽曲である。
「大罪」シリーズとしては最古となる話であり、作中の暦では136年の事件である。
2012年12月に『大罪シリーズ』の第一弾として小説が刊行されている。
悪ノPの一言
ものすごく単純に言ってしまえば「男ってホントに馬鹿よね」っていう曲です。しかし男が馬鹿になるのは大概理由があるのです。歪んだコンプレックスは。男をより愚者に変えます。それはもう、いとも簡単に。

### キャラクター
サテリアジス＝ヴェノマニア／ケルビム (Sateriasis Venomania /Cherubim)
- モチーフ：神威がくぽ
- 年齢：24歳没(113-137)
- 国籍：ベルゼニア帝国
- 人種：アスモディン人

ベルゼニア帝国アスモディン地方を治める公爵。
ヴェノマニアは国内では富国強兵を推進した「五公」と呼ばれる有力貴族の一人として知られ、地元での評価は高かった。何らかの絶望から家人を一人残さず虐殺した現場をアイアールが発見したことから彼女と出会い、彼女の持ちかけにより悪魔との契約を行う。その結果一度目を合わせた女性を虜とする力を得、自邸の地下室に一大ハーレムを作り上げる。またアイアールと共に目撃者の記憶を消すための儀式を行っているが、最初に行った時に儀式の失敗で記憶を失ってしまった。
その正体は「サテリアジス＝ヴェノマニア」の異母兄であるケルビム。前当主であるイーロット＝ヴェノマニア公爵と前妻のニルフォとの間に生まれたが、生まれつき右の頬に人面瘡があり、母ニルフォは前に男性使用人との密通の末に堕胎した子の呪いだと思い、自殺。その事情を知らない父イーロットからは愛する妻を奪ったと憎まれ、「悪魔の子」として地下牢に軟禁された。その後だいぶ成長した頃、後妻の子である本物のサテリアジスが同情して父親に懇願したことで牢屋から解放され、「ケルビム」という名前を与えられ使用人として働くことになったが、醜い顔を持つことから弟サテリアジスと幼馴染のグミナ以外からは忌み嫌われていた。グミナに好意を抱いていたが、弟がグミナの婚約者である事もあり、その思いを隠していた。しかし次第に自分にないものを持つ弟を妬むようになっていく。そしてグミナに罵られたことをきっかけに心が壊れ凶行に至り、アイアールの持つ色欲の悪魔と契約した。
悪魔の力で邪魔をする貴族たちも次々と排除し、目撃者の記憶を改変させることで疑われることなく次々と女性を誘拐するも、悪魔の術が比較的効きにくいエルド派の目撃証言から徐々に容疑がかかり、そのことからアイアールに離反された。そしてそのタイミングで同属である大罪の器を持つカーチェスに暗殺される。瀕死の彼と共にハーレムは瓦解し、薄れゆく意識の中で真実の記憶を思い出し、本当に欲しかったグミナへの愛を伝えることができない絶望を抱えたまま息絶えた。
後年、彼を指して「色情公爵」とも。また、彼の子孫たちは「アスモディンの悪魔」と呼ばれ長きに渡って迫害された。
姓名の由来はそのまま男子色情狂「Satyriasis」と、「毒」、「悪意」等を意味する「Venom」及び女子色情狂「Nymphomania」を合わせた造語から。
サテリアジス＝ヴェノマニア (Sateriasis Venomania)
- モチーフ：神威がくぽ

ケルビムの異母弟で、伯爵位を受けたヴェノマニア公爵家の正統な後継者。地元の人たちにも気さくで優しい青年であったらしい。牢屋に軟禁されていた兄を不憫に思い、父親に懇願して牢屋から解放した。
婚約者である幼馴染のグミナに好意を抱いていたが、グミナがその婚姻を破棄しようとしていることを知り、深く落胆する。そしてグミナとケルビムの仲を疑い始め、兄を暗殺しようとしていた。その後、ケルビムに屋敷の者たちと共に殺害され、名と存在を奪われる。
アイアール (IR)
- モチーフ：？（ハル＝ネツマ）
- 人種：ネツマ族

「大罪の器」を集め、世界に悪意をばら撒こうと目論む邪悪な魔道師で、この時代におけるイリーナ＝クロックワーカーである。
この時代はネツマ族の少女「ハル＝ネツマ」の身体を乗っ取っており、白髪をおさげをした小柄な少女の姿をしている。サテリアジス（ケルビム）が屋敷の人間を全員殺害した現場を目撃し、その「悪」の可能性からサテリアジスに色欲の悪魔との契約を持ち出し、彼の所業を見守ることにした。
強い魔力を持つ「ハル＝ネツマ」の身体を気に入っており、しばらくはその身体を活用したいという思いから、サテリアジスと行動する時は本体の「赤猫」の姿で行動している。この時は悪魔と契約したサテリアジスか、悪魔をその身に宿すミクリアにしか声が聞こえない。やや天然なサテリアジスやミクリア、ハル＝ネツマの姉であるハクアに振り回されることも多い。
サテリアジスが見境なく気に入った女性を誘拐していき、騒ぎが大きくなってしまった事とサテリアジスに疑惑を抱く者が現れ始めたことから、エルルカが嗅ぎつける前に引き上げることを決意する。その際に強い魔力を持っていることから自分の身体にしようと目論んでいたルカーナに乗り移るも、サテリアジスに止められてやむなく諦めた。事態が収拾した後は、ミクリアから移した怠惰の悪魔を宿す「ぜんまい仕掛けの人形」を手に入れたこと、そしてヴェノマニアの血を引く悪魔の子が三人生まれたという結果に満足し、消えて行った。
エルルカ＝クロックワーカー  (Elluka Clockworker)
- モチーフ：巡音ルカ（ルカーナ＝オクト）

エヴィリオス地方各地で人助けを行うさすらいの魔道師。金髪に人形のような容姿を持つ。
アスモディン地方でおきた「女性連続失踪事件」に、ユフィーナとメイリスが行方不明になったのをきっかけにマーロン国とベルゼニア皇帝家から捜査を依頼される。この事件に悪魔と「大罪の器」が絡んでいると確信し、ついでにカーチェスが持つ大罪の器「黄金の鍵」を手に入れようと算段するも、カーチェスが独断でサテリアジスを殺害して失踪したことから計画が狂い、結局「大罪の器」を手に入れることができずに終わった。
その後、アイアールに身体を狙われていたルカーナ＝オクトに出会い、アイアールの傀儡にされることを防ぐために彼女と身体を交換した。その結果、ルカーナに内包されていた強力な魔力と、「紫の夢」と呼ばれる予知夢を手に入れた。
カーチェス＝クリム (Karchess Crim)
- モチーフ：KAITO

マーロン国の伯爵。表向きは国のために尽くす忠義の厚い青年だが、裏では王妃ユフィーナと不義を働いていた。夫の里帰りとしてベルゼニア帝国に向かったユフィーナから、大罪の器「黄金の鍵」を託されていた。
ユフィーナへの愛は深く、彼女が病にかかってベルゼニア帝国から帰って来られないという国の発表を不審に思い、王に迫って真実を吐かせた上に、単身でベルゼニア帝国まで捜しに来た程。地道な現地調査からアスモディン地方の領主ヴェノマニア公爵が怪しいと踏み、国から依頼を受けて合流してきたエルルカから公爵を倒すにはユフィーナが託した「黄金の鍵」が必要であることを聞く。そして女装をして独断でヴェノマニアの屋敷に赴き、「エルルカ」の名を名乗ってヴェノマニアの油断を誘い、短剣に変化した「黄金の鍵」で殺害。ユフィーナを連れて屋敷から脱出し、そのまま駆け落ちした。そのためベルゼニア帝国からは犯罪者であったとはいえ独断で「五公」を殺害した罪で、マーロン国からは王妃と共に駆け落ちした件で指名手配されている。
後にユフィーナが正統なマーロン王家の血筋を引いている事を利用して、周辺貴族を味方につけ「正統マーロン国」を建国した。
トーイ＝コンチータ  (Toi Conchita)
- 年齢：30歳

ベルゼニア帝国の男爵で、メイリス王女の直属の臣下。カーチェスとは友人で、ユフィーナとの不倫関係を知る数少ない人物。メイリスの命令で「女性連続失踪事件」について捜査しており、カーチェスを捜査に加えるようメイリスに進言した。
メイリスの我が儘に根を上げないで付いてきた臣下で、彼女から密かに好意を抱かれているが、既婚者で妻とは仲睦ましい夫婦である。妻との間に子宝に恵まれなかった為、後にメイリスが生んだヴェノマニアの子を養子として引き取り、実の娘として育てた。
マルチウス＝マーロン (Martius Marlon)
ベルゼニア帝国第二皇子。マーロン王家の正統な後継者ユフィーナのもとに婿養子として嫁いだ、現マーロン国王。他の兄弟同様肥満型。
王としては臆病と称される程の優し過ぎる気質の持ち主で、末妹のメイリスからは密かに軽蔑されている。妻のユフィーナも夫のことは嫌いではないものの、丁寧過ぎる扱いに不満を抱いている。

#### ヴェノマニア・ハーレム (Venomania's harem)
ヴェノマニア公が気に入った女性たちを洗脳して誘拐し、地下に作り上げたハーレム。悪魔をその身に宿したヴェノマニア公と情交をすると、徐々に精気が悪魔に吸収されていってしまう。ヴェノマニア公がカーチェスに討たれた時点ではひとりが死亡しており、解放された女性たちも何人かはその後間もなく衰弱死している。
ヴェノマニア公との間に子を宿していたのは、ルカーナ、ミクリア、メイリスの三名だけであった。そのうちのミクリアの息子は子孫を残すことなく子どもの頃に亡くなった為、ヴェノマニアの血族はコンチータ家に引き取られたメイリスの娘と、世界各地に散るルカーナの娘から流れることになる（殆どがルカーナの子孫であるとのこと）。またグミナの子孫がコンチータ家に嫁いだ為、バニカ＝コンチータの代からはメイリスの子孫にグミナの血筋も汲まれるようになる。
グミナ＝グラスレッド  (Gumina Glassred)
- モチーフ：GUMI
- 年齢：21歳
- 宗教：レヴィン教エルド派

ヴェノマニア公爵家と強い繋がりを持つグラスレッド侯爵の一人娘。ケルビムとサテリアジスの幼馴染みで、サテリアジスの婚約者。貴族らしく絵画等の趣味も持ち合わせる。サテリアジスに強く執着されており、父親の留守中にサテリアジスに屋敷を襲撃され臣下のカロルと共にハーレム入りとなる。典型的な貴族のお嬢様であった為、庶民であるミクリアやローランとは犬猿の仲であったが、ハーレムの人数が増えるにあたって心身共に余裕ができはじめた。
実は親の言いなりになるのが嫌で、サテリアジスとの婚姻を破棄しようとしていた。それが原因でケルビムを暗殺しようとしていることを知ってしまい、サテリアジスが盗み見ている時にわざとケルビムを罵ったが、そのことで彼の心を壊してしまう。洗脳が解けた時に顔が戻りつつあったケルビムを一瞬見たが、その手を取ることなく最後に屋敷から出て行った。ケルビムに好意を持っていたのかは不明だが、カロルの推測に本人は否定はしなかった。
事件終結後は風聞を嫌って縁戚のいるエルフェゴート国に亡命し、官僚として女性の地位向上に努めた。晩年は同国初の女性宰相にまで上り詰める。カルガランドの町ではミクリア（実際は既に死んでいたミクリアに成りすましていた「怠惰の悪魔」）と再会し、領主と結婚した彼女とその夫の肖像画を残している。
グミナの子孫がバニカ＝コンチータの母メグル＝コンチータである。後にエルルカの弟子となる精霊グーミリアは、グミナの姿をモデルにしている。
ルカーナ＝オクト (Lukana Octo)
- モチーフ：巡音ルカ
- 年齢：20歳

アスモディン地方ミスティカに住む仕立て屋でルーブ・オクトパス族「女性連続失踪事件」最初の犠牲者である。アイアールが目をつける程の強い魔力を秘めており、「紫の夢」と呼ばれる予知能力を持つ。幼少時代にエルルカと面識があり、水が豊富なミスティカが干ばつする夢を見て誰に話しても信じてもらえなかった中、たまたま街を訪れていたエルルカのみが彼女の話を信じて街を救うために旅立ち、やがて干ばつが街を襲った際に戻ってきたエルルカが「とてもすごいタコ」を生贄に雨乞いで街を救った。
ヴェノマニア公には個人的に好意を抱いており、洗脳されつつも彼の身を案じていた。気配り上手な性格からかハーレム内での人間関係のまとめ役でもあり、ハーレムの女性たちが着ている服も全て彼女が仕立てている。後半に同じくハーレム入りとなった親友リリエンとの再会と、ローランが死んだことに悲しむ素振りすら見せなかったヴェノマニア公に対する憤りから、徐々に洗脳が解けていった。
事件終結後は友人のリリエン、ラージフと共に身籠っていた子を連れてアイアールの追跡をかわすも、彼女の身を案じたエルルカの一計により互いの身体を交換する。
ミクリア＝グリオニオ (Mikulia Greeonio)
- モチーフ：初音ミク
- 年齢：18歳

アスモディン地方アビト村に暮らす農民。
赤ん坊の時、道端に捨てられていたところをある夫婦に拾われる。少々知恵遅れなところがありそのことから愛に恵まれず、自分は高貴な血筋でいつかは不幸な境遇から救ってくれる王子様が現れるのだと本気で信じてしまっている。彼女の無邪気な妄想はヴェノマニア公の凶行を目撃したことにより、口封じに現れた彼の誘惑にあえて乗ったことである意味で叶えられた。
原罪者そのものの姿をしており、彼女の血族は代々「怠惰の悪魔」をその身に宿してきた。祖母の死後ミクリアに「怠惰の悪魔」が宿り、その恩恵からヴェノマニア公の洗脳が効かず、ハーレムの中では唯一洗脳されずに自分の意志でハーレム入りをしていた。後に彼女に「怠惰の悪魔」が宿っていたことに気付いたアイアールから人形を与えられ、ミクリアに宿っていた悪魔は人形に移る。ハーレム生活の後半では長い付き合いであったローランがヴェノマニア公の悪魔のせいで死んだ事で、彼女にも思うところができはじめ、ヴェノマニア公に深入りすることを避けていた。
事件後はラサランドの町で娼婦として暮らし、その後ヴェノマニアの子を出産している。『プラトーの花』では高原のカルガランドの町に移り住んだミクリアが描かれ、領主のギルベルドと結婚しているが、実は本物のミクリアはカルガランドの町に行っておらず、子を産んで間もなくエルルカに看取られて亡くなっている。夫ギルベルドとミクリアが娼婦だったことを知る男と母親を訪ねてきたミクリアの息子を殺害したのは、器を得て催眠で彼女に成りすましていた「怠惰の悪魔」ことイブ＝ムーンリットであった。
ローラン＝イブ (Lolan Eve)
- 年齢：32歳

リザ・アの町にある劇場の花形の踊り子。浅黒い健康的な肌の持ち主で、周辺に噂が広まる程の美女だが、同性愛者であった為に男性経験は殆どなかったらしい。彼女の噂を聞いていたヴェノマニア公に誘惑され、ハーレム入りとなる。ミクリアと同じくグミナとは非常に仲が悪かった。
元々の性嗜好を洗脳で無理矢理変えられたことから精神的な負担が多く、そのせいで悪魔の影響を強く受けてしまい、床に伏せがちになってしまった。ある日の晩にヴェノマニア公と情交を交わした後、朝食を運んできたルカーナが死亡している彼女を発見した。遺体はアイアールによって運ばれ、事件発覚時には白骨化した状態で見つかっている。
ハクア＝ネツマ (Hakua Netsuma)
- 年齢：22歳

ネツマ族の女性。アイアールが使用している身体であるハル＝ネツマの姉。悪い魔術師（ハル＝ネツマの身体を乗っ取ったアイアール）によって故郷が滅ぼされた後、放浪していたところをヴェノマニア公に出会い、洗脳されハーレム入りとなる。ヴェノマニア公が彼女を選んだ理由は単に「アイアールに似ているから」という理由だったらしく、姉であることを知らずに連れて来たらしい。
ハル＝ネツマがアイアールに身体を乗っ取られていることを知らず、妹との再会を喜び彼女にべったりしている。アイアールは常にべったりしてくる事と、ハル＝ネツマに残るわずかな意識が「お姉ちゃんを殺すな」と訴えてくることから、ハクアに苦手意識を抱いている。
リリエン＝ターナ (Lilien Turner)
- モチーフ：?
- 年齢：24歳

アスモディン地方ミスティカに住むパン屋の娘。ルカーナの幼馴染であり、農夫の息子であるラージフと共に仲良し三人組であった。
大きくなってからなかなか会う機会はなかったものの、行方不明になっていたルカーナの身を案じていたようで、ヴェノマニア邸で再会した際に互いの再会を心から喜んでいた。同時にルカーナはヴェノマニアに抱かれるリリエンの身を案じるようになっていき、ルカーナの洗脳が徐々に解けていくきっかけとなった。
ヴェノマニアが討たれた後は、ヴェノマニアの子を身ごもっていたルカーナ、そして幼馴染みのラージフと共にミスティカを離れて各地を転々としている。
カロル＝シールズ (Carol Shields)
グラスレッド侯爵に仕えるグミナの従者。赤毛の髪が特徴的で、スレンダーな身体に反して武芸の腕を持つ。サテリアジスとケルビムとも顔見知り。
ヴェノマニア公がグミナを奪うためにグラスレッド邸を強襲した際、悪魔と化したヴェノマニアに対抗するも洗脳され、グミナと共にハーレム入りとなった。グミナへの忠誠心は高く、洗脳されてもヴェノマニアの命令よりもグミナの指示を優先させる程。ヴェノマニアが討たれた後は、グラスレッド侯爵やグミナと共にエルフェゴートに移り住んだ。
ユフィーナ＝マーロン (Yufina Marlon)
- 年齢：26歳

マーロン王国の王妃。当時のマーロン王家の血を引く唯一の後継者で、ベルゼニア皇帝家の次男マルチウスを婿養子に迎えた。しかし、その一方で夫に対してやや不満を抱いており、マーロン国の貴族カーチェス＝クリムと不義の関係にある。
大罪の器のひとつ「黄金の鍵」の持ち主で、そのことが理由でアイアールに目をつけられ、ヴェノマニアに洗脳されハーレム入りとなった。彼女を捜しにきたカーチェスがヴェノマニアを打ち取ったことで解放され、そのまま駆け落ちした事で、マーロン国及びベルゼニア帝国から追われる身となる。後にカーチェスは周辺貴族を味方につけ、彼女が正当なマーロン王家の血を引いていることを利用して「正統マーロン国」を建国。様々な経緯を経て結果的に「マーロン国」と「正統マーロン国」は統合されることになった。
テット＝セトラ (Tette Cetera)
- 年齢：31歳

ベルゼニア帝国士爵（騎士）
魔道師アイアールのシンパの一人で、貴人を誘拐する前提として情報の漏洩や数々の裏工作に協力していた。
引き換えに執着していた若さという恩恵を得ており、三十代に関わらずとてもそうは見えない。が、次第に見境をなくしたヴェノマニアの誘惑によってハーレム入りとなり、その事からアイアールの情報網に瑕疵が出ることになってしまう。
ネルネル＝ネルネ (Neruneru Nerune)
- 年齢：19歳

ベルゼニア帝国に仕える工作員。
「女性連続失踪事件」の調査をしておりメイリスに定期的に報告を届けていたが、ヴェノマニアの魔の手にかかる。
その繋がりからメイリスをヴェノマニアの足元へと案内した。
メイリス＝ベルゼニア (Maylis Beelzenia)
- モチーフ：MEIKO
- 年齢：22歳

ベルゼニア帝国第三皇女。年の離れた末子であったため、父の皇帝からは甘やかされ育った、好奇心が強いじゃじゃ馬姫。
肥満体である他の兄姉達とは違ってスレンダーでありながら肉感的な女性であり、そのこともあって内心では隔意を持っていた。世話役であり、既婚者であるコンチータ男爵に好意を抱いており、初恋と失恋を経験した事でじゃじゃ馬ぶりは影を潜めていた。しかし義姉のユフィーナがカーチェスと不倫関係にあると知って、それを羨ましく思うようになり、好奇心とユフィーナを案じる両面からコンチータ男爵を通じて事件に首を突っ込む。
意を決してヴェノマニアの懐へ飛び込むものの術には逆らえず、ハーレム入りとなった。事件解決後にヴェノマニアの子を宿していた事が判明し、周囲の反対を押し切って女児を出産。しかし皇家の子とは認められず、思案の果てにコンチータ夫妻に託す事にした。
アンリー＝スイーツ (Annlee Sweets)
- 年齢：62歳

ヴェノマニアがローランの死をきっかけにハーレム構成員の健康を気遣って連れてきた医師。
容貌に見るべきところはあるが、年齢が示す通りに明らかな老女であり肉体関係を結ぶために連れてきたわけではないと明言されている。

## 悪食娘コンチータ
「悪食娘コンチータ」（あくじきむすめ - ）は、音声合成ソフトのMEIKO・鏡音リン・鏡音レン歌唱のVOCALOID楽曲。2009年3月4日、日本のボカロP・mothyによって発表された。
なお、2015年に同氏が発表した楽曲「Drug Of Gold」は、本楽曲のアンサーソングとなる。
10日足らずで再生数が10万を超え、3年をかけて、MEIKOオリジナル曲としては初めて100万再生を突破した。悪ノPお得意のハードでダークなサウンド、中世的な世界観の物語風音楽にのせて食を極めた若き女領主バニカ＝コンチータを描く。。MEIKOをメインヴォーカル、鏡音リン・レンをサブヴォーカルとし、『七つの大罪シリーズ』の【悪食】がテーマ。なお、七つの大罪としての罪の名前は本来は「暴食」であるが、誤って「悪食」としてしまったという。
悪ノPの一言
｢美味しいものを食べたい｣というのは生物の根源的な欲求ですが、どれだけ極めても満足できないのが人間の悲しい性です。頂上までたどり着いた者は、あとは果てしない地下を目指すより他になくなります。欲望とは底なしなのです。バニカ様の胃袋のように。

### キャラクター

#### コンチータ公爵家 (Duke Conchita)
バニカ＝コンチータ (Banica Conchita)
- モチーフ：MEIKO
- 年齢：29歳没（296-325）
- 国籍：ベルゼニア帝国
- 人種：ベルゼニア人

ベルゼニア帝国コンチータ七代目領主。メイリス＝ベルゼニアの血を引くヴェノマニアの子孫であり、同時にグミナ＝グラスレッドの子孫でもある。500年時点で残っているお伽話吸血鬼伝説『吸血娘ヴァニカ』のモデルとなった人物。
ムズーリ＝コンチータ公爵の長女として生まれたが、生まれて間もない頃に両親や屋敷の者が悪食の器であるワイングラス（後の「グラス・オブ・コンチータ」）を宿した幻のタサン豚「バエム」を食べてしまった事で、グーラ病を発症してしまった。バニカ自身はグーラ病ではなかったが、狂乱した母親に胃袋が満たされるまで無理矢理食べさせられたり、逆に他の者に優先させて殆ど食べられなかったりと、幼い頃から自由な食事ができなかった。そのため、グーラ病が完治した父親たちが生き残った後は、暗くて大人しい性格に反して食に対して異常に貪欲になり、14歳でマーロン国第三皇子カルロスとの縁談が持ち上がるも、両家の者が臨席しての会食の場で食べ物をひたすら貪り尽くした為、翌年破談となった。
その後はコンチータ家が領土を剥奪されていたこともあって、食道楽に磨きがかかり、20歳を前にして国内のすべての料理を口にしたとされ、諸外国へ食の探求の旅に出て多くの料理を自国に紹介し同国の食文化の発展に大きな影響を遺した。その功績が認められ帝国から領土が返還され、父の死後に領主位相続したが、食道楽に拍車がかかり遂には体重が100kgを越え、長年公爵家に仕えていたロンが行方不明と時を同じくして「食べ過ぎによる内臓異常」で倒れてしまった。自身の余命を悟った直後、双子によって再び屋敷に持ち込まれたワイングラスの悪魔の呼びかけを受け、新たな食に対する好奇心から契約を交わした。
悪魔と契約したことで体格は一転してスリムになるが、今度は蟲や汚物など、普通の人間が絶対に食すことがないものを当たり前に食べるようになったことで会食の場には一切姿を見せなくなり、翌年には病を理由に外部からの接触を絶ち、公務への指示はふたりの使用人を介してのみ伝わることになる。そしてとうとう食人行為を働くようになり、屋敷周辺にワイングラスの力で屍兵が徘徊していた事と食人行為の噂から外部の人間は殆ど屋敷に近づかなくなった。後に屋敷を取り囲んできた皇帝軍を相手に屍兵をけしかけた為、事実上コンチータによる領土統治は崩壊し、領土内の各町が自治体制をとって屍兵に対処していた。
その中でAB-CIRのスパイとして15人目のコックとして雇われた、ヨーゼフことかつての婚約者カルロスと再会し、互いに想いを交わしあった。カルロスはバニカを止めようと長年服用してきたマーロン王家に伝わる秘薬の材料である黄金の粉末で心中しようとしたが、悪食の悪魔と契約し、この世のすべてを喰らい尽くすことのできる体になってしまったバニカにはその毒が効かず、カルロスのみが死亡。バニカは涙を流しながら愛する人の亡骸を残らず喰らいつくしたが、実はその粉末は憤怒の器である黄金の鍵を削ったものであり、それを長年服用してきたカルロスを食べた事によって毒が効いて悪魔の力が弱まり、何を食べても満足できなくなってしまった。屋敷に食糧を届けていた行商人や使用人のポロとアルテも食べたことで、やがて屋敷の食糧がなくなってしまった。そんな中でカルロスの子どもを出産し、悪食の悪魔に『助かりたければ黄金の鍵に対するワクチンとなる赤ん坊を食うように』と強制されたが、彼女はそれを拒否し、空腹を満たす為に悪魔を宿した自分自身の肉体を全て食べて骨も残さずに消えた。
なお、カルロスとの間に生まれた赤ん坊は屋敷に突入したエルルカとプラトニックによって発見され、ジュノ皇帝の使用人の養子として引き取られており、その赤ん坊の子孫が『悪ノ娘』に登場した赤き鎧の女剣士ジェルメイヌ＝アヴァドニアと言われている。
悪魔を喰らったことでワイングラスに宿った悪食の悪魔に成り代わっており、後世ではかつての使用人であったポロ（ヘンゼル）やアルテ（グレーテル）の転生体(ネイやレミーなど)を気に入り、彼らには存分に悪魔の力を貸している。『悪徳のジャッジメント』の時代ではこの世の全てを喰らい尽くす事を夢見ながら、「墓場の主」として世に出る時を待ち望んでいる。
動画中のキャストでは「偉大なるコンチータ様」と記載。
バニカという名前は母のメグルがつけたものであり、ムズーリはバニカが生まれた当初バニカの名前を「ムララムラジャコタスポポポ」に決定しようとしたとされている。
名の由来は「カニバリズム」のもじり。
ムズーリ＝コンチータ (Muzuri Conchita)
- 年齢：？歳没（?-321）

ベルゼニア帝国コンチータ六代目領主で、バニカの父。メイリス＝ベルゼニアの血筋を引くヴェノマニアの子孫。コンチータ公爵家は皇家の血を引いている故か、半ば形骸化しているとは言え「五公」の一家に数えられている。民想いの人望の厚い領主であり、食道楽としても有名であった。
娘のバニカの誕生会で、贈り物を運んできた馬車の中にいつの間にか紛れ込んでいた幻のタサン豚「バエム」を見つけたことで、神からの贈り物だと感動し、バエムの中からワイングラスが出てきても気にせずに妻や屋敷の者たち全員に食べさせた。しかしそれ以降屋敷の者が異常食によって1日につき1人ずつ死んでいき、屋敷を訪ねてきたAB-CIRに悪食の悪魔の器を宿した「バエム」を食べたことで「グーラ病」を発症してしまったことを知らされ、生き残るには10年間胃袋を満たし続けなければならないと宣告される（実は「バエム」はレヴィン教では「悪魔の使い」として食することを禁じられているものであり、かつてバエムを乱獲して好んで食べていたタサン大帝国の皇帝も国ごと滅びの道を辿ったのだが、レヴィン教の信者ではなかったムズーリはそのことを知らなかった）。
その後は領民から食べ物を奪うような形で使用人を含む自身達の食事を何とか維持してきたが、そのことを拒否し食べなかった者や、無理な食事で身体が耐え切れなくなった者は次々と死亡していった。が、悪夢から解放されるまで残り二ヶ月と迫ったところで大飢餓が領土を襲う。とうとう追い詰められた屋敷で妻が死体を食べようとしたが食人行為だけは許すことができなかった為、自分たちはこうしてまで生き残るべきではなかったと悟りながら娘の目の前で妻を刺殺した。
結果的に侍従長のロンと元々「バエム」を食べてなかったバニカと共に生き残ったが、長年の重税による領土の乱れから帝国に領土を剥奪された上に、長年の心労から衰弱しきってしまった。その後、娘のバニカがベルゼニア帝国の食文化の発展に貢献した功績で、領民の支持を得てコンチータ家に領土が返還されたことを知って喜び、ロンに看取られながら息を引き取った。
メグル＝コンチータ (Megour Conchita)
ムズーリの妻で、バニカの母親。旧姓は「グラスレッド」で、元はベルゼニア帝国と国交のなかったエルフェゴート国宰相の息女であり、彼女に一目惚れしたムズーリが婚姻を切望し、様々な障害を乗り越えて結ばれた。
聡明な貴族の女性であったが、「バエム」を食べてグーラ病を発症した事で狂い始め、娘のバニカに無理矢理食べ物を食べさせるなど攻撃的な性格に成り果ててしまった。残り二か月で大飢餓が領土を襲った際、食べる物を探し求めた結果使用人の死体を食べようとした為、食人行為だけは許すことができなかった夫に娘の目の前で殺された。公には心臓病で死んだことになっている。

##### 使用人 (Servants)
ポロ (Pollo)
- モチーフ：鏡音レン

コンチータ家に仕える召使で、「神の双子」であるヘンゼルの生まれ変わり。ベルゼニア帝国のグレイビア領の出身で、両親は幼い頃に亡くなっている。双子の姉のアルテと比べて性格は良いが、頭はあまり良くなく要領がかなり悪い。「ゲヒヒ」という変な笑い方をする。食べ物は質より量を重視。
年齢はバニカと同い年だが、アルテ共々10年以上経っても外見は14歳のままで、バニカの異常な行動で周囲の人間が離れていく中でも特に気にする素振りもなく付き従っていた為、バニカも普通の人間ではないことに薄々勘付いていた。悪食の悪魔からは「我らの仲間であり、親であり、息子である者たちの生まれ変わり」と言われており、AB-CIRが一度手放した悪食の器であるワイングラスを再びコンチータ家に持ち込んだ張本人である。最終的には悪魔の力が弱まったバニカに食べられており、アルテ同様に普通の人間とは違う味をしていたとのこと。
動画中のキャストでは「頭の悪い召使」と記載。コンチータのある日の朝食に特製ブリオッシュを作った。
アルテ (Arte)
- モチーフ：鏡音リン

コンチータ家に仕えるメイドで、「神の双子」であるグレーテルの生まれ変わり。ベルゼニア帝国のグレイビア領の出身で、両親は幼い頃に亡くなっている。双子の弟とは違い、短気でわがままな性格で「戦争よ戦争‼」が口癖。食べ物は量より質を重視し、弟とは違って調理は出来るが、気まぐれな性分ゆえに手を抜くことが多々ある。
年齢はバニカと同い年だが、10年以上経っても外見は14歳のままで、バニカに付き従い屍兵たちを指揮して皇軍と戦うこともあるなど、普通の人間とどこか異なっている。AB-CIRが一度手放した悪食の器であるワイングラスを再びコンチータ家に持ち込んでおり、自分たちの部屋でそれを発見したロンを口封じの為殺害し、バニカに契約を委ねるように仕向けた。グレーテルであった時の記憶もあるようで、飢餓で自分たちを捨てた養父母を「魔女とその子分」として殺害した事を話しており、またポロ共々養父であったアダム＝ムーンリットに瓜二つの容姿を持つヨーゼフを嫌っている。最終的には悪魔の力が弱まったバニカに食べられた。
動画中のキャストでは「性格の悪いメイド」と記載。コンチータのある日の昼食に適当にパンを作った。
カルロス＝マーロン／ヨーゼフ＝クリム (Carlos Marlon/Josef Crim)
- モチーフ：なし／KAITO（ヨーゼフ）

当時のマーロン国第三王子で、バニカの元婚約者。生まれつき病弱だが同時に自信過剰な態度であったため、周囲から鼻つまみ者にされていた。ふくよかな体格のバニカを見下すことはあったが、食について熱心に語る様子を見て好意を抱くようになったようで、婚約が破棄された後も何かと気にかけていた様子。病気に関してはマーロン王家に伝わる特殊な粉末を、ジズ・ティアマ（とてもすごいタコ）のスミと一緒に服用することで毒を抑え、定期的に発作を抑える秘薬にしていた。
後にAB-CIRによって敵国であるライオネス国のヘッジホッグ卿のもとに捕らわれてしまうが、牢獄でAB-CIRとプラトニックの会話でバニカの異変を知り、彼女の真意を確かめるべくAB-CIRのスパイになることを志願する。色欲の器ヴェノム・ソードを使って、AB-CIRがかつて誤りで殺した有名なコック「ヨーゼフ」（モチーフ：KAITO）の顔に変えることで、コンチータ公爵家に雇われの身で潜入する事となった。料理は趣味程度でそこまで上手い訳ではなかったが、バニカの味覚が異常だった上に逆に料理人としての誇りがなく、おぞましい料理の調理に耐えることができた為、バニカに気に入られていた。しかし、逆にアダム＝ムーンリットに似たその容姿から、ポロとアルテには毛嫌いされていた。
後に自分の正体に気付いていたバニカと想いを交わしあうが、ポロとアルテと共に痺れを切らした皇帝軍を相手に屍兵をけしかけたバニカを見て、自分がいかに異常な状況下にいることを実感し恐怖を覚える。一度は逃げようとして失敗したがそれでもバニカへの愛は変わらず、長年自分が服用してきた憤怒の器である「黄金の鍵」から作られた粉末で心中を計ろうとするが、悪食の悪魔と契約したバニカには毒が効かずカルロスだけが死亡した。その後バニカに食べられたが、彼の体内に溜まっていた憤怒の器黄金の鍵の粉末がバニカの力を弱めるきっかけとなった。
悪ノPのtwitterによると死後はバニカの腹の中に居続けているとの事。
動画中のキャストでは「うだつのあがらないコック」と記載。
ロン＝グラップル (Ron Grapple)
ムズーリの代からコンチータ公爵家に仕える侍従長。「バエム」を食べた事でグーラ病となるが、10年間食べ続けることでムズーリと共に生き残った。その後はムズーリの命令でバニカを支えるようになり、バニカと年の近いポロとアルテを侍従として雇った。カルロスとの縁談が破綻した後も、ポロとアルテと共に諸国を旅するバニカのことを何かと気にかけており、屋敷の留守を任されていた。
ムズーリが亡くなってバニカが公爵家を継いでからしばらくした後、バニカたちが旅に出ている間に双子の部屋の掃除をしていたところ、かつてAB-CIRが持ち去った筈のワイングラスが暖炉の穴に隠されていたのを見つけてしまう。グーラ病のことを思い出し、災いを避けるためにそれを処分しようとするが、直後に旅に出ていた筈のポロとアルテが現れ、それと同時に双子が10年前に雇われて来たのではなく、何故屋敷にいたのかを思い出し呪いは終わってなどいなかったことを知るが、既に時遅く翌日から行方不明になった。
その後、バニカのワイングラスの力で屍兵と化し領土内を徘徊するが、他の屍兵より比較的おとなしかった為、領土内の町で生け捕りにされていた。そしてエルルカの魔術によって起こった出来事を断片的に話し、ワイングラスを割ってバニカとバニカの赤ん坊を助けて欲しいと懇願し白骨死体へと戻った。
後に屍兵として復活を遂げ、コンチータ家の他の従者共々「アウトロー」として各地で暴れまわる内に自我を取り戻す。その時に、自分が昔から系譜者の力で操られていた事や、それにより贈答品にバエムを紛れ込ませた事、双子を雇った事を思い出した。
世界崩壊後はアモスティアに騙され、呪いを解くために他のアウトロー共々彼に協力していた。彼だけ呪いが解けなかったため、双子に再会する事になった時に、彼らに対してとても怯えていた。

#### その他
プラトニック (Platonic)
- モチーフ：初音ミク
- 人種：エルフェ人

本名は不明。エヴィリオス全土に名の知れ渡る凄腕の女盗賊で、貴族を中心に狙っていた。自分の腕に絶対の自信を持ち、殺しはしないというポリシーを持つ。もとはメリゴト高地出身で良家の娘であったが、田舎の貴族に過ぎないにも関わらず体面を気にする実家に嫌気がさし、自由に生きるため家出して盗賊の道へ入った。夢はお金を貯めて都会でマイホームを買う事。
AB-CIRとはプラトニックの師匠の代からの懇意であり、彼の依頼を受けてコンチータ公爵家にワイングラスを盗みに侵入するが、化け物や双子に殺されそうになり辛うじて逃げ延びた。その後はAB-CIRから別の依頼でベルゼニア帝国のルシフェニア領に渡り、教会からエルルカの手に渡った嫉妬の器「レヴィアンタの双剣」を盗もうとしたが、エルルカに捕まり駒使いにされた（エルルカの持っていた「レヴィアンタの双剣」は偽物だった）。その後、コンチータ公爵家へ侵入したことがある経験を買われて、ジュノ皇帝の命令でエルルカと共にコンチータの屋敷に向かうが、そこは既にもぬけの空になっていた。エルルカの隙を見てワイングラスを回収しており、後にAB-CIRの手に渡っている。
本人によるとミクリア＝グリオニオの子孫であり、彼女と同様に「原罪者」そのものの姿をしているが、魔術の才能は全くない。先祖が代々「怠惰の悪魔」の器であった為、身体には「怠惰の残りカス」程度の影響を残しており、そのため他の大罪の器との相性が悪く憑依対象には向いていないらしい。
その正体は、本物のプラトニックに成りすましていた「怠惰の悪魔」ことイブ＝ムーンリットである。

エルルカ＝クロックワーカー (Elluka Clockworker)
- モチーフ：巡音ルカ（ルカーナ＝オクト）

悠久の時を生き続ける魔道師。大罪の器を捜して各地を放浪しており、ベルゼニア帝国のルシフェニア領では教会から「レヴィアンタの双剣」を譲り受けたが偽物だった。それを盗みに来たプラトニックを「予知夢」で予知して迎え撃ち、自分の小間使いとして利用している。一方でプラトニックが、彼女の先祖であるミクリア同様に子孫がいない筈の「原罪者」そのものの姿をしていることを気にかけており、エルドに問い詰めていた。
ベルゼニアのジュノ皇帝の依頼を受けてプラトニックを連れてコンチータ公爵家の調査に乗り出したが、屋敷は既にもぬけの空となっており、皿の上に置かれた赤ん坊だけが残されていた。

AB-CIR
- モチーフ：なし

常に赤猫を肩に乗せている黒髪の男性魔道師。全身黒づくめ、右手だけに黒の手袋を身に着けている。グーラ病を発症したコンチータ家を訪れ、悪食の器であるワイングラスと引き換えにグーラ病の乗り切り方をムズーリたちに教えた。プラトニックとは彼女の師匠の代からの懇意であり、金の羽振りが良いためプラトニックも彼の依頼を優先的に受けているが、いつも周囲にはきな臭い話がついてまわる。
ライオネス国の重臣であるヘッジホッグ卿の下に身を寄せているが、彼自身は島内の覇権争いには興味なく自らの目的のために動いているようである。
正体はこの時代におけるイリーナ=クロックワーカー。憑代としている肉体は「アイアール」時代の元部下の男性であったが、大罪の器に目がくらみアイアールことハル＝ネツマの肉体を殺害した為、やむを得ずイリーナが彼の肉体を乗っ取ることにした。しかし本来は女性である筈のイリーナが男性の身体となった為、魔術師としての本領を十分に発揮することができず、一度ワイングラスを手に入れたものの不覚を取ってマーロン国に捕まり、やむを得ずワイングラスを手放さざるを得なくなった。実力を発揮することができない為、この時代では特に目立った動きをすることができず、新しい器を捜すことも兼ねつつ、プラトニックや盗賊たちを使って双子の手で再びコンチータ公爵家に渡ったワイングラスの回収を目論んでいる。
依り代の名は「エイビー＝シアー」であり、ロン＝グラップルの父親である。彼もまた系譜者であった模様。
ジュノ＝ベルゼニア (Juno Beelzenia)
ベルゼニア帝国を治める当時の女帝。代々のベルゼニア皇帝家の例に漏れず肥満型。コンチータ家との親交も深く、バニカのことも実の娘のように気にかけていた。各国の食文化をみてまわったバニカの話を聞き入れ、彼女のベルゼニアの食文化発展の貢献を支援した。
その後バニカにコンチータ領を返還し領主に任命するが、彼女はやがて公に姿を現さなくなり、コンチータ領に蔓延る屍兵やバニカの食人行為の噂からエルルカに捜査を依頼する。しかしエルルカがプラトニックと共に屋敷に突入した時にはバニカは失踪しており、屋敷には彼女の赤ん坊だけが残されていた。その赤ん坊を養子として引き取ろうとしたが周囲の猛反発にあった為、自分の使用人に託すことにした。
ヨカヅキ＝オースディン (Yokadzuki Ausdin)
五公「ドゥートリシュ」公爵の側近にして、敵国ライオネスを睨むハーク海沿岸警備部隊隊長という重責を担う男。
ムズーリの旧友という私的な関係にあるとはいえ、爵位に及ばず明らかに目上の立場にある「五公」当主を相手に気安く、言い換えれば無礼な口を利く粗野な男として、オルハリ公からは嫌われている。

## 悪ノ娘
2008年4月にニコニコ動画に投稿された楽曲。鏡音リンをヴォーカルとし、七つの大罪の【傲慢】のストーリーを描く。
2009年11月にミリオン再生を達成、2012年8月にはダブルミリオン再生が達成された。

## 眠らせ姫からの贈り物
「眠らせ姫からの贈り物」（ねむらせひめからのギフト）は、音声合成ソフト・初音ミク歌唱のVOCALOID楽曲。2011年5月23日、日本のボカロP・mothyによって発表された。
なお、同氏が発表した楽曲「五番目のピエロ」は、本楽曲のアンサーソングとなる。
2011年5月にニコニコ動画に投稿された楽曲。七つの大罪の【怠惰】のストーリーを描く。「悪ノ娘」の時代から100年以上経過しており、「悪ノ娘」の時代で活躍した人物たちも名前のみで登場していることが多い。
悪ノPの一言
この曲の主人公は｢怠惰｣を｢求める｣のではなく、｢与える｣側に回っています。その点で他の大罪契約者とは一線を画しているといえるでしょう。

### キャラクター

#### ブランケンハイム家とフェリクス家 (Blankenheim Family and Felix Family)
マルガリータ＝ブランケンハイム (Margarita Blankenheim)
- モチーフ：初音ミク
- 年齢：16歳没(593-609)

侯爵夫人で旧姓「フェリクス」。生まれた時から眠らない体質の持ち主。富裕な医師の娘として生まれ、互いの家の事情による政略結婚でカスパルと夫婦となる。医師免許を持っており薬の調合も自分で行うほか、夫や父によく処方を出していた。
幼い頃からカスパルと一緒に過ごしてきたマルガリータは彼に好意を抱いていたが、カスパルは結婚した直後から眠らない体質のマルガリータを気味悪がるようになり、他の女性と遊びほうけてフェリクス家の財産を浪費していった。そんな中友達であるジュリアからよく眠れる薬「gift」の製法を教わり、それを夫や父親、トラゲイの街すべてに幸福のためと称してばら撒いた。「gift」は彼女の血液が材料であった為、彼女の周辺から毒物から見つからず捜査を難航させていた。
実はジュリアが首魁を務める犯罪組織「ペールノエル」の構成員で、三番目の眠らせ姫。緑1号とも呼ばれている。しかし彼女にはその自覚は殆どなく、同じく「ペールノエル」の構成員であった夫の仕事に関しても殆ど把握していなかった様子。快楽殺人者に成り果て、改良を重ねた「gift（毒）」を使って街の人間のほとんどを永遠の眠りにつかせ、街を壊滅させた後に「ペールノエル」の拠点のひとつであったカルガランドに向かう。そして訪れてきたエルルカたちの前で自らも「gift」を服用し、命を絶った。その後遺体は行方不明になったが、後に千年樹の森でエルルカの前に死んだ筈の彼女が現れた。
その正体は、雷に打たれて死産した本物のマルガリータと入れ替わり、催眠で周囲の人間たちを欺いていた怠惰の器「クロックワーカーズ・ドール」であり、原罪者イブ＝ムーンリットその人。強力すぎる催眠から彼女自身も自分を普通の人間だと思い込んでいたが、7つ目の「gift」を服用したことでマルガリータとしての人格が消え、イブ＝ムーンリットとして覚醒した。
名前の由来は実在した悪女ド・ブランヴィリエ侯爵夫人から。
カスパル＝ブランケンハイム (Kaspar Blankenheim)
- モチーフ：KAITO

トラゲイを治める侯爵。マーロン王家に連なる一族であったが、「悪ノ娘」の時代でプリム皇后によってエルフェゴートに追いやられ、その後元々トラゲイを治めていたフェリクス家が失脚したことで、ブランケンハイム家がトラゲイを治めるようになった。
浪費家で財産が底を尽きかけた為、裕福な医者の娘であるマルガリータと政略結婚するが、財産目当ての結婚だった為に妻を顧みず遊び呆ける毎日を送っていた。情緒不安定だった為、マルガリータが処方した第四の「gift」を受け取り、その後部屋に連れ込んでいた女性たちと共に死亡した。
実は「ペールノエル」の構成員で、二番目のディーラー。フェリクス家からの財産もなくなりかけた時に、「ペールノエル」から「裏市場」を任され取り仕切るようになり、莫大な利益を得る。しかし組織としての規定を裏切り利益を独占しようとしたため、エルルカ（を名乗るメイラナ）と揉めており、彼女はマルガリータをそそのかし「gift」を渡した。
マルクス＝フェリクス (Marx Felix)
トラゲイの裕福な医者で、マルガリータ＝ブランケンハイムの父親。フェリクス家は元はトラゲイを治めるエルフェゴートの伯爵家であったが、500年のルシフェニアからの侵略に伴い失脚した為、失った家の権威を取り戻すべく娘のマルガリータをブランケンハイム侯爵家に嫁がせた。このところ体調がよくなかった義理の息子カスパル＝ブランケンハイムの主治医でもあったが、彼が亡くなり屋敷を訪れてきたハンネから取材を受けている。そして警察と検死した後に部屋で休んでいたところ、訪れてきたハンネが彼が息をしていないことに気づく。アケイドから呼ばれてきた医者が救命処置をし、その後ルシフェニア共和国の名医プエリック＝ロクゼのもとに運ばれ奇跡的に一命を取り留めた。
彼もカスパルと同じようにマルガリータによって「gift」を服用されたが、カスパルと違い第五の「gift」は改良の失敗で効力が薄まった為、すぐには死なずに済んだ。その後エルルカが再び訪れた時に意識を取り戻し、同時に催眠が解けて本物のマルガリータは妻と共に生まれた瞬間に死んでいたこと、赤猫を連れた魔女（ジュリア＝アベラール）が残した「人形」が催眠でマルガリータに成りすましていたことを思い出したが、その直後に死亡した。

#### フリージス財団 (Freezis Foundation)
ハンネ＝ローレ (Hanne Lorre)
- モチーフ：巡音ルカ（ルカーナ＝オクト）

フリージス財団の傘下にあるシュブルク新聞社に勤める記者で、公にはされていないがフリージス財団の総帥ショウ＝フリージスの曾孫。組織に縛られない気質を持ち、見た目は若いが実年齢はかなり上の緑髪の美女。ユキナ＝フリージスが残したとされる「プラトーの花」について取材を進めるうちに、トラゲイの街で起きた事件に徐々に巻き込まれていく。
その正体は、悠久の時を生き続ける魔道師エルルカ＝クロックワーカー。「三英雄のエルルカ」として有名になりすぎてしまった為に一時的に歴史から姿を消すべく、「悪ノ娘」の時代からの付き合いであるショウ＝フリージスに薦められて、病で亡くなったショウの曾孫「ハンネ＝ローレ」に成りすまし、特徴的な桃色の髪も緑色に染めていた。長い間使用してきたルカーナ＝オクトの身体に限界が近づき始めており、魔力が全盛期よりも劣ってしまっており、本人も「年を取ってしまった」とかなり気にしている。
やがて事件の真相に辿りつき、原罪者イブ＝ムーンリットと対立し、彼女の魂を「転身の術」で自分の中に取り込み溶かそうと試みる。その決着がついた後、帰りを待っていたグーミリアとミカエラの前に何事もなかったように現れ、一瞬瞳の色が緑に変わったが2人はそれに気づくことはなく、グーミリアと共にルシフェニア共和国に向かった。
ハイデマリー＝ローレ (Heidimary Lorre)
- モチーフ：GUMI（グミナ＝グラスレッド）

フリージス財団の総帥ショウ＝フリージスの曾孫で、ハンネ＝ローレの妹。フリージス財団を中心に組織された世界警察マーロン本部の国際実働部「ユステア」に所属している。無口で感情の起伏は少ないが、気性は非常に激しい。あちこちで家屋を破壊する上に、勝手に容疑者を拷問したり、業務中にサボってリン＝チャンのコンサートを観に行くなど問題行動も非常に多いが、たまに強引な捜査のおかげで予想以上の功績も出すため、大老の曾孫だからという理由以外にも奇跡的に首を免れている。
その正体は、エルルカの弟子グーミリア。エルルカと同じ理由で、本物のハンネと共に病で亡くなった妹の「ハイデマリー＝ローレ」に成りすましていた。以前よりも魔術を使いこなせるようになっており、彼女の活躍ぶりをみたエルルカが引退しようかとぼやいたほど。マルガリータと決着をつけに千年樹の森の小屋に向かっていったエルルカを見送り、戻ってきたエルルカと共にルシフェニア共和国へ向かう。
ショウ＝フリージス (Shaw Freezis)
- モチーフ：月読ショウタ
- 年齢：116歳没（493-609）

フリージス財団の総帥にして100歳を超える「大老」。ハンネとハイデマリーの曽祖父だが、跡継ぎ問題を避けるために二人の曾孫のことは公にはしていない。生真面目な性格でハンネたちのよき理解者でもあり、彼女たちに対して惜しみない援助をしている。
幼少の頃に両親や姉が関わった「大罪の器」に危機感を抱いており、情報収集や「曾孫」としての戸籍を与えてエルルカたちの活動を支援してきた。かつて老いと死に対する恐怖から不老を求めて千年樹ことミカエラに願った事があり、幼少時代からの彼を知るミカエラは同情してしまい、神の力を行使した結果不老にこそならなかったものの、人並み以上の寿命を手にした。しかしその寿命も限界が近づき始め、ハンネたちがトラゲイで起きた事件の捜査をしている最中に寿命を迎え、眠るように亡くなった。
アーイ＝フリージス (Aai Freezis)
フリージス財団の総帥代理の女性。ショウ＝フリージスの妹であるアイル＝フリージスの孫で、新大陸の開発事業などで財団に貢献してきた手腕を持つ。ショウの死後、正式にフリージス財団総帥の座を継いだ。
ブルーノ＝マーロン (Bruno Marlon)
フリージス財団の幹部にして、ショウの側近。「ブルーノ」は本名ではなく、かつてエヴィリオスの裏社会に存在した「組合」と呼ばれる組織の長が名乗ってきた名で、「組合」がフリージスの傘下に入った際にフリージス家が最も信頼する側近に与えられる名となった。ショウとは50年ほどの付き合いであり長年組織を支えてきたが、彼の曾孫であるハンネとハイデマリーを快く思っていない。本物のブルーノ＝マーロンはカイドル＝ブランケンハイムに殺害され、カイドルが七番目の手品師の協力で顔を変え、成りすましていた。実は「ペールノエル」と繋がりを持っており、「ペールノエル」が関わっていた裏市場に関する調査に圧力をかけていた。メイラナたちからハンネことエルルカの処分を条件に「二番目のディーラー」の座を与えると約束されており、ショウの死後本性を露わにしハンネとハイデマリーを無実の罪で拘束するも、二人には結局逃げられてしまった。その後アーイ＝フリージスが総帥に就任した際に、ノブ＝ニコールと共に副総帥に選ばれている。なお、「ペールノエル」側からは捨て駒程度にしか思われていない様子。
ノブ＝ニコール (Nob Nicolle)
ブルーノと同じくフリージス財団の副総帥。現在は新大陸に関する事業を中心に行っている。真面目な人物であり、先代の「五番目の道化師」に弟を殺されたことから、ペールノエルを何よりも憎んでいる。
エイン＝アンカー  (Ayn Anchor)
世界警察に所属するネツマ族の男性。階級は巡査。かつてハイデマリーと付き合っていたが、上手くいかず別れている。ハンネに苦手意識を抱いているが、ハンネの方は彼のことを基本的にお人好しと見ている。トラゲイで起きた殺人事件について調査し、その過程で裏市場に関する情報も入手した為、圧力をかけられながらも調査していた。その後はかつて自分が関わっていた「五番目の道化師」についての事件に関わるようになる。
祖父は世界警察の初代総監で、祖父を尊敬していた父から同じ名前を与えられた。捨て子だったネツマ族の祖父の名付け親は、同じくネツマ族でありクラリス修道会の創設者シスター・クラリス。当時フェリクス伯爵に使えていた勇敢な兵士にして、クラリスの幼馴染であったエルフェ人の「エイン」という男性の名前が由来。
ホブ＝ホーマー (Hob Homer)
世界警察マーロン本部の国際実働部「ユステア」の部長。ハイデマリーの上司だが問題行動ばかり起こす彼女に常に頭を抱えており、何度も彼女の首を上層部に打診してもたまに出すハイデマリーの功績と、大老の曾孫という身分からなかなか通らずにストレスを溜めている。
ブルーノの命令には忠実だが「ユステア」のリーダーであることに誇りを持っており、彼がハンネとハイデマリーを無実の罪で拘束した際にはエインと共に彼女らを救出した。しかし2人を巻き込みたくなかったハンネことエルルカによって結局気絶させられてしまった。
その後もブルーノから捜査中止の圧力がかかるものの、ブルーノを見限りウィルスやエインの捜査を助力していた。ウィルス曰く「減給と左遷を何よりも恐れているが、それ以上に「正義」を歪められるのを嫌う人」。
ウィルス＝ゾラック (Willus Zorach)
世界警察マーロン本部の国際実働部「ユステア」の一員。勤務中に二日酔いに悩まされる程いい加減な面もあるが、かつて先代の「五番目の道化師」を射殺したことからわかるように、高い実力と洞察力を持つ。「五番目の道化師」の事件を任されたエインのお目付け役。心音の時計塔の地下に眠る悪意の種を監視する一族の出身

#### ペールノエル (Pere Noel)
エヴィリオス各地で暗躍する暗殺組織。名前は紀元前から活動していた犯罪組織「アポカリプス」の首領ペイル＝ノエルが由来。中心メンバーは七人で構成された「セプト」と呼ばれる人物たちであり、それぞれ称号を持つ。
ジュリア＝アベラール/一番目のサンタクロース (Julia Abelard/First Santa Claus)
- モチーフ：MEIKO（ジェルメイヌ＝アヴァドニア）

ルシフェニア共和国の貴族。最年少で初の女性大統領に就任し、民衆から絶大な支持を受けているが周囲からのやっかみも強い。レミー＝アベラールの義母であり、側には常に赤猫がいる。
その実態は犯罪組織「ペールノエル」の首魁「一番目のサンタ」にして、「ジェルメイヌ＝アヴァドニア」の身体を乗っ取った魔道師「アビス I.R.」。コンチータの血族の肉体であるため今までのどの身体よりも魔力に優れており、洗脳などで手にした構成員を手駒に大規模犯罪を行なっていた。一番目のサンタの正体を知る者は組織内でも少なく、殆どの場合は影武者であるメイラナが表に出ている様子。自分がかつて子供を産めなかった事から、義理の息子であるレミーに対する愛情は深く、不器用ながらも本当の息子のように接していた。リン＝チャンを助けるために人を殺したレミーを「正しいことをした」と言い、「五番目の道化師」として組織に迎え入れた。
「ペールノエル」の地位を確立させるべく、フリージス財団の副総帥であるブルーノ＝マーロンを組織に引き入れ、もうひとりのフリージス財団副総帥であるノブ＝ニコールをレミーに殺害させようとするも、ユステア捜査官のウィルスとエインによってブルーノの過去の罪を暴かれてしまい、大統領としての信頼も揺らいでしまった。
その最中に、母の役に立ちたいという名目で快楽殺人者に成り果ててしまったレミーが、「ペールノエル」の一員として迎えたエルルカとグーミリアに射殺されるという事態が起きる。「悪食の悪魔」と契約したレミーは生きていると知りつつも、自分と「エルルカ」との運命に決着をつけるべく、本名であり素性の「イリーナ＝クロックワーカー」を遂にエルルカに名乗り、メリゴド高地のペイル＝ノエルの墓場を舞台に決闘を申し込む。途中から母を追ってきたレミーがグーミリアと戦い始めるも、「憤怒の悪魔」の力を借りたグーミリアによって完全に死亡。息子の死に涙を流しながら、エルルカとグーミリア二人を相手にしていたジュリアは限界であり、最後にジェルメイヌの身体を解放し赤猫の身体に仕込まれていた『BLACKBOX TYPE S』を発動させる。
異空間にグーミリアと、「ルカーナ＝オクト」の身体に宿っていたレヴィアとビヒモとイブ＝ムーンリットを閉じ込めたイリーナは、イブ＝ムーンリットこと「クロックワーカーズ＝ドール」の中に眠る「法廷の主」としての力を目覚めさせ、異空間全てのものを平等にさせ「神」を殺そうとするも、「法廷の主」の力を手中に収めていたことで「悪食の悪魔」の妨害に遭う。そして力がぶつかり合った衝撃で、イリーナは「エルルカ＝“Ma”＝クロックワーカー」の中のひとりとなった。
ジェルメイヌ＝アヴァドニア (Germaine Avadonia)
- モチーフ：MEIKO

500年に「ルシフェニア革命」を起こした赤き鎧の女剣士。ヴェノマニアの血を引くコンチータの子孫。508年に起きた「新生四騎士事件」でアビス I.R.との戦いで敗北し、彼女の器にされてしまった。それから100年以上時が経ち、611年にアビス I.R.ことイリーナがエルルカたちに敗れたことで、長年使ってきた身体へのせめてもの償いとしてジェルメイヌの身体を解放する。しかし、イリーナの魔力を失ったジェルメイヌの肉体は急速な老化が進み、世界警察に「ジュリア＝アベラール」として発見された時には余命二ヶ月と宣告された。エインに車椅子に引かれながら100年以上経った祖国ルシフェニアの平穏な風景を見渡しながら、自分たちのやってきたことは無駄ではなかったと満足そうに微笑んでいた。
カスパル＝ブランケンハイム/二番目のディーラー (Kaspar Blankenheim/Second Dealer)
- モチーフ：KAITO

トラゲイを治めていた侯爵。マルガリータによって「gift」を飲まされて死亡した。
ブルーノ＝マーロン/カイドル＝ブランケンハイム/二番目のディーラー (Bruno Marlon/Kaidor Blankenheim/Second Dealer)
フリージス財団の副総帥。カスパルの死後「二番目のディーラー」の地位に就いた野心家。その正体はカスパルの実父であり、本物のブルーノ＝マーロンを殺し「ヴェノム＝ソード」で顔を変えて成り変わっていた。ジュリア曰くマーロン一族は「敵に回すと厄介だが、味方にすると使えない」。
ノブ＝ニコールを殺し自らの地位を確立させようとするも、ウィルスとエインによって自らの正体と、不倫した妻に逆上して殺した罪を暴かれてしまい、緊急逮捕された。その後口封じのためガット＝クーロンに殺害される。
マルガリータ＝ブランケンハイム/三番目の眠らせ姫 (Margarita Blankenheim/Third Sleep Princess)
- モチーフ：初音ミク

カスパルの妻。その正体は「怠惰の器」であり、原罪者イブ＝ムーンリットそのものである。現在はエルルカことルカーナ＝オクトの身体の中に取り込まれている。イリーナが発動させた『BLACKBOX TYPE S』にエルルカ（レヴィア）と共に飲み込まれ、「エルルカ＝“Ma”＝クロックワーカー」の中のひとりとなった。
メイラナ＝ブロッサム/四番目のシャドウ (Mayrana Blossom/Fourth Shadow)
- モチーフ：MEIKO（ジェルメイヌ＝アヴァドニア）

本物のジュリア＝アベラールの弟子。表向きにはエルフェゴート国のカルガランドの市長ジュリア＝アベラールとして活動しており、メータ＝ザルムホーファーを聖母として崇める信奉者である。レミーはジュリアから叔母だと説明されている。
組織の中では彼女の次に古参だが、四という数字を好みその座についている。影武者の役割通りジュリア＝アベラールによく似た容姿を持つが、ガットやレミーによれば以前とは姿が違う。これは一番目のサンタクロースと同じ顔にするよう七番目の手品師に依頼したためである。なお、七番目の手品師は意図してサンタクロースとは少し違う顔に変えた。マルガリータの友人として彼女に「gift」の製法を教えた「ジュリア」はメイラナであり、一番目のサンタの影武者として活動するときは「エルルカ＝クロックワーカー」を名乗っている。ジュリアが執心しているエルルカに嫉妬し彼女をトラゲイの惨劇に巻き込み、後に自らの手で殺そうとするも、グーミリアによって殺された。
レミー＝アベラール/五番目の道化師 (Lemy Abelard/Fifth Clown)
- モチーフ：鏡音レン

この時代における「神の双子」ヘンゼルの最後の転生体。 元は孤児であり、孤児院で過ごしていたところを富豪であるジュリアに引き取られた。ジュリアからは惜しみない愛情を注がれており、レミーも彼女を慕っている。ジュリアによれば実母は娼婦だったらしく、客の子どもを産んだ後真冬の河に捨てたらしい。屋敷で偶然開いていた蔵に忍び込んだ時に「赤いワイングラス」に触れており、それ以来「ネイ」という少女の声が聞こえるようになり、記憶力の悪さを何度も「ネイ」にフォローしてもらっている。
ある日ジュリアと共にサーカスを見に行ったところ、同じ孤児院出身のリン＝チャンを本人の歌声によって気付くも、黒髪にそばかすの容姿だった彼女が自分そっくりの金髪の少女の姿になっていたことに驚愕する。サーカスが終わった後、用事があった母と別れひとりで帰ろうとした時に人攫いに攫われそうになり、そこを道化師（ピエロ）の恰好をした男性に救われる。人攫いたちが彼を「五番目のピエロ」と呼んでいたことから、自分の命を救ってくれた「五番目のピエロ」に恩義を抱くようになる。
ジュリアが大統領に就任した祝いのパーティで再びリンの姿を見る者ものの、今度は声が別人のものになっていたことに気付く。そして母の知り合いであるブルーノ＝マーロンから彼女の後見人トン＝コーパについて、何人もの孤児を引き取っては無理やり働かせて口封じに殺しているという噂を聞き、リンの身を案じてピエロの恰好でコーパ家の屋敷に忍び込む。そして再会したリンは過剰労働によるストレスで歌えなくなり、口パクがバレたことでトンが自分の代理で歌っていた子を殺したこと、そしてリンも殺そうとしていることを知る。その直後にトンが現れ、追い詰められたレミーは「ネイ」の全てを委ねなさいという声に従いトンを殺害。レミーは叔母のメイラナを頼りにエルフェゴート国のカルガランドに向かい、そこで待ち伏せていた義母と再会する。リンをメイラナに託した後、レミーは悪人であったトンを殺したことは正しいことだったと母に言われ、悪を倒すために母が率いる「ペールノエル」に迎えられ、かつての恩人と同じ「五番目の道化師」を襲名する。
ジュリアの命令の下、組織を裏切りリンの顔を変えた「七番目の手品師」ことユーゼット＝オラを探すべく、連続猟奇殺人鬼としてルシフェニア共和国ロールド領で活動し娼婦たちを片っ端から殺害しており、その行動は実在したイギリスの連続殺人犯、切り裂きジャックを思わせる。目的のユーゼットを殺した直後、かつての「眠らせ姫」ことエルルカ＝クロックワーカーが現れ、彼女と母を引き合わせた。その後、ブルーノの正体の露見で母が窮地に追いやられてしまい、自分が母の指示通りブルーノを殺せなかったことでジュリアに見限られ、或いは自分もジュリアにとって捨て駒としか思われていなかったと思い悩むようになる。そんな中、新たに「七番目の手品師」を襲名したエルルカが「幼いあなたにはまだ未来がある。だから自分と一緒に蛇国へ逃げよう。」と誘われるも、それを拒否し母やガットに報告するがエルルカたちに逃げられてしまった。この頃には「正義」と称して「ペールノエル」を邪魔する者を次々と暗殺しており、母を追い詰める世界警察のエイン＝アンカーの前に現れるが、この時のエインの発言でかつて人攫いにあったレミーを助けてくれたピエロは、「本物の五番目の道化師」を追ってサーカスにピエロとして潜入していたエインであったことが判明。自分が慕っていた「正義の恩人」が自分とは逆の立場の人間であった事実を受け入れられず、エインを殺そうとするも、その直後に「八番目の狙撃手」グーミリアに胸を撃たれる。そして現れたエルルカに「悪」の道を自ら選んだレミーはもはや助けるに値しないこと、母やリンのためにという大義名分で人を殺してきたただの快楽殺人鬼だったと罵られながら意識を手放した。
しかし、「悪食の悪魔」と契約していたレミーは死ぬことはなく、意識を取り戻す。そして「ネイ」の言葉に従い母を助けるためにメリゴド高地のペイル＝ノエルの墓に向かい、母ジュリアと交戦していたエルルカとグーミリアに襲い掛かる。契約者であるが故に死ぬことのないレミーは徐々にグーミリアを追い詰めるも、「憤怒の悪魔」ことセト＝トワイライトの助力を受けたグーミリアの弾丸の前に今度こそトドメを刺される。死に際に自分の身体を抱えて泣き叫ぶジュリアの姿を見て、自分は息子として本当に愛されていたのだと知り満足するも、その魂は「グラス・オブ・コンチータ」に取り込まれ「墓場の主」であるバニカ＝コンチータとグレーテルの転生体であるネイことアルテと共にあり続けるようになった。
ガット＝クーロン/六番目のヴェノム (Gatt Coulomb/Sixth Venom)
- モチーフ：神威がくぽ

かつて「アスモディンの悪魔」と呼ばれたガスト＝ヴェノムの曾孫であり、ルカーナ＝オクトの血筋を汲むヴェノアニアの子孫。サムライのような喋り方をする。表向きの顔はアスモディン国の副将軍であるが、メイラナに頼まれカルガランド市内の図書館司書としてハンネをトラゲイに誘導していた。メイラナと共に勝手にエルルカを殺そうとしたことをジュリアに咎められ、罰として雑用係として草刈りを命じられた。
その後、世界警察に囚われたブルーノ＝マーロンを口封じに殺害するも、そのことが露見し追われる身となる。その後はジュリアの屋敷に残されていた「憤怒の器」を刀に変えてメリゴド高地に向かうエルルカとグーミリアに襲い掛かるも、エルルカの反撃で半殺しにされ、ロープで木にくくりつけられて「黄金の鍵」を奪われる。その後エルルカからの連絡を受けた世界警察に身柄を拘束された。
ユーゼット＝オラ/七番目の手品師 (Yuzette Ora/Seventh Magician)
元ペールノエルのメンバーの娼婦。色欲の器「ヴェノム・ソード」の持ち主であり、その能力を使って占い師の傍らで顔の整形を営んでいた。元は港町に住む平凡な女性であったが、ある日ジュリアとその弟子メイラナに出会い、魔導師に憧れて彼女らに付いて行く。しかし、魔術の才能が全くなかった為捨てられ、占いで生計を立てていたところジュリアと再会し、「ヴェノム・ソード」と契約することを条件にペールノエル入りを果たした。
しかし再び自分が切り捨てられることを感じ、命惜しさにペールノエルから逃げ、娼婦としてお金を貯めた後に蛇国へ亡命しようとするが、レミーに見つかり殺される。
マルガリータ＝ブランケンハイム/エルルカ＝クロックワーカー/七番目の手品師 (Margarita Blankenheim/Elluka Clockworker/Seventh Magician)
- モチーフ：巡音ルカ（ルカーナ＝オクト）

ユーゼットが務めていた娼館のオーナー。マルガリータことイブ＝ムーンリットを取り込んだエルルカであり、その影響で足が不自由になり車椅子に乗っている。ユーゼットが死んだ後、レミーに自分が「三番目の眠らせ姫」だったと名乗り、ジュリアと再会する。その後彼女の下に付くのに新しい姿になったからという理由で、「七番目の手品師」を名乗るようになる。
実際は人格の主導権は「エルルカ」の方にあり、「怠惰の悪魔」を取り込んだことで固有能力である催眠術が使えるようになるも、力は大幅に弱くなり一定時間経つと効果が切れてしまう。また、エインたちにブルーノ＝マーロンの正体に繋がる手がかりを残したのも彼女である。その後ジュリアが大統領としての地位が弱まった後、レミーに一緒に逃げようと誘ったが、レミーはジュリアに告発した為翌日から消息を絶った。しかしグーミリアに撃たれて死の淵に立ったレミーの前に現れ、快楽殺人者と成り果てたレミーの「正義」を否定していた。
その後、ジュリアこと義妹イリーナから果たし状を受け取りメリゴド高地に向かう途中、襲撃していたガット＝クーロンを返り討ちにし、彼から奪った「黄金の鍵」をグーミリアに託す。そしてイリーナとの戦いがはじまり、グーミリアがジュリアを追ってきたレミーを殺害したことで決着がつくものの、イリーナが発動させた『BLACKBOX TYPE S』に飲み込まれてしまう。そこで本来の「双子神の姉レヴィア」の姿になり、自分が「エルルカ＝クロックワーカー」を憑代に蘇った際に転生のルールで「レヴィア」としての記憶を失ったこと、「エルルカ＝クロックワーカー」の身体に残されていた記憶から自分が「エルルカ＝クロックワーカー」であるとずっと思い込んでいたこと、そして僅かながらに「レヴィア」としての記憶もあった為に自分（エルルカ）が地神エルドの友人であったと思い込んでしまったこと、そしてイブ＝ムーンリットを取り込んだことで本来の記憶を取り戻したことを、イリーナやグーミリアに明かした。そして「法廷の主」の力を発動させたイリーナに対抗するべく攻撃をしかけようとするも、乱入してきた「悪食の悪魔」の力とイリーナの力もぶつかりあい、巨大な力のぶつかりあいの結果、「レヴィア」「イリーナ＝クロックワーカー」「イブ＝ムーンリット」の魂が融合し、新たな人格「エルルカ＝“Ma”＝クロックワーカー」が生まれた。
グーミリア/八番目の狙撃手 (Gumillia/Eighth Sniper)
- モチーフ：GUMI（グミナ＝グラスレッド）

エルルカの弟子であり、七人しかいなかった「セプト」で新たに「八番目」の称号を得た。エルルカの催眠術にかけられており、ジュリアたちを敵と認識しなくなっている。
しかし実は催眠は「エルルカがマルガリータを取り込んだことを忘れる」ということしかかけられておらず、実際は自分の意志で彼女に従っていた。レミーを射殺した後、エルルカがガットから奪った「黄金の鍵」を託され、イリーナとの決闘に挑む。その途中でジュリアを追ってきたレミーと交戦になり、「契約者」であったレミーを殺すことが出来ず徐々に追い詰められていく中、「黄金の鍵」に宿る「憤怒の悪魔」ことセト＝トワイライトの呼びかけを受け、「セカンド・ピリオド」時代の記憶がない精霊のグーミリアは自分を知る「憤怒の悪魔」の呼びかけに戸惑うも、一度きりの契約という言葉を信じる他なく、セトの力を借りてレミーにトドメを刺した。
その後、イリーナが発動させた『BLACKBOX TYPE S』に飲み込まれ、神殿で本来の姿のイリーナ、レヴィア、ビヒモ、イブと対面する。そこでエルドから「エルルカ＝クロックワーカー」の正体を知らされていたこと、レヴィアが記憶を取り戻したらミカエラと共に再び封じるよう厳命されていたことを打ち明けるも、師匠として慕う「エルルカ」を裏切ることはできなかったと涙ながらに語った。そして力のぶつかり合いで異空間が不安定になりグーミリアはビヒモや「黄金の鍵」に宿っていたセトと共に冥界に飛ばされてしまう。神であるビヒモと違い、生きたまま冥界に飛ばされてしまったグーミリアは『heavenly yard』に行くことができず、このままでは瘴気に蝕まれてしまうため、セトと融合しいつか来る師匠レヴィアを冥界で待ち続けることを選択した。

#### その他
リン＝チャン (Rin Chan)
- モチーフ：鏡音リン（リリアンヌ＝ルシフェン＝ドートゥリッシュ）

ルシフェニア共和国の歌姫。決め台詞は「さぁ、跪きなさい！」で、ハイデマリーも彼女の大ファンである。実は口パクで全部裏で別人が歌っており、エルフェゴートでのライブが終わった直後に元マネージャーがシュブルク新聞社に告発した為、表に出れなくなった。その後行方を晦ましている。
元はレミーと同じ孤児院の出身であり、黒髪にそばかすの少女であった。レミーがジュリアに引き取られた後、彼女はルシフェニアの貴族トン＝コーパに労働力として引き取られ使用人として働かされていたが、優れた歌唱力を見込まれ歌手としてデビューさせられた。その際に顔がパッとしないという理由で、「手品師」ことユーゼットによってかつての「悪ノ娘」リリアンヌの顔に変えられた。当初は顔も華やかになり歌も歌えるということで喜んでいたが、全く休みのない重労働によるストレスで歌えなくなってしまった。そのため、トンは当初新たに連れて来たシャンソというネツマ族の少女を同じように顔を変えて代理に仕立てようとするも、ユーゼットが店をたたんで行方不明になってしまった為、やむをえず裏で歌わせるようになった。
その後口パクがばれて騒ぎになってしまい、トンが口封じの為にシャンソを殺して自分も殺されそうになる中、リンの様子を心配して屋敷にやってきたレミーに助けられる。レミーがトンを殺した後、彼に連れられてエルフェゴート国のカルガランドの市長メイラナに匿われた。その後トラゲイの事件を追ってきたエルルカたちがメイラナを倒した後、彼女たちと共に市長邸を出た。その後はブルーノが関わった事件の参考人として世界警察に保護されており、ペールノエル壊滅後は再び歌手活動を再開する。
御者
トラゲイの街に住む御者で、ハンネを馬車でカルガランドやトラゲイに連れて行くうちに意気投合するようになる。トラゲイが封鎖された際には街に残っている母親のことを案じ、世界警察に通して欲しいと懇願しているところをハンネことエルルカと再会し、トラゲイに入ることを条件に彼女たちに協力する。
ブリギッタ (Brigitta)
トラゲイで宿を営んでいる女性で、ハンネを案内してきた御者の母親。ハンネの印象としては口は悪いが根は悪い人ではないらしい。トラゲイが伝染病で壊滅に陥った際には一時は死を覚悟するものの、エグモントが所持していた「gift」に効果的な薬のおかげで50名程の住民と共にブランケンハイム邸の地下で生き延びていた。
リタ (Rita)
トラゲイにあるクラリス修道会の慈善院の院長。元は助産師でありマルクス＝フェリクスともその縁での知り合いで、設立の際には多額の援助を受けている。マルガリータの出産に立ち会っており、雷に打たれて母親と共に死んだと思われた彼女が、赤猫を連れた「神の使い」によって生き返ったことで、眠らない体質も含めてマルガリータは神の慈悲を受けたと信じている。マルクスを尊敬しマルガリータを可愛がっている一方で、マルガリータの夫カスパルのことをはっきりと「クズ」と呼ぶほど嫌っていた。
マルガリータは頻繁に子供達に食事を振る舞うために慈善院に通っており、そのために慈善院の子供達と共に第六の「gift」を投与され、子供達が眠るように死んでいくのを狂乱しながら、彼女もまた眠るように死んでいった。
エグモント (Egmound)
トラゲイ唯一の薬屋「ラ・ブラ薬局」の薬剤師。商売人気質で、トラゲイ唯一の医者であるマルクスやその娘であるマルガリータによく薬や原材料を売っていた。以前裏市場で「ペールノエル」が関与しているとは知らなかったもののとある栄養剤を購入しており、第六の「gift」が空気感染で伝染していった時に他の生き残りたちと共にブランケンハイム邸の地下に避難し、それでも死者が出てしまった中で手当たり次第に薬を試した結果、その栄養剤が効果的であることを突き止めた。その栄養剤の原料には千年樹ことミカエラの樹液が使用されており、「ペールノエル」は資金調達のため未知の伝染病に対する特効薬を買い求めさせるために敢えて売っていたのだが、エグモントが売人に原材料を聞いていたことでプエリック＝ロクゼによって正式に特効薬開発着手をされてしまい、目論見は失敗に終わっている。
プエリック＝ロクゼ (Puerick Rogzé)
ルシフェニア共和国の首都ルシフェニアンに住む老薬学医。ロクゼ家はかつてのマーロン皇后プリム＝マーロンの出身家でもある大貴族だが、彼は兄たちと違って政治の道に進まずに医学の道に進み、その過程でグーラ病に対する特効薬を開発し、薬学の権威として世界中にその名を知られるようになった。世界警察とも繋がりを持つ。
ハンネことエルルカとも昔馴染みであり、彼女の依頼で「gift」を投与されたマルクスの容体から原因を調べていた。その後伝染病こと「gift」に対する特効薬が千年樹（ミカエラ）の樹液であることが突き止められた為、樹液を使わずに済むよう似た成分の開発に取り掛かるようになった。

#### 神とその眷属たち
ミカエラ/マイケル=アークロウ (Michaela/Michael Arklow)
- モチーフ：初音ミク（イブ＝ムーンリット）

千年樹の森の象徴である新たな千年樹であり、先代であったエルドの後継者。80年前にエルド派の信者が今まで信仰していた千年樹が枯れていて騒動になるも、同時に新たな大木があることに気づき、その樹であるミカエラが新たな信仰対象になった。再び信仰対象を失うことを非常に恐れたエルド派の信者たちや、ミカエラの友人であったかつてのシスター・クラリスの千年樹を傷つけてはならないという言葉によって、千年樹の入り口に教会が立てられ森に入るには通行証が必要になるなど、これまで以上に厳重で保護的になってしまった。
エルルカやグーミリアとは大昔からの友人だが、人間になっていた頃からの付き合いであるショウ＝フリージスの寿命を引き延ばしたことでエルルカと口論になり、やや疎遠になっていた。それでも友人であるエルルカやグーミリアが訪れた時は、打ち解けたように話していた。その直後に死んだ筈のマルガリータが現れ、マルガリータと二人きりで話がしたいと森の奥へと行ってしまったエルルカをグーミリアと共に見送った。その後戻ってきたエルルカに僅かに違和感を抱きつつも、それを強く指摘することはなくエルルカとグーミリアの旅立ちを不安そうに見送る。
バニカ＝コンチータ (Banica Conchita)
- モチーフ：MEIKO

かつては「悪食の悪魔」の契約者でありながら、悪魔を食らい「悪食の悪魔」に成り変わった女性。イリーナが使用している身体であるジェルメイヌ＝アヴァドニアの先祖にあたる。現在は器である「グラス・オブ・コンチータ」の中に潜み、ヘンゼルの転生体であるポロことレミーの魂が手に入る時を待っている。
イリーナとは利害の一致で協力関係にあったが、「法廷の主」の力を発動させた彼女を自分の障害になると判断し、神もろとも葬り去ろうとする。力のぶつかりあいで異空間は崩れてしまうも、彼女自身は無事に現世の器の中に戻ることができ、次の機会を伺うことにした。
ネイ/アルテ (Ney/Arte)
- モチーフ：鏡音リン

神の双子グレーテルの転生体。バニカ＝コンチータに仕えていた頃はアルテ、そして500年代ではネイと名乗っていた。レミーが「赤いワイングラス」に触れたころからレミーは彼女の声が聴けるようになり、記憶力の悪い彼をフォローしている。
セト＝トワイライト (Seth Twiright)
- モチーフ：氷山キヨテル

「黄金の鍵」に宿る「憤怒の悪魔」のひとり。神の眷属の中で「セカンドピリオド」時代の記憶を持つ唯一の存在で、「サードピリオド」における全てのherの生みの親。本来の姿は仮面である。グーミリアに対しては、昔のよしみということで特別に力を貸す。
『BLACKBOX TYPE S』の異空間が力のぶつかりあいで不安定になってしまった際、グーミリアとビヒモと共に冥界に飛ばされてしまった。その際に昔の顔ぶれがいる『heavenly yard』に行くことを拒否し、冥界について調べるため、瘴気による侵食を防ぐためにグーミリアと融合した。
アダム＝ムーンリット (Adam Moonlit)
- モチーフ：KAITO

「黄金の鍵」に宿る「憤怒の悪魔」のひとり。「大罪の器」の持ち主を殺そうとする「憤怒の器」の意思そのもの。持ち主が「大罪の器」の持ち主に怒りを抱いた時に、契約の有無関係なく「悪魔」の力を貸すことができるが、怒りのなかったグーミリアには干渉できなかった。
『BLACKBOX TYPE S』の異空間が力のぶつかりあいで不安定になってしまった際、セトが冥界に飛ばされてしまったのに対し、彼は無事に逃げ切り現世に留まっている。
ビヒモ=バリーゾール (Behemo Barisol)
レヴィアの双子の弟である神竜。かつて創世神の方針に従わなかった為に姉と共に箱舟「罪」の中に封印される。レヴィアがキリル＝クロックワーカーをそそのかして死んだ恋人エルルカを蘇らせようと箱舟の封印を解きエルルカの亡骸を入れるが、箱舟の暴走でレヴィアとビヒモの魂は本来の双龍ではなくエルルカに宿ってしまい、魂のない龍はその体が崩壊するまで暴れまわりレヴィアンタ魔導王国を滅ぼし、更に「エルルカ＝クロックワーカー」はレヴィアの意識しか表層に出すことができなかった為、ビヒモは姉の魂の奥底で眠り続けていた。女装趣味があり、双子でありながら姉レヴィアとの仲は険悪である。
後にエルルカことレヴィアが『BLACKBOX TYPE S』に飲み込まれたことで眠りから覚めるも、力のぶつかりあいでグーミリアやセトと共に冥界に飛ばされる。その際、彼自身長い眠りについていたことや、人間が昔以上に増えたことでもう世界を滅ぼすという気がなくなっており、あとは姉次第であると語りながら『heavenly yard』に向かい世界の動向を見守ることにした。
エルルカ＝“Ma”＝クロックワーカー (Elluka "Ma" Clockworker)
- モチーフ：巡音ルカ（ルカーナ＝オクト）

『BLACKBOX TYPE S』の中で起きた力のぶつかりあいの結果、「レヴィア」「イリーナ＝クロックワーカー」「イブ＝ムーンリット」の魂が融合し、三人の記憶を持ちながら誰でもない新たな人格がルカーナ＝オクトの身体に宿った存在。ルカーナの身体が長年「エルルカ＝クロックワーカー」を名乗っていたことから、その名前が一番ふさわしいと思いエルルカを名乗っている。
レヴィアがイブ＝ムーンリットを取り込んだ副作用であった足の不自由は回復するも、巨大過ぎる魔力に反して「転身の術」以外の魔法が使えなくなってしまい、更に元々限界が近かったルカーナの身体はもって200年以内となってしまった。何故自分がそこまでして生きようとしているのかも理解できないまま、この強大な魔力を収めることのできる器を探すべく旅に出た。

## 円尾坂の仕立屋
「円尾坂の仕立屋」（えんびざかのしたてや）は、音声合成ソフト・巡音ルカ歌唱のVOCALOID楽曲。2009年12月8日、日本のボカロP・mothyによって発表された。
なお、同氏が発表した楽曲「野ざらしの首、鬼ヶ島にて」は、本楽曲のアンサーソングとなる。
同氏には珍しい和風曲となっており、江戸時代の町人の街を彷彿させる。七つの大罪シリーズ、【嫉妬】を構成する楽曲。2013年5月にミリオン再生を達成した。
悪ノPの一言
個人的にはこの曲の主人公が一番怖い。もっともリアリティがあるキャラというか。大罪シリーズで唯一、結末の書かれていない人物でもあります。

### キャラクター

#### 首藤家 (Sudou Family)
蛇国の中で唯一異国人の居住が許されている伊耶美藩「鬼ヶ島」の、円尾坂の片隅にある仕立屋。伊耶美奉行・奥戸家の親戚筋にあたるが、複雑な家庭事情から本家から勘当されていた。
首藤禍世（カヨ＝スドウ）(Kayo Sudou)
- モチーフ：巡音ルカ（ルカーナ＝オクト）

円尾坂の片隅にある仕立屋の若き女主人。長い黒髪に片メガネをかけた和風美人。母が1年前に謎の死を遂げてしまうも、夫の楽我と生まれたばかりの息子・煉と共に幸せに暮らしてきた。気立てがよく、仕事になると周囲の音が一切聞こえなくなる程の集中力を持つ。亡き母から形見として「二丁の鋏」を受け継いでいたが、それがかつて「レヴィアンタの双剣」と呼ばれた「嫉妬の器」であり、母が奥戸家から持ち出した「妖刀」と呼ばれる物であるということを最後まで知らなかった。
円尾坂を襲った大火で逃げ遅れてしまい、彼女自身は酷い火傷を負いながらも助かったが、愛する夫と息子を失ってしまった。禍世は母方の親族である伊耶美奉行・奥戸家に引き取られ、4年後には再興した円尾坂で仕立屋を再開するも、家族を失った空虚は癒えることはなく、もう火傷は癒えた関わらず自分の顔には酷い火傷があると思い込むようになっていた。そんな時に、レヴィン教の宣教師であるエルルカ＝‘Ma’＝クロックワーカーと出会い、醜い火傷がある自分の身体と彼女の身体を取り換えることができると言われ、それを快諾しかつての先祖ルカーナ＝オクトの姿となった。エルルカの催眠で姿が変わっても周囲からは驚かれることはなかったが、しかしそれ以降は謎の夢を見るようになり、また夫と息子が生きているような言動をしていることから、周囲からは気がふれたと敬遠されるようになった。そして街で見かけた三六悔を自分の夫だと思い込むようになり、彼に近づく女たちへの「嫉妬」から連続殺人を起こし、そして最終的には浮気を繰り返す「夫」の悔を殺し、血濡れのまま山を下りてきたところを捕えられて奉行である祖父の我斗に死刑を言い渡された。
実際は禍世は狂人ではなく、全ては自分から家族を奪った悔への復讐のためだった。本来の予定では禍世は本当に悔を夫と思い込み、彼の家族を浮気相手と勘違いして殺していき、最終的には「はじめましてこんにちは」と悔に言われて逆上し、彼の死の間際に大火の犯人が反異人「紅衣衆」に所属していた悔であったことを知るはずであった。しかし、裁きの場でそのことを公表したが為に、幕府と紅衣衆の全面戦争となり紅衣衆の拠点地の近くにある円尾坂が戦火に巻き込まれ消失するという未来を、ルカーナの能力である「紫の夢」で予知してしまい、自分から全てを奪っておきながら家族と共に幸せに過ごす悔への「嫉妬」から復讐を果たしながらも、大好きな円尾坂を守るために自ら狂人を装い、真相を隠したまま円尾坂に混乱に陥れた自分の刑の執行を望んだ。
実は「嫉妬の悪魔の娘」であった禍世は、先天的に大罪の悪魔の契約者と同じ体質になってしまうため誰も彼女を殺せないでいたが、息子の「煉」として可愛がっていた黒檀童子の持つ憤怒の器「グリムジエンド」によって刑は執行され、彼女は死ねない痛みから解放される。しかし元より「悪魔の娘」であったこと、そして罪のない悔の家族を殺したことから天界には受け入れられず、その魂は地獄へと落ちて行ったが、容姿がエルルカに酷似していたため、冥界の主であるグーミリアに気に入られ彼女の衣装係を務める事になる。
姓名の由来はそのまま「ストーカーよ」から。
首藤楽我（ガクガ＝スドウ/楽舎（ガクシャ）(Gakuga Sudou/Gakusha)
- モチーフ：神威がくぽ

首藤禍世の夫。元は奥戸家の現当主・奥戸我斗の孫のひとりであり、妻の禍世とは従兄弟同士になる。武家の出身でありながら若い頃から遊び放題・喧嘩放題の放蕩者で、左手には以前人妻に手を出してその夫につけられた火傷がある。実家から勘当され、落ち延びた先である円尾坂で禍世に一目惚れした。その後彼女の母から禍世とは従兄弟同士であると聞かされるも、互いに愛は変わらず祝言をあげ、相変わらず遊び呆けてはいたものの浮気はせず、妻を一途に愛していた。
その後円尾坂を襲った大火で妻や息子と共に逃げようとするも、逃げ遅れて炎に包まれようとしていた。しかし、その時に傲慢の器「ルシフェニアの四枚鏡」によって悪魔の姿になり空を飛んで助かるも、異形の姿になってしまったことから妻に声をかけることを躊躇してしまい、偶然見かけた放火犯を見かけ追おうとするが、悪魔の力が弱まり山の中腹に落ちて記憶を失う。その後に魏耶羅という徳の高い僧に発見され、廃寺で治療を受けた後に人間の姿に戻り、楽舎という名前を与えられて同行するようになる。しかし、左顔半分にも火傷痕が残ってしまい、その顔を隠すために常に深編笠を被っていた。
魏耶羅の死後に初心に帰る意味も含めて記憶を失った自分がいた円尾坂を訪れ、そこで打ち首にされた女性の首を見る。その処刑場の前で黒檀童子と出会い、直後に間違って冥界に行ってしまった魏耶羅の計らいにより全ての記憶を取り戻す。首藤禍世は目の前の打ち首の女性だと黒檀童子に言われるも、エルルカの催眠の影響を受けていない楽我はその話を信じず、愛する妻に会いに深編笠を捨て去って行った。
首藤煉（レン＝スドウ）(Ren Sudou)
- モチーフ：鏡音レン

禍世と楽我の息子で、生まれたばかりの赤ん坊。両親に似ない金髪であった。円尾坂を襲った大火で死亡した。
首藤流（ナガレ＝スドウ）(Nagare Sudou)
禍世の父親。腕の良い着物職人であり、奥戸家の当主の娘であった神楽と駆け落ちし、円尾坂に辿りつき仕立屋をはじめた。既に病気で亡くなっている。
首藤神楽（カグラ＝スドウ）/ラハブ＝バリーゾール (Kagura Sudou/Rahab Barisol)
禍世の母親。奥戸家の現当主・奥戸我斗の長女であり、嫉妬の器「レヴィアンタの双剣」の番人であったが、家宝を持ち出し着物職人・首藤流と駆け落ちした。夫が亡くなり禍世が祝言を上げた後、海に落ちてしまい死亡した。
その正体は本物の神楽の精神を「転身の術」で入れ替え、神楽の身体を得た「嫉妬の悪魔」ことラハブ＝バリーゾール。かつてはレヴィア神の部下であり、母でもあったという。首藤流に恋をし一緒にいたいが為に、美貌と魔力に優れた神楽の身体を乗っ取り神楽の精神を嫉妬の器「二丁の鋏」に閉じ込めた。そのため娘の禍世は人間の身体である神楽の子として生まれながら、「悪魔の娘」と呼べる存在になってしまった。
流が死んだことで人間界には殆ど興味を失っており、禍世の結婚を見届けた後は死んだことにして「人魚」として海辺で暮らしていたが、人魚の肉を食べれば不老不死になれるという伝説から漁船（特にフリージス財団の商船）に追い掛け回されていた。また全てを終わらせないために黒檀童子として転生した「イレギュラー」の記憶を術の介入で改竄し、燐として転生していた「リリアンヌ」から引き離した張本人。
最終的には「鋏」に宿っていたのが嫉妬の悪魔ではないことに気付いたエルルカ＝‘Ma’＝クロックワーカーによって居場所を突き止められ、神楽の身体ごと再び「鋏」の中に閉じ込められた。
奥戸神楽（カグラ＝オクト） (Kagura Octo)
奥戸家の現当主・奥戸我斗の長女で、嫉妬の器「レヴィアンタの双剣」の番人であった女性。強い魔力の持ち主であった為に嫉妬の悪魔に目を付けられ、「転身の術」によって精神を入れ替えられ「二丁の鋏」の中に閉じ込められてしまった。自分の身体を奪った嫉妬の悪魔と共に「鋏」として首藤家に渡り、嫉妬の悪魔が生んだ禍世をずっと傍で見守ってきた。「鋏」はシャルテット＝ラングレーによって本来の能力を封じられているが、神楽は「二丁の鋏」として「鬼ヶ島」のあらゆる場所を見通すことができる。
自分の身体を奪った人魚こと嫉妬の悪魔を憎んでいるが、禍世のことは娘として大切に思っており、彼女のおぞましい犯行をただ見守ることしかできなかった。禍世の死後、仕立屋を訪れてきたエルルカに一連の出来事を話し、嫉妬の悪魔が鋏に戻ったことで神楽の魂は鋏から解放された。その直後にビヒモに声をかけられて彼やアレンと共に天界へと旅立つことになり、眼下に広がる禍世が愛し守った円尾坂を見つめながら、地獄にいってしまった禍世の幸せを願っていた。

#### 奥戸家 (Octo Family)
伊耶美藩を治める伊耶美奉行の武家。540年頃から始まった蛇国の天下統一の戦いで現幕府の涜革家（とくがわけ）に従い、「蛇ヶ原の戦い」で多大な貢献をした流浪の剣士ガオウ＝オクトの子孫。つまりルカーナ＝オクトの血筋を汲むヴェノマニアの子孫でもある。
奥戸阿南（アナン＝オクト）(Anan Octo)
奥戸家の現当主・我斗の孫のひとりであり、禍世や楽我の従兄弟にあたる。黒髪に髷を結った優男。
円尾坂の大火で禍世が奥戸家から妖刀を持って駆け落ちした神楽の娘であることが判明し、当主から禍世から家宝の刀のありかを吐かせるよう厳命を受けるも、本当に刀のことはなにも聞かされていなかった禍世からは情報を得られなかった。結局目的を果たすことができず、奥戸家での居場所を失ったため、元々異国の地を見てみたいと思っていたこともあり、懇意にしていたペリエと共に蛇国を出た。
その後は異国の地にて刀を探し続けていたが、高齢の為にヴェノム・ソードを家宝の刀だと思い込みそれを保有する事になる。
奥戸我斗（ガト＝オクト）(Gato Octo)
蛇国の伊耶美藩の奉行で、奥戸家の十四代目当主。禍世、楽我、阿南の祖父。奥戸家に伝わる「妖刀」を持ち出して駆け落ちした神楽の娘であり、勘当した孫の楽我と結婚した禍世のことを快く思っておらず、円尾坂の大火での怪我が回復したらすぐに追い出した。その後殺人を犯し逮捕された禍世を、家から追い出したのは間違いであったと語りながら、奉行として処刑を命じた。
月本ブフ子 (Bufuko Tsukimoto)
奥戸家に仕える使用人の女性。蛇国生まれの蛇国育ちだが、父親はルシフェニア人であり、金髪に青い眼を持つ。阿南の付き人であったが、円尾坂の大火で奥戸家に引き取られた禍世の世話役になり、高度な医療知識で禍世の火傷が殆どなくなる程に治癒させた。禍世とは仲良くなるが、彼女からは死んだ息子の「煉」の名で呼ばれており、本人ももう諦めている。阿南がフリージス財団商館に移る事が決まった為、ブフ子も住み込みで移る事になり禍世にメイド服を作って貰った。犬吉からは惚れられているが、あまり相手にしていない。
正体は双子神の弟ビヒモ神。つまり男である。天界「heavenly yard」で世界の成り行きを傍観していたが、三六燐として転生した姉リリアンヌに会いたいというアレンの願いを叶えるべく、アレンを黒檀童子として蛇国へ転生させたが、「天界の主」にバレて連れ戻して来いと言われ地上に落とされた。しかし、本人は「天界の主」に従う道理はないとして、アレンがリリアンヌに会うのに成功するか失敗するまで放置を決め込み、久しぶりの人間としての生活を満喫していた。レヴィアの記憶を持つエルルカとは館の中で互いに存在に気付いていたが、無視を決め込んでいる。
燐や悔が禍世に殺された後、奉行の目を掻い潜って嫉妬の器「二丁の鋏」を回収しており、黒檀童子の頼みで仕立屋に戻しておいた。そして嫉妬の器に引き寄せられてフリージス財団の商船に紛れ込んできた憤怒の器「グリムジエンド」でアレンの記憶を元に戻し、処刑することができない禍世を完全に殺すには「グリムジエンド」を使うしかないと伝える。そして黒檀童子が禍世を処刑して仲間たちとの別れを告げて、エルルカが嫉妬の悪魔を「二丁の鋏」に閉じ込めた後、解放された神楽の魂やアレンと共に「heavenly yard」に戻って行った。
奥戸我王（ガオウ＝オクト）(Gaou Octo)
- モチーフ：神威がくぽ

奥戸家の初代当主。元は外の国からやってきた流浪の剣士であり、当時蛇国を訪れていたエルルカ＝クロックワーカーから依頼を受け、エルルカとその弟子のグーミリア、そして彼女らと旧知であった初代猿帝都（シャルテット＝ラングレー）と共に涜革家の勢力として戦い、「蛇ヶ原の戦い」で当時涜革家と対立していた蛇姫及びジュリアＩＲの勢力を倒した。その後名前を蛇国形式に改め幕府のもとに仕えていたが、蛇国が鎖国政策に入ると異人であった為に疎まれ、僻地である伊耶美藩の奉行を命じられた。本人はそのことに叛意を持たず、以降奥戸家は伊耶美奉行を勤めていくことになる。
戦国時代の末期、ジュリアＩＲに挑む直前の猿帝都に、「二丁の鋏」に加工した嫉妬の器「レヴィアンタの双剣」を託されており、エルルカたちにも内密にしていた。その後伊耶美藩に移った時に、鬼ヶ島の岸沿いの洞窟の中に移して「二丁の鋏」を鉄箱の中に厳重に封印し、「妖刀」の入った箱を開けることを固く禁じた。そのため嫉妬の器が「二丁の鋏」の姿をしていたことは、エルルカはおろか代々守ってきた奥戸家の者たちですら知らなかった。

#### 三六家 (Miroku Family)
円尾坂の呉服屋。首藤家とは友人だった先代同士が不仲になったことから一切交流はなかったが、妻の冥は内密で禍世と交流を持っていた。後に店主の悔が禍世に亡き夫と間違えられたことを切っ掛けに、一家全員が禍世に殺された。
三六 悔（カイ＝ミロク）(Kai Miroku)
- モチーフ：KAITO

呉服屋の店主。妻と二人の娘と共に暮らしている。普段は家に籠って仕事しており、滅多に外に出ることはないらしい。異国人の血が混ざっているが、母親が異国人に強姦されて殺された過去から純異国人を嫌っており、娘の三九がヤレラ＝ザスコ商会の御曹司キジ＝ヤレラと付き合っていることにも断固として反対していた。禍世とは先代同士が不仲であったことから一切面識はなく、左手の火傷が共通していることから気がふれた彼女から亡き夫と間違えられ、やがて一家全員が殺される事態へと繋がってしまう。夜ひとりで伊耶佐山に登っていたところを待ち伏せていた禍世に殺された。
実は反異人の過激組織「紅衣衆（くれないころもしゅう）」の一員であり、異人商館群を狙った円尾坂の大火の犯人。本来の未来では禍世に本当に夫だと勘違いされ、浮気を繰り返すことへの「嫉妬」から殺され、死の間際に自分が円尾坂の大火の犯人であることを告げる筈であった。しかし禍世が「紫の夢」でこれから起こること全てを予知した為、自分の全てを奪っておきながら家族と共にのうのうと暮らす悔への「嫉妬」を抱き、その家族もろとも殺すことで禍世は復讐を遂げた。
「紅衣衆」は10年後に軍船を率いて開国を迫ったマイスティア合衆国によって返り討ちにあい、組織は壊滅し幕府も解体され蛇国は開国を果たした。「紅衣衆」は元はジュリアIRが率いていた蛇姫の魔導師集団であり、幕府への抵抗を続けていく内に反異人の過激組織へとなっていった。
三六 冥 (メイ＝ミロク) (Mei Miroku)
- モチーフ：MEIKO

悔の妻。「赤い着物の女」。円尾坂の医者の娘で16歳で三六家に嫁ぎ、主に商品の納品を担当している。父親は蛇国人だが、母親はルシフェニアの出身で、エルフェゴート人の血筋も引いている。
禍世とは家同士は商売敵ではあったがその腕を見込んでおり、時折仕事を依頼するなど以前から交流を持ち、円尾坂の大火で酷い火傷を負った禍世の看護を行っていた。夫とは仲睦ましい夫婦であったが、夫が円尾坂の大火の犯人であることに薄々気付いていた。
夫と歩いているところを禍世に目撃された日の夜、家に帰る途中で禍世と久しぶりに再会した直後に彼女が隠し持っていた「二丁の鋏」で殺された。
三六 三九 (ミク＝ミロク) (Miku Miroku)
- モチーフ：初音ミク

悔と冥の長女。「緑の帯の女」。母方の血筋にエルフェゴート人が混ざっている為、緑色の髪を持つ。
禍世のことは母から聞いており、4年ぶりに再興された仕立屋を訪れた禍世に家財のことの説明をしていた。ヤレラ＝ザスコ商会の御曹司キジ＝ヤレラと付き合っており、互いに結婚を考えているが、異国人を嫌う父親から真っ向から反対されている。
キジの子どもを身籠っており、そのことで父親と大喧嘩して家に帰ることができず夜の街を彷徨っていたところを、禍世によってお腹の子どももろとも殺されてしまった。
三六 燐(リン＝ミロク) (Rin Miroku)
- モチーフ：鏡音リン

悔と冥の次女。「黄色いかんざしの少女」。母方の祖母がルシフェニア出身であったことから黄色い髪を持つ。
年齢の割にはやや大人びた少女であり、生まれた時から「誰か」を待ち続けている。姉とキジの交際についてもキジは父親が言うような悪い人ではないと思っている。母と姉の死後は父の故郷の北の天読（あまよみ）で静養していたが、丁度久しぶりに円尾坂に戻って父と一緒におゆかの店でかんざしを買ってもらっているところを、禍世に目撃されてしまう。
正体は「リリアンヌ＝ルシフェン＝ドートゥリシュ」の転生体であり、黒檀童子ことアレン＝アヴァドニアが捜していた本当の人物。天読の地で傲慢の器「ルシフェニアの四枚鏡」を手に入れたことで前世の記憶と自分が待ち続けている人物の正体を知り、そして自分が円尾坂で禍世に殺される未来を知る。アレンを待つためにも「ルシフェニアの四枚鏡」と契約し、海辺で待ち構えて禍世を返り討ちにしようとするも、傲慢の悪魔は力を殆ど失っていた為力を発揮できずに「鋏」で切り刻まれ、禍世を殺人鬼とののしりアレンへの謝罪を口にしながら事切れた。彼女の遺体は「ルシフェニアの四枚鏡」と共に放置された為、そのまま共に海に流されたとされ最後まで見つかることはなかった。

#### 黒檀童子一行黒檀童子（こくたんどうじ/クロダン ドウジ）(Kokutan-douji/Kurodan Douji)
- モチーフ：鏡音レン

桃弦郷（ももげんごう）という小さな村に住んでいた金髪碧眼の少年。黒檀の木から生まれ、黒翁（くろおきな）と金媼（きんおうな）という夫婦に引き取られて育つ。金髪碧眼という異人のような外見であることから、村の人間たちに疎まれており、唯一気味悪がることなく接してきたのは犬吉という同年代の友人だけであった。
成長するにつれて自分は何かやらなけれないけないことがあった筈だと思い悩むようになり、ある日海辺で出会った人魚に「本当の母親は鬼ヶ島で仕立屋をしている桃色の髪の女性」「本当の名前はれん」だと言われ、その本当の母に会うことが使命だと告げられ、犬吉と共に鬼ヶ島に向かう。それからすぐに目的地を同じくする猿帝都という刀鍛冶の女性に会い、三人の腕っぷしの良さで賊を返り討ちにしたり、悪代官を懲らしめたりして蛇国内で有名人になりながら鬼ヶ島に辿りついた。
そして鬼ヶ島で仕立屋を営む禍世に出会い、人魚から聞いた話をして禍世に息子の「煉」として受け入れられ、一緒に暮らすようになった。禍世のことは母なのか疑いつつも、彼女の辛い過去を知り支えになれればと大切に思っていたが、本当の禍世の息子「煉」は4年前に亡くなった時点でまだ赤ん坊であり、その時既に10歳程であった黒檀童子は禍世の息子「煉」の生まれ変わりですらないということ、そして宣教師として有名なエルルカに相談してみたところ人魚のお告げは全くの嘘だと言われ、徐々に違和感を覚えるようになる。家で禍世の帰りを待っていたところ、猿帝都からキジたちが人斬りの犯人が禍世だと疑っていることを教えられ、三人でキジたちの後を追った先に血濡れの禍世を発見。その後裁きの場で彼女が死刑判決を受け、彼女の真意をキジに聞かされ、辛いながらも大切な時間をくれた彼女の最後を見届けることを決意した。
正体はビヒモ神によって地上に転生した「イレギュラー」ことアレン＝アヴァドニア。本当の目的は転生したかつての姉リリアンヌこと三六燐に会うことであったが、二人を会わせない為に転生の際に人魚こと嫉妬の悪魔の術によって記憶を失い、更に嘘の目的を教えられていた（最もその転生したリリアンヌが禍世と同じ円尾坂にいたことは人魚にとっても想定外のことであった）。ビヒモが持っていた憤怒の器「グリムジエンド」によってアレンとしての記憶を取り戻すも、目的の燐は禍世に殺されていた為会うことは叶わず、そして「嫉妬の悪魔の娘」である禍世の処刑を決行するには自分が「グリムジエンド」で彼女の首をはねるしかないと告げられる。禍世を死ねないのに斬りつけられる痛みから解放するためにも自らの手で切り落とす決意を固め、最後に禍世の願いで彼女を「母さん」と呼び死刑を決行した。「グリムジエンド」は中身の悪魔がいなくなっていた為、悪魔に取り込まれることなく、また特殊な存在であるために怒りを持たずともアレンは効力を発揮できたが、禍世の首を刎ねた後その反動でどこかへ飛んで行ってしまった。
その後は異国へ旅立つと言って黒檀童子一行の解散を犬吉と猿帝都に宣言し、二人のそれぞれの行く先を聞いて見送った後、ビヒモや神楽と共に「heavenly yard」へと帰って行った。
犬吉 (いぬきち) (Inukichi)
桃弦郷に住む黒檀童子の幼馴染。村の中では育ての親を除いて唯一黒檀童子を差別せず、仲の良い友人となった。異国に興味を抱いており、鬼ヶ島で異国のことを学ぶために共に旅に出た。腕っぷしは良いが女の子好きで、鬼ヶ島ではブフ子に惚れて積極的にアプローチしていたが、進展はなかった。黒檀童子一行解散後は、また三人で再会することを約束して故郷へと帰って行った。
猿帝都（さるていと）(Saruteito)
- モチーフ：重音テト

桃弦郷の近くの集落で代々刀鍛冶を営む乱倶族の十六代目頭領の女性。代々の頭領しきたりに従い初代と同じ桃色の髪に染めており、また初代猿帝都を心から尊敬しているため同じように猿の仮面を被り、語尾に「ッス」をつけているが、なかなか定着していない。かつて初代猿帝都が作った「刀」を求めて奥戸家のもとを尋ねるために、鬼ヶ島に向かう黒檀童子と犬吉に同行していた。
結局「刀」は神楽が持ち出したことで行方不明になっており、目的こそ達せなかったが旅の中で様々なことを学べたと満足し、三人でまた再会することを約束して故郷へと帰って行った。

#### 異国人
エルルカ＝‘Ma’＝クロックワーカー (Elluka "Ma" Clockworker)
- モチーフ：巡音ルカ（ルカーナ＝オクト）

フリージス財団商会と共に円尾坂にやってきた、レヴィン教の宣教師の女性。「宣教師」はあくまで船に乗せてもらう為の肩書きとのこと。長い時間を生き続けており、フリージス財団とは懇意で、時折不老不死に繋がる手掛かりを伝え莫大な報酬を貰っている(最も本人は核心を言うつもりはないらしい)。最近は面白い話をメモをするようにして、今後は小説や脚本にしようと思っている。
自らの新しい身体となる存在を探しており、ルカーナ＝オクトとサテリアジス＝ヴェノマニアの子孫にして巨大な魔力の持ち主である禍世に目を付け、彼女の心に付け入る形で「転身の術」を使いお互いの身体を交換し、黒髪の和風美女の姿になる。その後1年間は「転身の術」による負担で力が一時期弱まってしまい、かなり危険な嫉妬の器「二丁の鋏」には手を出さず、殆どフリージス財団商館に籠っていた。力を取り戻した後は改めて嫉妬の器「二丁の鋏」を手に入れに禍世が死んだ後の仕立屋を訪れるも、中身が別人になっていたことに気付き驚愕する。そして「二丁の鋏」に宿る神楽から禍世の話を取材し、改めて人魚こと嫉妬の悪魔ラハブを追い詰め、神楽の身体ごと鋏の中に戻した。
同じ商館にいたビヒモとは互いの存在に気付いていたが、レヴィアとしての記憶からかお互いに無視を決め込んでいたらしい。その後は本国へ戻るフリージス財団商会と共に蛇国を後にした。
ペリエ＝キューティ＝マーロン (Perrié Cutie Marlon)
フリージス財団商会マイスティア支部アクナ地方担当官の女性。蛇国の言葉が上手く話せず、カタコトで話している。フリージス本家との血の繋がりが薄いため、マイスティア合衆国から見て辺境の地である蛇国を任されているが、商売の才能はエルルカも認めている程。幕府には開国を迫っているが、なかなか聞き入れて貰えていない。
フリージス財団は深い繋がりを持っていたマーロン王家が王位を追われ、マーロン国の植民地であったマイスティア合衆国が独立を果たした事で全盛期より力を失っており、彼女自身も円尾坂の大火で財産や使用人を失うが、幕府への借りを作る為に円尾坂の復興金を寄付した。本国で蛇国の着物が流行っているため、三六家の呉服屋とは懇意である。
フリージス財団が成立後から秘密裏に行っていた不老不死の研究の成果で、四十代近くで子どももいるにも関わらず、禍世が「お嬢さん」と勘違いする程の若さを保っている。食べれば不老不死になれる「人魚」の噂を聞き、商船で本格的に捕獲しようと躍起になっている。後に本部から帰国命令が出た為、蛇国を出る事を希望していた阿南と共にマイスティア合衆国に戻るが、一番の目的である開国は果たせなかった為、今度蛇国に戻る時は軍艦を引き連れて脅そうと決意しており、10年後に有言実行し開国を果たした。
既婚者で息子がおり、息子は現在法律について勉強しているとのこと。ガレリアン＝マーロンの先祖にあたる。
キジ＝ヤレラ (Kiji Yarera)
エルフェゴート国に本部を構える、現在エヴィリオスに事業を拡大しつつあるヤレラ＝ザスコ商会の会長の御曹司。エルフェゴート人。
いずれ後を継ぐ為の勉強として蛇国に3年前から派遣されてきた。事業の一環として対立関係にあるフリージス財団と同様に円尾坂の復興に奔走していた頃に、円尾坂に住む三六三九に出会い、同じ緑の髪から意気投合し付き合うようになるが、異人を嫌う彼女の父・悔からは交際を反対されていた。自らの地位を誇示することはなく一途な青年であり、三九の妹の燐からも好印象で、神楽も時折二人の恋路を微笑ましく見守っていた。
三九が妊娠した事をきっかけに、彼女との結婚を決意し実家への報告のため単身で1ヶ月ほど本国に戻っていたが、蛇国に戻る前に三九が殺されてしまい、彼女とお腹の子の復讐を誓う。独自の調査で犯人が禍世である可能性を突き止め、黒檀童子と対立しながらも禍世の後を追うが、悔を殺し血塗れで山から降りてきた禍世を見て犯人だと確信し刀で斬りつけようとするも、黒檀童子に止められた。
禍世の刑執行を前に三九の父親の悔が反異人「紅衣衆」の一員であったことを突き止めており、禍世の三六一家殺害の真相が悔への復讐であること、幕府と紅衣衆の全面戦争で円尾坂が戦火に巻き込まれてしまうことを防ぐために禍世が真相を隠したまま処刑されることを望んでいる事を、彼女と短い間ながら家族として過ごした黒檀童子に伝えた。帰国命令が出た為蛇国から出る事になるが、後継者としての勉学を終えた後に必ず三九の眠る円尾坂に戻ることを黒檀童子に宣言し、また会おうと握手を交わした。

#### その他
おゆか/ユカ＝ムスビ (Oyuka/Yuka Musubi)
円尾坂で簪屋を営む女性。首藤家とは先代の代からの顧客であり、禍世は店の鮪たこやきが大好物である。桃弦郷の出身で、異国人のような外見を持つ黒檀童子には冷淡であったが、嫁いで円尾坂に来てからは多くの異国人やその混血と触れ合ってきた為、後に円尾坂に来た黒檀童子に謝罪している。
禍世のことは娘のように思っており、家族を失い気がふれてしまった禍世の事を誰よりも気にかけていた。禍世が人斬りの犯人として処刑された後も、夫に内緒で晒し首の下に通っており、同郷である岡っ引きの栄吉になるべく丁重に葬って欲しいと頼んでいた。
初代猿帝都/シャルテット＝ラングレー (Saruteito/Chartette Langley)
- モチーフ：重音テト

桃弦郷の近くの集落で刀鍛冶を営む乱倶族（らんぐぞく）の初代頭領。かつて神聖レヴィアンタ国で起きた「新生四騎士事件」で慕っていたジェルメイヌ＝アヴァドニアをアビスIRによって失い、更に嫉妬の器「レヴィアンタの双剣」の持ち主となってしまった事から、アビスIRから大罪の器を守る為に追っ手から逃亡する。その後逃亡と観光を兼ねて蛇国を訪れた際に蛇国を気に入って永住を決意、父親の影響で兼ねてから興味を持っていた刀鍛冶を営むようになる。偏見の目が嫌で異人の顔を隠す為に猿のお面をするようになり、髪の色は桃色のままであった為にあまり意味はなかったが、そのおかげで猿フェチのイケメンと結婚し子宝にも恵まれた。
晩年に蛇国が戦国時代に突入した際、旧知であったエルルカ＝クロックワーカーやグーミリアと再会し、彼女らや流浪の剣士ガオウ＝オクトと共に現幕府側の勢力に付いた。ジェルメイヌの身体をアビスIRことジュリアIRから解放したいという思いから、ジュリアIRに単身で挑むが、年老いた身では到底叶わず、その身は焼き尽くされた。ジュリアと戦う直前に「二丁の鋏」に加工し封印を施した嫉妬の器を、エルルカたちにすら内密にしてガオウに託しており、以降嫉妬の器はガオウの子孫である奥戸家に守護されることになる。
初音蛇姫 (Jahime Hatsune)
540年頃の蛇国の戦国時代で、最も有力であった天読の大名である初音信長の娘。父の死後に天下統一の悲願を果たすべく勢力を拡大させるも、その強引なやり方から抵抗勢力が生まれていき、その中心であった閣都の大名の涜革家と天下分け目を争った。
異国から来た魔道師ジュリアIR（後のジュリア＝アベラール）を味方につけていたが、涜革家はそれに対抗してエルルカ＝クロックワーカーとその弟子グーミリア、異国の剣士ガオウ＝オクト、刀鍛冶のシャルテット＝ラングレー（猿帝都）を味方につけ、549年の「蛇ヶ原の戦い」で涜革家が勝利を収める。その後蛇姫は天読の地へ逃れ潜伏していたが、ジュリアIRに見限られ殺された。

## 悪徳のジャッジメント
「悪徳のジャッジメント」（あくとくの - ）は、音声合成ソフト・KAITO歌唱のVOCALOID楽曲。2010年12月22日、日本のボカロP・mothyによって発表された。
なお、同氏が発表した楽曲「箱庭の少女」は、本楽曲のアンサーソングとなる。
2011年6月にニコニコ動画に投稿された楽曲。七つの大罪の【強欲】のストーリーを描く。
悪ノPの一言
大罪シリーズの中で唯一、能動的に｢器｣を集めようとした人物がガレリアン=マーロンです。しかし、彼が｢物欲｣の悪魔に憑かれたこととは無関係でしょう。

### キャラクター
ガレリアン＝マーロン (Gallerian Marlon)
- モチーフ：KAITO
- 国籍：USE
- 人種：マーロン人

USE暗星庁長官。若年で才を発揮し、最年少にして裁判長に就いた男性。妻と1人の娘がいる。
マーロン王家の血筋を汲むカイル＝マーロンの子孫で、貴族ガンダルフ＝マーロンとエルルカとの間に生まれた青年。後世では「収集家 (コレクター)」とも呼ばれる。
法の番人としての自らの立場を利用して、不当な判決と引き換えの賄賂による蓄財や証拠品の私的接収など犯罪行為に手を染め、これら司法の私物化から暗星庁最大の汚点と語られる。それも全て娘を元に戻すための「大罪の器」の収集の一環である。
983年、トニー＝オースディン将軍の裁判について癒着が判明、「レヴィアンタ内乱」の原因を作る。暴動の中、激怒した民衆に自宅を放火され死亡した。死の前年に千年樹の森に「映画館」を建設しており、彼の莫大な遺産がそこに遺されているとの噂が流れる。
Ma（エムエー）/ 首藤禍世（カヨ＝スドウ）(Ma/Kayo Sudou)
- 年齢：NO DATA
- 国籍：NO DATA
- 人種：蛇国人
- 宗教：NO DATA

脚本家。蛇国のキモノを纏い、眼鏡をかけた黒髪の美女。960年、魔女の疑いをかけられ被告人として裁判に出廷した。かつて裁判で死刑となったエルルカと顔が似通っている。
ガレリアンの友人だが同時に不倫関係にもあり、妻の存在があるためガレリアンからは煙たがられている。
最初にガレリアン出会ったのは裁判所。魔術特例法違反などで裁判にかけられるが無罪となる。
真実の歴史として、ガレリアンの元へ「ユキナ＝フリージス」著『悪ノ娘』の直筆稿を持ち込み、これを元にした映画への出資と小説に登場した「大罪の器」収集を持ちかける。一度はすげなく断られたものの、”娘”を利用することで、ガレリアンに「大罪の器」を自主的に集めさせている。
ガレリアンの死後は彼の持つ「大罪の器」を相続し、死の間際にガレリアンが作った映画館に収集品たちを移した。器たちからは「時の魔道師」と呼ばれている。楽曲の声は巡音ルカが担当。
その正体は、レヴィア、イリーナ、イブの魂が融合した存在である。E.C.611年に起こった「メリゴド高地の決闘」時、三人の魔術がぶつかり合った際に三人の魂が融合した。
ミッシェル＝マーロン (Michelle Marlon)
- モチーフ：初音ミク

ガレリアンとヤレラ＝ザスコ財閥の令嬢・ミラ＝ヤレラとの間に生まれた娘。ガレリアンから溺愛され、純粋無垢に育っていった。しかし、乗っていた客船が沈没し死亡した。
ガレリアンはミッシェルの死亡後も、ミッシェルは生きていると信じていたがその正体は「Ma」がガレリアンの娘に仕立てた大罪の器「ぜんまい仕掛けの人形」。
奥戸我門 / ガモン＝オクト (Gamon Octo)
- モチーフ：神威がくぽ 曹長。ヴェノマニアの子孫。兄ニョゼが犯行で使用したという先祖伝来の刀の返却を求め、ガレリアンの自宅で本人に掛け合うも却下され引き下がる。

ガレリアンの死後、ヴェノム・ソードを取り戻し自らの呪いを解く為にひとり映画館を訪れる。そこで墓場の主とサーヴァンツに喰われそうになり、必死で逃げた先で今度は人形館長に捕まって裁判にかけられ死刑判決を受けた。しかし、雑用係が欲しいという待つ者の気まぐれから処刑を免れ、「呪われた庭師(gardener)」として映画館に住むようになった。
ブルーノ＝ゼロ/シグルズ (Bruno Zero/Sigurð)
マイスティア合衆国出身の男性。奴隷としてフリージス財閥に買われた後、フリージス総帥の三男でガレリアンの友人であるロキの執事となった。
ロキ＝フリージスの死後、ガレリアンの執事となる。
冥界の主 (Master of The Hellish Yard)
- モチーフ：GUMI

ガレリアンが死後に冥界で出会った、仮面をつけた謎の少女。
悪魔たちから「冥界の主」と呼ばれ、「Ma」からは最後の器に関わる者とされている。楽曲の声はGUMIが担当。

#### 映画館の住民 (Theater Residents)
人形館長／法廷の主 (Master of The Court)
- モチーフ：初音ミク

ガレリアンが”娘”として最も愛していた、怠惰の器「ぜんまい仕掛けの人形（クロックワーカーズ・ドール）」。
ガレリアンの家に火が放たれた際に酷い火傷を負い、映画館に移された後もその命が尽きかけようとしていたが、マーロン・スプーンによって救われ復活した。
父親の跡を勝手に継いで映画館の館長兼法廷の主となり、父の見真似で映画館を訪れた人間を裁判にかけ、死刑判決を下し続けている。その正体はイリーナ＝クロックワーカーこと、レヴィアンタ魔導王国の女王、アリス＝メリーゴーランド。
墓場の主 (Master of The Graveyard)
- モチーフ：MEIKO

悪食の器「グラス・オブ・コンチータ」に宿る悪魔。
同じくグラス・オブ・コンチータに宿るサーヴァンツを従える。映画館周縁の墓所の主であり、訪れた人間たちを喰っている。表向きは「Ma」に従ってはいるが、裏では悪巧みをしている腹黒。
従者 (サーバンツ)  (Servants)
- モチーフ：鏡音リン/レン

墓場の主と同じくグラス・オブ・コンチータに宿る存在。映画館を訪れた人間を捕える役割を持つ。墓場に侵入したガモンを捕らえようとしたが返り討ちにされる。
その正体は、悪食時代の「神の双子」であるアルテとポロ。
歯車 (Gear)
- モチーフ：KAITO

強欲の器「マーロン・スプーン」の化身。かつてはガレリアンと契約し、その力で大罪の器収集の助力をしていた。人形館長をイブだと思い込み、彼女とのユートピアを作るためにガレリアンと契約していたが、人形館長がイブではなかった事を知り、燃え盛る屋敷から彼女を見捨て映画館へと戻っていった。その後人形館長が自分の母アリス＝メリーゴーランドであるという事実を思い出した事で彼女を救った。
墓場の主からは「アダムの魂」と呼ばれている。時計塔の歯車となって人形館長を救った為、力を失い映画館への干渉が不可能となる。
その正体はアダム＝ムーンリット。
メリゴド高地での決闘の際、憤怒の器に憤怒の悪魔セト＝トワイライトと共に宿っていたが、決闘の衝撃により憤怒の器から吹き飛ばされ、以後は強欲の器に宿るようになる。
待つ者 (Waiter)
- モチーフ：鏡音リン 映画館の給仕人だが、我が儘で仕事はまったくしない。元はMaの従者だった自我を失った運び屋の少女「ポストマン」であり、本名はリリス＝バルドルド。アルテの肉体をもらった事で自我を取り戻した。裁判にかけられ死刑判決を受けたガモン＝オクトを、雑用係が欲しいという理由で映画館に置くように取り計らい、彼の呪いを解除した。世界の終末が近づく中、映画館に侵入してきたネメシスが、ネメシスの母であるMaに殺されそうになっているところを目撃し、結果的にヴェノム・ソードをMaの背中に向けて刺し、ネメシスを救うが、その結果新兵器『罰』が世界に放たれて世界は崩壊してしまった。

その正体は「悪ノ娘」ことリリアンヌ＝ルシフェン＝ドートゥリシュの生まれ変わり。
イレギュラー (Irregular)
- モチーフ：鏡音レン

人形館長の胎内にいる謎の少年。赤い鎖と青い鎖で縛られている。
世界の終末直前に人形館長が産み落としたが、世界は崩壊してしまった。
「master of the Heavenly yard」でも登場し、アダムの魂と融合してイレギュラーな「アダム」となった。

## ネメシスの銃口
「ネメシスの銃口」（ - のじゅうこう）は、音声合成ソフト・GUMI歌唱のVOCALOID楽曲。2013年8月8日、日本のボカロP・mothyによって発表された。
なお、同氏が発表した楽曲「最後のリボルバー」は、本楽曲のアンサーソングとなる。
七つの大罪の【憤怒】のストーリーを描く。

### キャラクター
ネメシス＝スドウ / 冥界の主 (Nemesis Sudou)（Master of the Hellish Yard)
- モチーフ:GUMI

USE暗星庁特務部隊『PN（ペールノエル）』の構成員であり、『PN』の構成員としてのコードネームは「eight」。父親はガレリアン＝マーロン、母親はカヨ＝スドウの身体を借りたMa。
この時代における憤怒の器・黄金の鍵の所有者。所持しているリボルバー銃は元々は恩師の宝物である。
とある森の廃屋で生まれ、幼少時は父親の顔を知らずに育った。少女時代にはエルフェゴートの不良少年グループ『ゼウス』に所属しており荒れた日々を送っていた。過去にこの時代のペールノエルのリーダー・ガレリアン＝マーロンの命令で恋人をリボルバー銃で殺害した。その直後に自分も撃ったが、憤怒の悪魔と契約していた為に死ぬことができなかった。その後は恋人の弟ガモンに説得されガレリアンへの復讐の為に生きてきた。屋敷に火を放った後「冥界の主」としてガレリアンに対し被告人からもらった賄賂をもらった相手に返すよう要求するが、彼はそれを拒否した為、父親をリボルバーで打ち殺した。
ガレリアンを殺害した罪で投獄されるも、恩赦で解放され民からは悪徳裁判長を殺した「英雄」として祀られ、反USE組織タサン党の副党首に就く。その後はレヴィアンタの内乱で機能を停止したUSEの中で頭角を現してエルフェゴートの政権を奪取、晩年は「独裁者」となる。この間、リボルバー銃でさらに4名殺害している。
エルフェゴートの独裁者となった彼女がルシフェニアに進軍したことをきっかけに世界中を巻き込んだ戦争となり、戦争の末期に彼女が使用した新兵器『罰』によって世界（「サードピリオド」）を滅ぼすことになる。彼女自身にはその自覚は無くあくまで、『エヴィリオス』という名の『地獄』を滅ぼしたという認識である。
その正体はMaが「純粋な存在」になるべくMaから分離され、彼女の子供として転生したレヴィア＝バリーゾール。『罰』により世界を滅ぼし、自分自身さえも巻き込んだが悪魔との契約により死ぬ事はできなかった。しかし魂と肉体は分離してしまい、肉体は『罰』の元となった人工生命体『少年』を求め『grave yard』を彷徨うだけとなり、魂であるレヴィアは過去の記憶の中に閉じこもってしまっていたところをアレンとミカエラ、グーミリアの介入により全ての記憶を思い出し肉体を取り戻す。
その後はアレン達と共に『罰』による破壊を受けなかった『EVILS THEATER』へと向かう。
楽曲「最後のリボルバー」では、恋人との幸せな時間を思い出しつつも最愛の人を打ち殺した彼女の姿が描かれている。「ネメシスの銃口」のPVではジズ・ティアマを飼っていた描写がある。
ガレリアン＝マーロン (Gallerian Marlon)
- モチーフ:KAITO

「悪徳のジャッジメント」に登場するUSE暗星庁の裁判官で、ネメシスの父親。実はUSE暗星庁特務部隊『PN（Police Neutrality/ペールノエル）』首領でもあり、「最後のリボルバー」では実弾入りのリボルバーをネメシスに与え、彼女の恋人を殺すように命じた張本人。
ネメシスから被告人からもらった賄賂をもらった相手に返すよう要求されるが、彼女の要求を拒んだ。怠惰の器「クロックワーカーズ・ドール」を死んだ愛娘ミッシェルと思い込んでおり、最期までネメシスを娘として見ることはなかった。しかし、最後に彼女に向かって、「ありがとう」と言い残している。
ミッシェル＝マーロン (Michelle Marlon)
- モチーフ:初音ミク

ガレリアン＝マーロンと彼の正妻ミラ＝ヤレラの娘。ネメシスの異母姉であるが、彼女は「義姉さん」と呼んでいる。原罪者や「クロックワーカーズ・ドール」と同じ容姿を持つ。母親と共に旅行に行っていたが、帰りの船でネメシスの操る巨大なジズ・ティアマの襲撃に遭い、暗い海の底に沈んでいった。
ガレリアンはそれ以降、Maによって怠惰の器「クロックワーカーズ・ドール」を生き返ったミッシェルと思い込んでいる。
ニョゼ＝オクト / シャクソン (Nyoze Octo / Shakuson)
- モチーフ:神威がくぽ

レヴィアンタ軍の少尉で、ネメシスが春の桜の木の下で出会った男性。ネメシス曰く「正義側の人」であり、相容れない存在であると理解しつつも好意を抱き、2人は交流を深めやがて恋人同士になる。
ガレリアンによって無実の罪で投獄され、脱獄し恋人のネメシスのもとに身を寄せていたが、ガレリアンの指令を受けたネメシスによって冬にリボルバーで打ち殺された。銃口を向けられつつも最後までネメシスに優しい顔をしていたという。
ガモン＝オクト (Gamon Octo)
- モチーフ:神威がくぽ

元レヴィアンタ軍の軍曹で、ニョゼ＝オクトの弟。兄の死後に反政府組織を結成し、憎きながらも兄を殺したネメシスを説得してガレリアンへの復讐を誓う。そして恩赦で釈放されたネメシスを自らが党首を務めるタサン党の副党首に迎えた。その後千年樹の森に向かったきり失踪した為、ネメシスがタサン党の党首になっている。
最後にはネメシスの放った「罰」の巻き添えになった。
Ma / 首藤禍世（カヨ＝スドウ）(Ma/Kayo Sudou)
- モチーフ:？

ガレリアンの不倫相手で、ネメシスの母親。
彼女はこの世界の崩壊を予測しており、生き延びるためガレリアンに大罪の器を集めさせ、「純粋」な存在になろうとした。
「純粋なる存在」になるには「純粋なる悪意」であるレヴィアとイリーナが邪魔だったため、２人を排除し空いた穴を他の悪魔を補充するという乱暴な答えを導き出した。
しかし終末直前に自らの出生を知り絶望したネメシスに銃殺される。
ジズさん (とてもすごいタコ) (Ziz-san/Very Amazing Octopus)
ネメシスのペットであるジズ・ティアマ。ミッシェルとその母を殺すようにネメシスから言われていた。
その正体は冥界の主の命令で寄こされた憤怒の悪魔、「セト＝トワイライト」。
レヴィア＝バリーゾール (Levia Barisol)
- モチーフ: なし

他者の精神と同調することで、その人生の一部を追体験できる「転身」と呼ばれる能力を使える精神科医の女性。ポストマンの依頼で、ネメシスの半生を追体験することになる。
記憶がセカンドピリオドの頃にまで戻っていた為、ネメシスの生涯を見てもそれらを全て妄想と判断したが『BLACK BOX』の『イレギュラーシステム』により自分自身の人生を追体験した事で、サードピリオド創世の記憶や『エルルカ＝クロックワーカー』として過ごした記憶、ネメシスとして転生に至るまでの全てを思い出した。
なお、彼女の発言から神や精霊、大罪の悪魔の正体はオーバーテクノロジーが栄えたセカンドピリオドの人間であった事が判明した。
ポストマン (Postman)
- モチーフ: 鏡音リン/鏡音レン

帽子を目深にかぶった謎の人物。ネメシスの半生について知りたがっている。
正体は本物のポストマンに扮したアレン＝アヴァドニア。魂を失ったネメシスの肉体による『世界の無限破壊』を止めるために、『イレギュラーシステム』を発動させネメシスの魂であるレヴィアの記憶を取り戻させた。
本物のポストマンは鏡音リンがモチーフである事が判明し、master of the heavenly yardで本物のポストマンがリリアンヌであることが判明した。

## master of the heavenly yard
「master of the heavenly yard」（マスター オブ ザ ヘヴンリィ ヤード）は、音声合成ソフト・鏡音リン・レン歌唱のVOCALOID楽曲。2017年8月11日、日本のボカロP・mothyによって発表された。
2017年8月のコミックマーケット92で頒布された楽曲。これが9年間にわたるシリーズ最終作となる。鏡音リン・レンのほか、初音ミク・巡音ルカ・MEIKOも歌唱しており、全12章・15分に及ぶ大作となっている。

### キャラクター
「master of the heavenly yard」では、『悪ノ娘』を始めとする過去の悪ノ大罪シリーズに登場した大罪契約者やその背後にいたキャラクターなどが全て登場し、様々な思惑の元行動する。
ここではその一部を紹介する。
アレン＝アヴァドニア (Allen Avadonia)
- モチーフ:鏡音レン

かつての「悪ノ召使」であり、シックル曰くサードピリオドにおける「イレギュラー」たる存在。
ネメシスと共に地上に残る『鍵』を解き明かすため「EVILS THEATER」に向かい、そこでガモンが「BLACK BOX」によって大罪狩りを行なおうとしている事を知る。標的になっている大罪契約者が多数いる事からネメシスと共にルシフェニアへと向かう。
タサン・エルフェゴートの兵隊と交戦しているルシフェニア軍にガスト＝ヴェノムの傭兵団を引き連れて加勢し、戦いが終わった後リリアンヌの手がかりを求めてネメシスと共にベルゼニアのバニカの元へと行く。そこでバニカ一行を味方に加え再び「EVILS THEATER」へと向かい、そこでリリアンヌと再会するも、リリアンヌは既にMaに憑依されていた。
世界か姉かの選択を迫られるも、自らの人生を思い返し、リリアンヌと世界どちらも救う事を決意。憤怒の器''グリム・ジ・エンド''を使いリリアンヌとMaの分離に成功する。
その後､「heavenly yard」でシックルやビヒモからサードピリオドを含む世界の真実を知る。最後にリリアンヌと共に２人で「Re_Birthday」を発動させ、新たな世界「フォースピリオド」を創造した。
フォースピリオド以外の並行世界においては「アレン＝アヴァドニア」は悪者のようである。（「拷問塔は眠らない。」、「アンロックシティ」）
ネメシス＝スドウ (Nemesis Sudou)
- モチーフ:GUMI

「憤怒の器」の契約者であり、世界を兵器「罰」によって滅ぼした張本人。その正体は四大神の一柱であるレヴィアの転生者。
アレンと共に行動しているが、世界の再生を強く望んでるわけではない。その目的はあくまでアレンがどんな選択をするか見届けることである。その為、もしもアレンが間違った選択をしたら、もう一度世界を滅ぼそうと考えている。
ルシフェニアでは敵味方問わず吸収した「BLACKBOX」を金色の銃弾を撃ち込んで破壊し、捕らわれた魂たちを解放した。
その後、「EVILS THEATER」にてMaと戦うアレンに協力。Maに吸収されそうになるが、転身の術を用いて、自らの精神をクロックワーカーズ・ドールに移す事でこれを回避した。
全ての決着が着き、アレンとリリアンヌによってフォースピリオドが創造された後は真の姿であるレヴィアに戻り、シックルや弟のビヒモ、エルド達と共にSNSチャットグループ「エヴィリオス」でフォースピリオドについて語っていた。評価はおおむね好評の様子。
眠らせ姫 (Sleep Princess)
- モチーフ:初音ミク

タサン・エルフェゴートに協力し、眠りの猛毒「gift」を用いてルシフェニア王宮の魂を眠りに陥らせた。
その正体はイブと契約したガレリアンの娘ミッシェル＝マーロン。世界崩壊の際ガレリアンと再会した後、怠惰の大罪契約者となり（その際に衣装がマルガリータと同一のものになっている。）行動していた。イブとの契約により雷の魔術や催眠術、「gift」などを行使できるが力を多用すると自我がイブに侵食される模様。
冥界でガレリアンに召喚され、グーミリア達と交戦するが催眠術がヴェノマニアに相殺された事で形勢が不利になりガレリアンと逃走する。その後はリリアンヌに憑依したMaに取り込まれたがアレンにより解放された。
同人小説「アウトロー&リッチゲート」では、リリアンヌとアレンの「Re_Birthday」発動後、何らかの経緯でアルスから依頼を受けたガレリアンと共にタサン・エルフェゴートの兵士をまとめる為、サードピリオドに残留する。
ミカエラ / マイケル=アークロウ (Michaela/ Michael Arklow)
- モチーフ:初音ミク

かつてのエルルカの弟子であり、千年樹の森の精霊。
ネメシスと別れた後にリリアンヌと再会し、彼女に眠らせ姫への対抗手段としてクロックワーカーズ・ドールを授ける。この際に自分はもうリリアンヌを恨んでいない事、苗木だった頃に育ててもらった事に感謝している事を伝えた。その後異変が起きた事を知り、映画館へと移動する。Maとの決戦時には「ぜんまい仕掛けの子守唄」を世界中の魂達と共に歌い、Maの動きを封じた。リッチ＝アークロウは実の兄である事や、本名がマイケルという事が後に判明した。
また、グーミリアがセカンドピリオド時代の婚約者だったということも判明した。
リリアンヌ＝ルシフェン＝ドートゥリシュ (Riliane Lucifen d'Autriche)
- モチーフ:鏡音リン

「傲慢の器」の契約者にして後の世に「悪ノ娘」と呼ばれた王女。
ルシフェニア王宮で両親と再開した後、王宮の魂たちとパーティーを行っていたところ、「眠らせ姫」のgiftによって魂たちが眠らせられ、困惑していたところ、「大罪狩り」を目的とするタサン・エルフェゴート軍によって捕まりそうになるが、間一髪でクラリスによって救出され、その後は大地神ミカエラの元へ行った。
大罪の悪魔達と協力して眠らせ姫を止めることを決意し、冥界でグーミリアや、ヴェノマニア公、カヨ＝スドウと出会い、冥界でプリム＝マーロンと「眠らせ姫」ミッシェルとガレリアンと交戦するが、冥界から吹き飛ばされ、「EVILS THEATER」へ向かった。
そこでガレリアンやガモン＝オクトと再会し、対峙するが、Maによってカヨやヴェノマニア公と共に吸収される。その直前にアレンにガラスの小瓶で『必ず助けなさい！』と指示し、最終的にMaが滅ぶ直前に分離した。
そしてビヒモによって方舟「クライムワン」に案内され、アレンと再会し、黄金の鍵を「BLACKBOX」に差し込み、「Re_Birthday」を発動して新世界であるフォースピリオドを創造した。
バニカ＝コンチータ (Banica Conchita)
- モチーフ:MEIKO

325年以降の悪食の悪魔であり、終末直前に映画館に現れる悪食の器の化身でもあり､「墓場の主」でもあった存在｡
旧ベルゼニアにある幻想のコンチータ館にてネメシスとアレンと接触。ネメシスと共にタサン党や「EVILS THEATER」について話し、リッチやイーター、アルテとポロと共に「EVILS THEATER」へ向かい、アレンとネメシスがガレリアンの元へ行く時に、廊下でガモンと対峙足止めした。
後にリリアンヌやカヨ、ヴェノマニア公ら他の大罪契約者達と共にMaに吸収されるが、最終的に分離した。
アレンとリリアンヌによるフォースピリオドの創造後もサードピリオドに残留し、(アレンとリリアンヌが創生した)新しい世界はこれまでの世界と似たものになるであろう、ならば我々は違う世界へ旅立とう。」と言って、セトがバニカに渡した「NEO BLACKBOX」を映画館に運び込み、映画館を新たな箱舟にし、さらなる悪食を求めてリッチやイーター、アルテとポロなどの従者達、そしてお腹の中にいる『彼』と共にフォースピリオドでは無い並行世界へ旅立った。
並行世界に到着したあとは、さらなる悪食の追求や、現地の巨大生命体について研究している様子。
『アウトロー&リッチゲート』では、はぐれてしまったリッチを迎える為に仲間たちと共に一度サードピリオドへ帰還している。
サーバンツ (Servants)
- モチーフ:鏡音リン/レン　

大罪の器を生み出した神の双子にして、墓場の主ことバニカの従者。
主であるバニカと共に幻想のコンチータ館にいた所をネメシスやアレンと接触。
その後はリッチ、バニカ、イーターと共に映画館へ移動し、タサン党の兵士を捕縛し、拷問を加えて映画館の情報を聞き出した。
Maとの対決の際はリッチと共に「ぜんまい仕掛けの子守唄」を歌った。
全てが終わり、アレンとリリアンヌによるフォースピリオド創造後は、主バニカやリッチ、イーターと共に並行世界へ旅立った。
その正体は神の双子ヘンゼルとグレーテル。（性格はヘンゼルとグレーテルの最初の転生体であったアルテとポロに似ている。）
同人小説「アウトロー&リッチゲート」では、並行世界へ旅立つ前に映画館の掃除をしていた際に、実の父の記憶を有してないアルテは、父親が綺麗好きでないことを知る。
そこでアルテは自分の記憶を取り戻すカギになるかもしれないレコードを見つけ、音楽をかけるが、「結果的に別に取り戻したところで何かが変わるわけでもない、時間は無限なようで無限ではない。肉体も動揺に魂も腐ってしまう。だからこそ旅に出るのだ」と結論付け、バニカが呼ぶ声を皮切りにジュークボックスの電源を切った。
レコードを聞いている途中、「第2の父」であるアダムに聞いたアカシックレコードについても考えていたが、上記のことを思って深堀はしなかった。アダムのことをそう思えるまでには丸くなっていた様子。
サテリアジス＝ヴェノマニア (Sateriasis Venomania)
- モチーフ:神威がくぽ

「色欲の器」の契約者であるアスモディンの貴族。
世界の崩壊によってヴェノマニア公の魂は冥界から抜け出し、旧アスモディンの幻想のヴェノマニア館で再びハーレムを作っていた。冥界の主であるグーミリアによって冥界へ戻され、リリアンヌとカヨと出会う。
「困っている女性は放っておけない」として2人の旅路に同行し、冥界で眠らせ姫ことミッシェルと交戦して色欲の悪魔の術である洗脳を使ってミッシェルを撃退するも、その衝撃で冥界から吹き飛ばされる。
その後は「EVILS THEATER」でリリアンヌ、カヨと共にガレリアンやガモンと対峙する。後にリリアンヌやカヨら他の大罪契約者達と共にMaに吸収されるが、最終的に分離した。リリアンヌとアレンによる「Re_Birthday」発動後、フォースピリオドへ旅立った。
カヨ＝スドウ(Kayo Sudou）
- モチーフ:巡音ルカ

「嫉妬の器」の契約者である円尾坂の仕立屋。
世界の崩壊によってカヨの魂は冥界から抜け出し、旧蛇国にある幻想の円尾坂で夫を待ちながら仕立てを行っていたが、グーミリアによって冥界へ連れ戻される。
そしてリリアンヌやヴェノマニア公と出会い、リリアンヌに「三六燐」を殺害したことを謝罪。
ガレリアンとミッシェルの逃亡後、冥界から吹き飛ばされ、ヴェノマニア公とリリアンヌと共に「EVILS THEATER」へ向かった。
映画館ではリリアンヌ、ヴェノマニア公と共にガモンやガレリアンと対峙する。後にリリアンヌ、ヴェノマニアら他の大罪契約者達と共にMaに吸収されるが、最終的に分離した。そしてリリアンヌとアレンの「Re_Birthday」発動後、フォースピリオドへ旅立った。
ガレリアン＝マーロン (Gallerian Marlon)
- モチーフ:KAITO

「強欲の器」の契約者である裁判官。
娘のミッシェルやガモン＝オクトと再会し、ガモンと共に「法廷の主」の終末による世界再建を目指し、人形館長であるイリーナが産んだイレギュラーの双子であるアダムとイブを使った計画を始動する。
幻想のレヴィアンタの裁判所で、裁判を行っていた。冥界の主であるグーミリアによって一度冥界に呼び戻されるが、ミッシェルと共に同じく呼び戻されたリリアンヌ、カヨ＝スドウ、ヴェノマニア公の3人と対峙する。しかし、戦況が悪くなり、ミッシェルに雷の術で冥界の結界を壊させ、「EVILS THEATER」に逃亡した。
「EVILS THEATER」で再びリリアンヌ達と対峙する。バニカによって妨害されMaに吸収されるものの、最終的に分離した。
同人小説「アウトロー&リッチゲート」では、リリアンヌとアレンの「Re_Birthday」発動後、何らかの経緯でアルスから依頼を受け、ミッシェルと共にタサン・エルフェゴートの兵士をまとめる為、サードピリオドに残留する。
ガモン＝オクト (Gamon Octo)
- モチーフ:神威がくぽ

映画館の庭師。
ガレリアンと共に「法廷の主」の終末による世界再建を目指し、人形館長であるイリーナが産んだイレギュラーの双子であるアダムとイブを使った計画を始動する。
そのためにかつて自身が党首を務めていたタサン党を集め、「世界を救うためには成さねばならぬ事がある」としてリリアンヌを始めとする「大罪狩り」を命じる。
映画館でリリアンヌ達と対峙した際、突如として浮上したMaによって取り込まれ、消滅の寸前にアレンに対し「世界を救いたくば、魔女と同化した悪ノ娘を殺せ！」と言い残して消滅した。
その後、ガモンの魂はアダムとイブによる早すぎた「Re_Birthday」によるサードピリオドの無限ループを行う世界へ巻き戻り、原罪物語の時代において「ガモン＝ループ＝オクトパス」となった。
アルス＝ルシフェン＝ドートゥリシュ (Arth Lucifen d'Autriche)
- モチーフ:鏡音レン

かつてのルシフェニア国王であり、アレンとリリアンヌの父親。
世界の崩壊によってアルスの魂は天界「heavenly yard」から地上に帰還し、幻想のルシフェニア王宮にて娘リリアンヌと共にパーティーを行っていた。
リリアンヌを狙った「眠らせ姫」のgiftによって眠らせられる。目を覚ました後、リリアンヌを狙うタサン・エルフェゴート軍を足止めする為に、かつての三英雄レオンハルト、マリアム、赤鎧の女剣士ジェルメイヌらと共に戦うことを決意し、自軍の指揮を取った。
その最中、「BLACKBOX」によって魂が吸収されることを危惧し、一時ルシフェニア王宮に避難するが、打開策が見つからない絶望的な状況に悩まされる。そこに突如、アレンらと別行動したネメシスが現れる。アルスは生前、馬車の事故から不完全な肉体で蘇生した経験を持ち、魂を気配から判別する能力を得ていたため、容姿が変わっていても彼女の正体が三英雄エルルカ＝クロックワーカーであることにいち早く気が付き、冷静な態度でネメシスに後を託し、彼女の活躍により事なきを得た。
自軍の魂たちが回復した後、再び軍を率いて「EVILS THEATER」に向かい、Maと対峙するアレンを支援するため、今度は映画館への攻撃を指揮した。そしてアレンとネメシスがリリアンヌを取り込んだMaと戦っている際には、「ぜんまい仕掛けの子守唄」を歌って支援した。
アレンとリリアンヌのフォースピリオド創造後は生前に「後悔しているならば、『死者の国』を治めればよろしいでしょう」とリッチに言われたことを思い返し、残ると決めた魂たちを導く為、サードピリオドに残留することに決意を固める。
自分と同じくサードピリオドに残った人々を支援する傍ら、残された2つの問題への解決に向けてガレリアンとその娘ミッシェルにタサン・エルフェゴート軍の件を任せ、バニカから屍兵「アウトロー」には人であった者の魂が宿っているという事実を聞き出す。そして生前の事故から一命を取り留める原因となったリッチと約500年ぶりにルシフェニア王宮で接触し、アウトローとなった魂たちの解放に協力を要請した。
ジェルメイヌ＝アヴァドニア (Germaine Avadonia)
- モチーフ:MEIKO

悪ノ娘の時代における「赤き鎧の女剣士」。
世界の崩壊によってジェルメイヌの魂は地上に帰還し、幻想のルシフェニア王宮にて開催されていたパーティーに参加していたところをgiftによって眠らせられる。その後は起き上がり、アルスや養父レオンハルト、義弟アレンと共にタサン・エルフェゴート軍への戦いを指揮した。「BLACKBOX」によって吸収されそうになるがネメシスの一撃によって事なきを得る。味方の魂たちが回復した後は、アルス達と共に「EVILS THEATER」に向かった。
アレンとネメシスがリリアンヌの体を取り込んだMaと戦っている時、アレンを助けるために「ぜんまい仕掛けの子守唄」 を歌ってMaの動きを止めた。Maの敗北によってアレンが地面に落下したとき、ジェルメイヌは悪魔に変身したカイルに乗ってアレンを救出した。アレンとリリアンヌの「Re_Birthday」発動後、フォースピリオドへ旅立った。
イブ / イブ＝ズヴェズダ (Eve/Eve Zvezda)
- モチーフ:初音ミク

エヴィリオスの原罪者にして怠惰の悪魔。
人形館長ことイリーナに宿っていた双子のイレギュラーと、Maから解放されたイブの魂が融合し神の双子として生まれた存在で、髪の色はオリジナルのイブとは違い金髪。
人形館長が宿していた双子のイレギュラーはイブとアダムの魂と融合したことで自我を獲得し、旧エルフェゴートでイブはミッシェル＝マーロンと契約を結んで、ミッシェルに「怠惰の悪魔」の力を授けた。
その後、「EVILS THEATER」にてリリアンヌやヴェノマニア、カヨとミッシェルやガレリアンらと共に対峙した。
Maがリリアンヌ達を取り込んで映画館の外にいる人々を攻撃した時、イブは攻撃を無効化し、大罪契約者を吸収したMaを裏切る。その間際、アダムと共に早すぎた「Re_Birthday」を発動させた。その影響により映画館の崩壊と同時に気絶し、アダムとガモンと共に「BLACKBOX」に吸い込まれ、神のいなくなったサードピリオドの無限ループを行う世界へと巻き戻り、原罪物語の時代で再び「イブ＝ズヴェズダ」となった。
アダム / アダム＝ムーンリット (Adam/Adam Moonlit)
- モチーフ:KAITO

レヴィアンタ魔導王国の科学者であり、原罪者イブの夫。
人形館長ことイリーナに宿っていた双子のイレギュラーと、映画館の歯車となったアダムの魂が融合し神の双子として生まれた存在で、髪の色はオリジナルのアダムとは違い金髪。
旧エルフェゴートで自分の力を使って「EVILS THEATER」をそれを浮遊させた。その後、「EVILS THEATER」にてリリアンヌやヴェノマニア、カヨとミッシェルやガレリアンらと共に対峙した。
Maがアレン達を攻撃している間、アダムは母アリス＝メリーゴーランドの声を聞き、それに流されるまま早すぎた「Re_Birthday」をイブと共に発動させる。その影響により映画館の崩壊と同時に気絶し、イブとガモンと共に「BLACKBOX」に吸い込まれ、神のいなくなったサードピリオドの無限ループを行う世界へと巻き戻り、原罪物語の時代で再び「アダム＝ムーンリット」となった。
Ma
- モチーフ:なし

映画館の住人であり、脚本家にして時の魔導師。
その正体はイリーナでも、イブでも、レヴィアでもない人格で、確固たる魂を持たずに生まれた「自分自身」の存在を証明するために行動する。
終末直前、イリーナとレヴィアの魂を排出し、イブの魂も失い、ネメシスによって殺害されたMaだったが、イリーナ＝人形館長によって怨念として蘇り、リリアンヌの中に潜んでいた｡
7つの悪魔を取り込んだ魔女と呼ばれ､「自分自身」を証明するために、リリアンヌ達がガレリアン達と対峙した時、リリアンヌの中から浮上し、彼女の精神を乗っ取った。
浮上した後は､「真の純粋なる存在」になろうとリリアンヌを初めとするその場にいた「悪魔と最も相性がよかった」大罪契約者達6人を全員取り込み、映画館の外にいるアルスらを雷の魔術で攻撃し、さらに残るネメシスも吸収しようとするものの、ネメシスは直前にクロックワーカーズ・ドールに精神を移したことでこれを回避｡
さらに､アレンが使う憤怒の器“グリムジエンド”によって､リリアンヌから分離されてしまう｡
最終的にミカエラを中心とするサードピリオドの人々の歌う「ぜんまい仕掛けの子守唄」を受けて行動を止められ、最期はアレンによって倒された。
エヴィリオスシリーズ後半部の黒幕であり､
ガレリアンやネメシスが狂った原因でもあり､世界が滅亡した間接的な原因でもある。
グーミリア / 冥界の主 (Gumillia/master of the hellish yard)
- モチーフ:GUMI

かつてのエルルカの弟子である精霊にして、冥界(Helish yard)の主。
世界の崩壊後に創造神シックルとミカエラと再会し、世界からセカンドピリオドの影響を排除することを決定し、シックルから大罪契約者を冥界に連れ戻すという使命を課される。
冥界に留めていたヴェノマニア公を始めとする大罪契約者らを取り逃したグーミリアは大罪契約者らを全員再び冥界に連れ戻したが、ガレリアンやミッシェル、リリアンヌらの戦いが勃発し、グーミリアはリリアンヌ側に付いてミッシェルとガレリアンと交戦。
交戦後にリリアンヌらが冥界より吹き飛ばされた後は、冥界「hellish yard」と地上の境界線を修復し、自身も冥界から地上に出発し、リリアンヌとアレンが西の空で再会したことで生じた暗い雲に気づき、それを止めるために「EVILS THEATER」へ向かった。
アレンとネメシスがMaと対峙した際、グーミリアはとても凄いネギを使ってアレンと通信して支援し、映画館の下での戦いに参加した。
アレンによってMaが倒され、アレンとリリアンヌによるフォースピリオド創造後は、自身と融合していた仮面のセトと分離し、サードピリオドに残留している様子。
実はセカンドピリオドでミカエラ（マイケル）と婚約を交わしていたことが判明した。
クラリス (Clarith)
- モチーフ:弱音ハク

悪ノ娘の時代における「白ノ娘」。
世界の崩壊によって「heavenly yard」からクラリスの魂は地上に戻り、旧千年樹の森ミカエラと再会した。そこでアレンについて知る。
ミカエラと共に旧マーロンに移動し、大罪の悪魔達とエヴィリオスで「gift」を使って暴走する眠らせ姫（ミッシェル）に対抗するため、ミカエラはクラリスに神の力を使って「gift」の効力を一時的に効かないようにし、クラリスはリリアンヌの愛馬ジョセフィーヌに乗って幻想のルシフェニア王宮へ向かった。
リリアンヌを救出した後は、リリアンヌになぜパーティーに来なかったかと言われ、「騒がしいのが苦手だったから」と説明した。
マーロンのミカエラの元に行く途中、傲慢の悪魔マリーと出会い、大罪狩りの対象となっているのはリリアンヌを始めとする「歴史上大罪の悪魔と最も相性が良い者」だと教えられる。マリーは他の悪魔の力も必要だと説明し、クラリスはマリーを連れて旧マーロンに向かい、リリアンヌがグーミリアと共に冥界に行くのを見送った。
そしてMaによって引き起こされた異変に勘づいたミカエラは、映画館に移動すると決め、クラリスは悪魔と共に千年樹の森に留まった。その後はMaを止めるため、「ぜんまい仕掛けの子守唄」をサードピリオドの人々と共に歌うことでMaの動きを止めた。
アレンとリリアンヌによるフォースピリオド創造後は、フォースピリオドへ旅立ったと思われる。
カイル＝マーロン (Kyle Marlon)
- モチーフ:KAITO

悪ノ娘の時代におけるマーロン国の王。
世界の崩壊後、魂だけの存在となったカイルは、リリアンヌが主催するパーティーに参加し、その際にリリアンヌに自身が大罪契約者となったことを明かした。その後、眠らせ姫の「gift」によって眠りにつく。
目を覚ましたあとは王宮の鏡の間でアルスやジェルメイヌ、キール＝フリージス、ユキナなどの人物らと集まり、ルシフェニア王宮を包囲するタサン・エルフェゴート軍について話し、タサン党を足止めするため戦うことを決めた。
戦いではマーロン軍を率いて戦い、「BLACKBOX」がルシフェニア上空に現れたのに気付いたカイルは悪魔の姿を再現して攻撃するも、「BLACKBOX」が作動した瞬間に吸収されてしまい、精神を消耗するが、ネメシスのリボルバーの一撃によって「BLACKBOX」は壊れ、消滅を免れて解放された。
アレンとネメシスがリリアンヌに憑依したMaと対峙した時、彼らを助けるために「ぜんまい仕掛けの子守唄」をサードピリオドの人々と歌い、Maの動きを止めた。
Maの敗北によって映画館が倒壊し、アレンが地面に落下したとき、悪魔化してジェルメイヌを背負って飛び、アレンを救出した。
アレンとリリアンヌによる「Re_Birthday」発動後、フォースピリオドに旅立った。
リッチ＝アークロウ (Lich Arklow)
- モチーフ:なし

「墓場の主」ことバニカの従者。
映画館の外に広がる墓場に侵入してきた人々をイーターやアルテ、ポロと共に捕まえて処刑していた。
世界の崩壊後はバニカの元にいた。ネメシスとアレンがバニカに接触し、映画館へ行くと、リッチもバニカと共に映画館へ移動している。
アレンがMaと対峙した際は、Maの動きを止めるべく、大地神ミカエラを始めとするサードピリオド中の人々が歌う「ぜんまい仕掛けの子守唄」をアルテとポロと一緒に歌った。
その正体は大地神エルドの眷属であり、創造の過程において死亡してしまった箱舟クライムワンの乗組員の1人。死後はエルドの森の精霊としてシックルに配置された。その時の姿はローラム鳥であり、馬車の事故で死ぬ運命にあったアルスを泥の人形に変えて蘇生した張本人。
この件をエルドに咎められ、エルドの森から追放される形でマーロンへ移動。その際にグラスの使い方の練習をしていたネイを見つけ、バニカと接触する。以後は森から後を追ってきたイーターと共にバニカの従者となる。
アレンとリリアンヌによるフォースピリオド創造後は、リッチ自身も心残りであったアウトローの問題について、アルスから協力を依頼され、引き受ける。結果、キールに扮して紛れ込んだセトと嫌々ながら行動を共にし、解決に導いた。その後、ロンをアルテ・ポロの元に連れてウラドと再会し、一連の出来事のほとぼりが冷めると、主であるバニカ、アルテ・ポロ、イーターと共に並行世界へ旅立った。
セカンドピリオドではミカエラの兄であり、人造生命学に精通していた人物でもある。後に弟子に迎えたビヒモ＝バリーゾールは、リッチをも超える人の身体の専門家になった。
レオンハルト＝アヴァドニア (Leonhart Avadonia)
- モチーフ: LEON

ルシフェニア三英雄の一人。
世界の崩壊によってレオンハルトの魂は地上に帰還し、リリアンヌの主催によって行われたルシフェニア王宮でのパーティーの警護をしていたところを眠らせ姫の「gift」によって眠ってしまう。
その後、主君であるアルス、同僚のマリアムなどと共に目を覚まし、リリアンヌを狙い王宮を包囲するタサン・エルフェゴート軍との戦いを指揮した。
戦いの後半で、「BLACKBOX」が敵味方問わず魂を吸収し始めた際、レオンハルトは吸収されずに残っていた数少ない1人であったが、ネメシスのリボルバーによる一撃で事なきを得る。
その後、義息アレンがMaと対峙した際にはサードピリオド中の人々と共に「ぜんまい仕掛けの子守歌」を歌ってMaの動きを止めた。
同人小説「アウトロー&リッチゲート」では、 リリアンヌとアレンによるフォースピリオド創造後、主であるアルスやマリアムと共にサードピリオドに残留し、リッチ＝アークロウなどと接触した様子が描かれている。
マリアム＝フタピエ (Mariam Futapie)
- モチーフ:MIRIAM

ルシフェニア三英雄の一人。
世界の崩壊によってマリアムの魂は地上に帰還し、リリアンヌの主催によって行われたルシフェニア王宮でのパーティーに参加していたところを眠らせ姫の「gift」によって眠ってしまう。
その後、主君であるアルス、同僚のレオンハルトなどと共に目を覚ますと、リリアンヌを狙って王宮を包囲するタサン・エルフェゴート軍と対峙。
アルスが作った即席ルシフェニア連合軍の一員として幻で作り上げたナイフを的確に投げるなどして戦いを指揮し、途中参戦したガスト＝ヴェノム率いるヴェノム傭兵団達と共に大勢のタサン軍を何度も撃退した。また、ジェルメイヌやアレンらが大砲によって攻撃された際にはマリアムは2人を始めとする人々を安全な王宮まで待避させ、無謀なジェルメイヌを「ルシフェニア革命の指導者がいると心強い」と称した。
戦いの後半で、「BLACKBOX」が敵味方問わず魂を吸収し始めた際、マリアムは吸収されずに残っていた数少ない1人であったが、ネメシスのリボルバーによる一撃で事なきを得る。
ネメシスがエルルカということ自体には気づいていなかった様子だが、アレンに問いただしてエルルカだということを知り、感慨深い表情を浮かべていた。
その後、アレンがMaと対峙した際にはサードピリオド中の人々と共に「ぜんまい仕掛けの子守歌」を歌ってMaの動きを止めた。
同人小説「アウトロー&リッチゲート」では、リリアンヌとアレンによるフォースピリオド創造後、主であるアルスやレオンハルトと共にサードピリオドに残留し、リッチが連れて来たアウトローであった魂たちをルシフェニア王宮にて案内する様子が描かれている。
キール＝フリージス (Keel Freezis)
- モチーフ:氷山キヨテル

フリージス商会の設立者。
世界の崩壊によってキールの魂は娘ユキナ達と共に地上に帰還し、リリアンヌ主催によって行われたルシフェニア王宮でのパーティーに参加していたところを眠らせ姫の「gift」によって眠ってしまう。
その後、目を覚ましてリリアンヌを狙って王宮を包囲するタサン・エルフェゴート軍を見て、助言としてアルスたちに「彼らは自分が覚えている範囲での物を想像出来る」と指摘した。
その後、アレンがMaと対峙した際にはサードピリオド中の人々と共に「ぜんまい仕掛けの子守唄」を歌ってMaの動きを止めた。
同人小説「アウトロー&リッチゲート」では、アレンとリリアンヌによるフォースピリオド創造後、娘ユキナと共にルシフェニア王宮の鏡の間にいる様子が描かれている。セトはキールが自身のクローンであり、魂が似ていることを利用して彼に成り済ましていた。
ユキナ＝フリージス (Yukina Freezis)
- モチーフ:歌愛ユキ

後世に様々な本を遺した作家。
世界の崩壊によってユキナの魂は父キールらと共に地上に帰還し、リリアンヌ主催によって行われたルシフェニア王宮でのパーティーに参加していたところを「眠らせ姫」のgiftによって次々と倒れていく人々を目撃した後、自身も眠ってしまう。
その後目を覚まし、王宮の鏡の間にアルスや父キール、ジェルメイヌやカイルらと共に王宮を包囲するタサン・エルフェゴート軍を見て、父キールが唱えた「彼らは自分が覚えている範囲での物を想像出来る」という事を認めなかったリリアンヌ＝ムーシェ（リリィ）に対して、リボルバー銃を想像してリリィに向けて発砲して信じさせた。戦いの後半に現れた「BLACKBOX」に対し、カイルが悪魔化して攻撃をした時はカイルの心配をしていた。
またアルスから聞かされた『泥の王』の話に対して興味を持ち、さらに話を聞こうとするもののアンネに制止されてしまった。
その後、アレンがMaと対峙した際にはサードピリオド中の人々と共に「ぜんまい仕掛けの子守唄」を歌ってMaの動きを止めた。
同人小説「アウトロー&リッチゲート」では、アレンとリリアンヌによるフォースピリオド創造後、父キールと共にルシフェニア王宮の鏡の間にいる様子が描かれている。
リリアンヌ＝ムーシェ（リリィ）
- モチーフ:Lily

「悪ノ娘」の時代におけるレタサン要塞の司令官。
世界の崩壊によってリリィの魂は地上に帰還し、リリアンヌ主催によって行われたルシフェニア王宮でのパーティーに参加していたところを「眠らせ姫」のgiftによって眠ってしまう。
その後目を覚まし、王女リリアンヌを狙って王宮を包囲するタサン・エルフェゴート軍を見て、「彼らは自分が覚えている範囲での物を想像出来る」と指摘したキールの考えを否定したところ、ユキナによって幻想で作ったリボルバーによって発砲され、これを認めた。
その後タサン軍との戦いに参加し、戦いの後半で現れた「BLACK BOX」に対して王宮の屋上から砲撃を加えて破壊を試みたが失敗した。
BLACK BOXが敵味方問わず魂を吸収し始めた時、リリィは残っていた数少ない1人であったが、ネメシスのリボルバーの一撃で事なきを得る。
その後、アレンがMaと対峙した際にはサードピリオド中の人々と共に「ぜんまい仕掛けの子守唄」を歌ってMaの動きを止めた。
アレンとリリアンヌによるフォースピリオド創造後、リリィはフォースピリオドへ旅立った。

人形館長（Master of the court）
- モチーフ:猫村いろは（音声）

かつての『赤猫の魔導師』ことイリーナ＝クロックワーカーであった存在。終末直前にイレギュラーを産み落とすものの直後に世界が崩壊した為、自我を持たない双子に対してアダムとイブの魂を与え、これを補完すると、ガレリアンやミッシェル、ガモン達と結託して『法廷の主』による終末で世界の再建を目論む。
自身は再建された映画館と同化している為、直接的には登場しないものの、Maがリリアンヌから浮上した際にはMaを足止めすべく蒼炎の炎をMaに対して放った。
アダムとイブによる早すぎた｢Re_birthday｣によってガモン、アダムとイブ達と共に原罪の時代まで巻き戻され、イリーナはレヴィアンタの女王『アリス＝メリーゴーランド』となり、神のいなくなった世界で永遠にサードピリオドの繰り返しを行う存在となった。
ミニス＝ステュープ
『悪ノ娘』本編におけるルシフェニア宰相。
世界の崩壊によってかつての主君たちと共に地上へ帰還し、幻想のルシフェニア王宮で行われていたパーティーに参加、宰相としての職務にあたっていた所を｢眠らせ姫｣のgiftによって眠ってしまう。
その後目を覚まし、王女リリアンヌを狙うタサン・エルフェゴート軍のもつ武器や装備を見て｢我々とは時代が違いすぎる｣と主君であるアルスに報告して静観することを進めると、即席ルシフェニア連合軍に参加する。
ジョルジュ＝オースディン
『悪ノ娘』本編においてエルフェゴートへ侵攻したルシフェニア軍の指揮を採っていた人物。
世界の崩壊によってかつての主君たちと共に地上へ帰還し、幻想のルシフェニア王宮で行われていたパーティーに参加していた所を｢眠らせ姫｣のgiftによって眠ってしまう。
その後目を覚ますと王女リリアンヌを守るためにアルスの即席ルシフェニア連合軍の偵察部隊の指揮官としてタサン軍を偵察し、アルスに戦況を報告した。

#### 大罪の悪魔達
これまでエヴィリオス地方で多大な事件を引き起こしてきた悪魔たちであったが、既に842年の時点で一部の悪魔達は力を失っており、最終的にMaによってネメシスとイリーナがいなくなった穴を埋めるためにMaによって取り込まれた。
『罰』の投下によって崩壊した世界において悪魔たちは創造神シックルと出会い、全員がセカンドピリオド時代の記憶を思い出したようである。
イブとセト、そしてバニカに取り込まれたツペルシを除く4人の悪魔全てがリリアンヌに協力し、フォースピリオド創造の協力者となった。
悪ノP新作である『悪ノ物語』でもセトとイブを除く5人の悪魔全てが「エヴィリオスの大罪悪魔」として登場し、再び人間と契約を結んだ。
ラハブ＝バリーゾール (Rahab Barisol)
Maに吸収されていた嫉妬の悪魔であり、レヴィアの母でもあるラハブは、Maがネメシスによって殺された時に解放された。その直後にネメシスが「罰」を解き放った為、世界は崩壊した。
世界の崩壊後、創造神シックルと出会ったことでセカンドピリオド時代の記憶を取り戻し、アレンを自身の契約者であったカヨ＝スドウを始めとする他の大罪契約者に会わせるという任務をシックルから与えられる。アレンがシックルの命令を無視したため、ラハブは代わりに旧マーロンの地で他の悪魔と集まり、大地神ミカエラと行動を共にした。
タサン軍による大罪狩りの対象となっている大罪契約者とは、「歴史上大罪の悪魔たちと最も相性が良かった契約者」を探していると推測し、リリアンヌとクラリスと共に千年樹の森へ移動した。
Maとアレンが対峙した時、映画館上空の暗い雲を見て、アレンとリリアンヌの再会は悲惨なことが起きると疑っていた。
セイラム＝ダンバー (Salem Dunbar)
Maに吸収されていた強欲の悪魔のセイラムは、Maがネメシスによって殺された時に解放された。その直後にネメシスが「罰」を解き放った為、世界は崩壊した。
世界の崩壊後、創造神シックルと出会い、セカンドピリオド時代の記憶を取り戻し、アレンを他の大罪契約者に会わせるという任務をシックルから与えられる。アレンがシックルの命令を無視したため、セイラムは代わりに旧マーロンの地で他の悪魔と集まり、大地神ミカエラと一緒にいた所をリリアンヌとクラリスに出会い、他の悪魔とリリアンヌと共にEvilious theaterに向かった。
リリアンヌとアレンの再会は悲惨なことが起きると疑っていた嫉妬の悪魔ラハブに対し異議を唱えていた。
マリー＝アネット (Marie Anette)
Maに吸収されていた傲慢の悪魔のマリーは、Maがネメシスによって殺された時に解放される。その直後にネメシスが「罰」を解き放った為、世界は崩壊した。
世界の崩壊後、創造神シックルと出会い、セカンドピリオド時代の記憶を取り戻し、アレンを他の大罪契約者に会わせるという任務をシックルから与えられる。アレンがシックルの命令を無視したため、セイラムは代わりに旧マーロンの地で他の悪魔と集まり、大地神ミカエラと一緒にいた所をリリアンヌとクラリスに出会い、マリーはリリアンヌに再び契約するように説得したが、説得に失敗した。
説得の失敗後、タサン党は「歴史上大罪の悪魔と最も相性が良い契約者」達を狩っているとリリアンヌとクラリスに説明し、リリアンヌたちと共にジョセフィーヌに乗って旧マーロンに移動した。
その後はリリアンヌと他の悪魔が力を組み合わせて「眠らせ姫」を止めるためにリリアンヌ達とEvilious theaterへ向かった。映画館でネメシスとアレンが戦ったとき、アレンにとても凄いネギを持ってきてアレンとグーミリアが連携できるように補佐した。
ジル＝ドリエ (Gilles Derais)
Maに吸収されていた色欲の悪魔のジルは、Maがネメシスによって殺された時に解放される。その直後にネメシスが「罰」を解き放った為、世界は崩壊した。
世界の崩壊後、創造神シックルと出会い、セカンドピリオド時代の記憶を取り戻し、アレンを他の大罪契約者（この際、ジルは最も相性が良かった契約者であるヴェノマニア公に会わせようとしていたようである。）に会わせるという任務をシックルから与えられる。アレンがシックルの命令を無視したため、セイラムは代わりに旧マーロンの地で他の悪魔と集まり、大地神ミカエラと一緒にいた所をリリアンヌとクラリスに出会うが、リリアンヌにからかわれた為、リリアンヌに激怒していた所をラハブによってなだめられていた。
ウラド＝ツペルシ (Vlad Tuberci)
元々悪食の悪魔であったが、325年に自身の契約者であったバニカ＝コンチータによって取り込まれ、成り代わられてしまった存在。
Maの消滅によって全てが終わった後、経緯は不明ながらバニカから解放されたようである。
悪ノP新作の「悪ノ物語」では、イブとセトを除く同名の5人の悪魔が「エヴィリオスの大罪悪魔」として登場し、全員が再び人間と契約を交わした。
セト＝トワイライト (Seth Twiright)
- モチーフ :氷山キヨテル

グリム・ジ・エンドに宿る憤怒の悪魔であり、七つの大罪の発生を間接的に引き起こした人物。
世界の崩壊後、仮面としてのセトは冥界の主ことグーミリアとの「契約」によってグーミリアと融合していた。
ガレリアン達との戦いによって冥界から大罪契約者が吹き飛ばされてしまい、彼らを再び連れ戻すことになったグーミリアを見て笑っていた。
全てが終わり、フォースピリオドが創造されると、グーミリアとの契約を解消し、サードピリオドに残留する。
後日談の「アウトロー&リッチゲート」にも登場し、その際には自身のクローンの1体でもある「キール＝フリージス」の変装をして、バニカの従者であるリッチ＝アークロウと接触。
自身が作り上げた「Neo BLACK BOX」をバニカに渡し、バニカに対して並行世界へ旅立つ実験体になるように命令した。
結果的にバニカ達が並行世界へ旅立ったことに満足していた様子。
実は「セト＝トワイライト」という名前は偽名であり、本名は不明。また、箱舟クライムワンに乗る際にも72人の乗組員に成りすまして乗っており、セカンドピリオド時代の記憶を保持していた悪魔でもあった。

#### 神
サードピリオドを作り上げた四柱の神。
ネメシスによる『罰』の投下によって世界が崩壊していくのをシックル、エルド、ビヒモが天界「Heavenly yard」から目撃した。
『master of the Heavenly yard』では、4人のうち3人が新世界の創造に協力し、サードピリオド創世の秘密や「セカンドピリオド」「ファーストピリオド」について語られ、神や悪魔の正体が明らかになった。
シックル（TALOS）
サードピリオドを創り上げた創造神。その正体は、『箱舟』クライムワン専属のお手伝いロボット『TALOS』。
ネメシスの放った「罰」による世界の崩壊を見届け、このことを認めなかったシックルは、彼に定められた「世界に干渉しない」というルールを破り、新世界の創造に干渉しようとした。
ミカエラ・グーミリアと接触し、3人は現生人類が廃墟化した世界の運命を決定できるように、セカンドピリオド時代の影響を排除することを決定する。シックルはアレンを大罪契約者達それぞれに会わせるために地上へ送ることを決定し、一方で彼自身の計画の準備を始め、計画を成功させるため、大地神エルドと大罪の悪魔達の両方の同意を得た。この時、大罪の悪魔たちはシックルに接触したことをきっかけに、セカンドピリオド時代の記憶を全て思い出している。
その後、アレンをブラックボックスから出し、大罪契約者と会うようにアレンに命令したが、予想通り、アレンはシックルの命令を無視して直接ネメシスに会いに行った。
アレンがMaを倒した後、シックルは彼を『箱舟』クライムワンに連れて行き、お手伝いロボット『TALOS』としての真の姿を見せ、これまでの出来事を振り返った。その後、アレンを隣の部屋に連れて行き、「月の女神」ルナ＝ハヅキと合わせ、この世界はルナの見ている夢だと言うが、アレンはシックルの言う話に対し矛盾を指摘し、それは嘘だということを明かした。
そして、現れた双子の神であるビヒモと共にサードピリオド創世の真実を説明した。リリアンヌとブラックボックスがルナのいた場所に現れると、黄金の鍵をリリアンヌとアレンに渡し､「BLACK BOX」を開き､「Re_Birthday」を発動させた。
その後、シックルはフォースピリオド内のSNS「エヴィリオス」におけるとあるグループのメンバーの1人になり、レヴィアビヒモやエルド共に新しい世界について話し合い、鶴来市で脱出したクマに関するニュース記事を特集していた。
エルド・ユグドラ (Eldoh Yygdra)
サードピリオドの初代大地神。
世界の崩壊後、エルドは地上の世界へ落ち、その後、彼は青い鳥の姿をかたどって旧千年樹の森でネメシスとアレンと出会う。ネメシスに世界の破壊と道徳の性質に関してしばらくの間話した後、エルドは彼女とアレンに空に浮かぶ「BLACK BOX typeS」をチェックするように指示し、それが幻想ではないと指摘した。
リリアンヌとアレンによる「Re.Birthday」の発動後に創造されたフォースピリオドでは、SNS「エヴィリオス」におけるとあるグループのメンバーとなり、レヴィアビヒモやシックルと共に新世界について話し合っていた。
レヴィア＝バリーゾール （Levia Barisol）
- モチーフ:鏡音リン

サードピリオドの新人類を創造した双子神の姉。
「メリゴド高地の決闘」においてイリーナ、イブと魂が混ざって形成された人格「Ma」が生まれ、その中で眠り続けることとなる。
962年にMaの中から転生して「ネメシス＝スドウ」となってガレリアンを銃殺し、最終的に独裁者となって新兵器『罰』をエヴィリオス地方全域に放って世界を滅ぼした。
「master of the Heavenly yard」ではネメシスとして登場。憤怒の悪魔と契約していたため、世界で唯一死亡せず生き残っていた人物である。
全てが終わった後、真の姿であるレヴィアに戻り、リリアンヌとアレンによる「Re_Birthday」発動後、フォースピリオドのSNS「エヴィリオス」におけるとあるグループのメンバーになり、弟のビヒモやシックル、エルドと共に新世界について話し合っていた。
ビヒモ＝バリーゾール（Behemo Barisol）
- モチーフ:鏡音レン

サードピリオドの新人類を創造した双子神の弟。その正体は全ての発端となった最初の世界「ファーストピリオド」の最後の生き残りである人間。
Maとの決戦を終えたアレンを『箱舟』クライムワンに案内し、「セカンドピリオド」と「ファーストピリオド」の真実を語った。
ビヒモが語ったところによると、文明が非常に発達した世界であるファーストピリオドにおいて「パソコン」や「インターネット」などを利用して作られた仮想現実の世界が「セカンドピリオド」であり、姉のレヴィアはファーストピリオドの存在であったビヒモの「理想の姿」としてセカンドピリオド内に作り上げられたアバターであったことが明かされる。またレヴィアがBLACK BOX typeSを使用して平行世界に現れたのは文字通りの「平行世界」に渡ったわけではなく、仮想現実(セカンドピリオド)から現実世界(ファーストピリオド)に現れたということであった。そしてその後、セカンドピリオド内部に「レヴィア」の「弟」として、今度は正真正銘のビヒモ自身を模したアバター「ビヒモ＝バリーゾール」を作り上げる。
そして、ファーストピリオドが滅亡した際、「セカンドピリオド」のアバター達を現実世界に召還し、ファーストピリオド再建を託した。なお、オリジナルのビヒモは既に死亡しており、アレンに真実を語ったビヒモはアバターに過ぎない。世界の真実を最初から全てを知りつつ見守ってきた、真の「Master of the Heavenly Yard」と言うべき存在。
リリアンヌとアレンによる「Re_Birthday」発動後は、フォースピリオドのSNS「エヴィリオス」におけるとあるグループのメンバーになり、姉のレヴィアやシックル、エルドと共に新世界について話し合っていた。
ルナ＝ハヅキ (Luna Hazuki/Hadzuki)
「月の女神」と言われる箱舟クライムワンの搭乗員で、セカンドピリオドでシックルを造り上げた機械工学者。
シックルとエルド以外には誰にも感知できない存在で、箱舟クライムワンの部屋の椅子に座りながら永遠に眠り続けていた。
シックルはアレンに対し、サードピリオドはルナ自身が見ている夢だと話すが、アレンが矛盾を指摘したところでルナは姿を消し、直後に死亡した。遺体は後にアモスティアによって並行世界に運ばれた。
また、シックルやエルドが「神」となったのはルナの要求であることが判明し、箱舟クライムワンの搭乗員の中では唯一生存していた人物でもあった。
存在しないはずの「5番目の神」であり、シックルを造り上げるなど謎が多い存在。
悪ノP新作である「悪ノ物語」で同姓同名の人物が登場したが関連性は不明。

## 小説

### あらすじ
エヴィリオス歴136年。ベルゼニア帝国アスモディン地方にて女性連続失踪事件が発生。美しいという点を除けばまるで被害者の女性に共通点の無い一連の事件は、それを追う者達を嘲笑うかのように犯人の足取りさえも掴ませずに犠牲者を次々と増やしていく。その魔の手は市井の庶民に留まらずに貴族皇族にまで及び、捜査に関与した貴族たちも次々と襲撃される。そんな1人に最初期の被害者であり、事件のショックから邸宅に1人残り使用人さえ身近に置こうとはしない男がいた。アスモディン領主サテリジアス＝ヴェノマニア、彼が自邸の地下室に隠すものは欲望の赴くままに集めた女達の坩堝「ハーレム」である。理想的な貴族として振る舞う彼の影には、ある魔道師と悪魔の存在があった。
エヴィリオス歴325年。ベルゼニア帝国コンチータ領にて、当地の食文化の改善・発展を目指し、自らも様々な食を積極的に試す良き女領主、バニカ=コンチータが失踪した。暗い過去から“食"へ強い探究心を示す彼女だが、やがて自身の夢をかなえるために、悪魔と契約を交わしてしまう。これがコンチータ領、そしてベルゼニア帝国を震撼させる混乱の始まりだとは、知る由もない。
「悪ノ娘」も小噺として知られるだけのエヴィリオス歴609年。シュブルク新聞社に勤める記者ハンネ＝ローレは、ユキナ＝フリージスも小説の題材にしたミクリア＝カルガランドこと「プラトーの花」について取材するため、エルフェゴート国のカルガランドを訪れる。公立図書館で喪失リストにあるユキナ＝フリージス著「プラトーの花」を見つけたハンネは、図書館司書を問い詰めた結果、犯罪組織「ペールノエル」が関与するトラゲイの裏市場が関わっていることを知り、スクープのためにトラゲイに向かった。訪れたトラゲイで彼女を待ち受けていたのは、眠っているかのように穏やかな表情をしたカスパル＝ブランケンハイム侯爵の死体だった。「この事件はこれで終わりではない」と確信したハンネが事件の調査を進める裏で、【怠惰】の悪魔も静かに動き出す。後に「トラゲイ連続殺人事件」と呼ばれることになる悲劇の始まりであった。
エヴィリオス歴842年。着物の仕立てを生業としている女性・首藤禍世は、突如円尾坂を襲った大火事によって愛する家族を失ってしまう。身体の傷は癒えたが心の傷が一向に癒えずにいた禍世。そんな中、とある人物と運命的な出会いを果たす。
エヴィリオス歴983年。舞台はエヴィリオス地方の北に位置する国・神聖レヴィアンタの中心にそびえ立つ「暗星裁判所」。裁判官ガレリアン＝マーロンは、世界各地の異常気象を受けて何度も行われてきた「魔女裁判」に疑問を抱いていた。しかし、USE暗星庁の裁判官・ガレリアンが人殺しの将軍・トニー＝オースディンを無罪にしたことを契機に、レヴィアンタの内乱が発生する。この標的にされたガレリアンの自宅では、炎が燃え盛る中、緑髪の少女・ネメシス＝スドウに銃口を向けられる。ガレリアンの裏の顔は、暗星庁特勤部隊・PNの首領にして、「一番目のサンタ」でもあったが、一方で、ペールノエルの構成員でもあったネメシスは、ガレリアンの命令によって恋人を殺害した過去もあり、ガレリアンへの復讐のために生きてきたのだ。
エヴィリオス歴1000年。エルフェゴート総統となったネメシスによって、兵器『罰』がエヴィリオス地方全土に放たれたことによって世界は崩壊した。あの世とこの世の境目が曖昧となった世界で、大罪契約者や時の英雄、様々な人達がそれぞれの目的を持って現れる。悪ノ召使・アレンによって過去を思い出したネメシスは、滅びた世界において残る「鍵」を解き放とうとしているアレンと共に「EVILS THEATER」へ向かう。

## 用語
her
「hereditary evil raiser（遺伝性悪意栽培者）」の略。
65535分の1で発生し、また出産に至るのはその中でも約1万分の1と極めて低確率で誕生する人間。「悪意」の権化と言うべき本質を持ち、同時に社会に対してもその性向を振りまこうとする極めて危険な存在である。
親が「her」であると子が「her」として誕生する確率が上がり、また「大罪の器」を扱うことで後天的に「her」を生みだすことが出来る。
「サードピリオド」の前に栄えていた「セカンドピリオド」はこの「her」が原因で滅んだ。
herの正体は、ファーストピリオドの科学者たちが仮想現実であるセカンドピリオド内部に人為的に発生させた、アバター達の悪意を増幅させるプログラムであった。
イレギュラー (Irregular)
本来シナリオ（世界）に存在するはずのない存在。代表的な人物に、アレン＝アヴァドニアがいる。アレンは死後にシックルによって天界に存在する「BLACK　BOX」に隔離されていた。
他にも人形館長の胎内やネメシスの持つ「BLACK　BOX」内にもアレン以外のイレギュラーが存在するようだが、詳細は不明。
シックルによるとヘンゼルとグレーテルもイレギュラーとの事。
イリーナは「リリアンヌとアレン」を「偶発的に誕生したもう一つの神の双子」と呼び、イレギュラーであるとしている。それは二人の父であるアルスが泥の身体であったからと小説『master of the heavenly yard』で判明した。
正確には、レヴィアとビヒモの因子を持ちつつ、神の定めたルールから外れて世界に生まれてきた者達で、強力な破壊と創生の力を持つ存在。黄金の髪を持ち男女の双子として生まれる。作中でイレギュラーとされているのは、「ヘンゼルとグレーテル」、「(人形館長の子供として転生した)アダムとイブ」、「アモスティア」、「リリアンヌとアレン」。
BLACK BOX　
シックルやネメシスの元にある謎の黒い箱。他にも人形館長の胎内に存在が確認されている。またイリーナの体内には「BLACK BOX Type S」の存在が確認されている。
シックルの元（天国庭園）に存在しているBLACK BOX内には、"アカシックレコーダー"と呼ばれるエヴィリオスの歴史を検索できる機能があることが分かっている。アカシックレコーダーは魂のデータを読み取る事ができるが、冥界に落ちた魂のデータは閲覧できないため完璧ではない。
セカンドピリオドでは特殊な精神鑑定装置として開発され、エルド、レヴィア、セトの３名が主な製作者だった。
他人の人生を追体験する「転身」の他にも、平行世界を観測し特定の人物の精神を召喚したり、自らの精神を他者の肉体に移植する等、様々な用途の『BLACK BOX』が制作された。
製作者不明の『BLACK BOX』も存在している。
heavenly yard
太陽神シックルの故郷であり、終焉を迎えた世界がなるとされる地。
「サードピリオド」で生を終えたすべてのものが辿り着く場所でもある。
稲穂畑のようになっており空中にはBLACK BOXが浮かんでいる。またシャンゼリゼの園と呼ばれる場所に魂たちが集まっている。
サードピリオドの「外」に存在する宇宙船クライムワンにもこの呼称が使われている。こちらは全てが白く、シックルの本体である黒い箱とルナ＝ハヅキがいるのみである。
hellish yard
「冥界の主」が束ねるも「heavenly yard」にその役目を奪われ、放置されている地。
シックルが定めたルールにより、大罪の悪魔と契約した「大罪者」たちは「heavenly yard」ではなく「hellish yard」へと送られる。
魂が持つ記憶や想像が幻という形で具現化される法則があり、武器や食物、自然や建造物といったものも再現が可能であるが、幻である事には変わりないため、食物を具現化しても味はするが腹は膨れない。またその魂が生前得た記憶の範囲で再現されるため、死後に知ったものは形状しか再現できない。この再現は悪魔の力にも適用されるため、大罪契約者達は死後も悪魔の力を行使可能である。

### 神
シックル (Sickle)
シリーズの舞台となる世界「サードピリオド」を作り上げた創造神。
創造を為し終えた後の地上においては鎌のように見える形をした蝙蝠の姿を取り、世界を見守っている。「シックル（小鎌）」の名はそれを目撃した学者の命名であり、真名は不明。蝙蝠という化身からわかるように、世界に干渉するという点で見れば完全に無力な立ち位置に自らを置いている。故に、その性質上地上においては完全に無名の神である。
また、「セカンドピリオド」時代の友である「レヴィアビヒモ」と「エルド」という三柱の神をかりそめの神として地上に配置した際も、彼らの干渉が最小限になるように留めるなど、自身を含めた神々の世界への介入を極力排除する立場を取る。
世界の観察者としては万能の目を持ち、自らが生み出したルールの下で世界がどのように進み、終焉を迎えるかまでを見届けようとしている。
創造神でありながら、善悪や自らの想定を越えるすべての存在を許容し、世界を「物語」と捉えるその姿勢を、悪ノPは「世界を誰よりも愛していたからかもしれない」と評した。
神話のなかでは「太陽神」と呼ばれている。また嫉妬の悪魔には「教授」と呼ばれている。
その正体は『箱舟』クライムワンのお手伝いロボット『TALOS』であり、ルナ＝ハヅキが造り上げた人工知能(AI)である。
ネメシスによってエヴィリオス全土に放たれた兵器『罰』によるサードピリオドの崩壊と終焉を見届けた。本来ならば世界には干渉しないところ、世界の滅亡にある特定の存在の誘導があることを「ルール違反」として嫌ったシックルはアレンを地上に派遣し、更なる新世界の創造とその障害となるMaやガモン等の勢力の排除を目論む。
アレンとリリアンヌによるフォースピリオドの創造を見届けた後、自らも新たな世界に旅立った。フォースピリオドではSNS「エヴィリオス」内のとあるグループにて、レヴィア・ビヒモ・エルドと新世界について語っていた。評価はおおむね好評の様子。
ルナ＝ハヅキ (Luna Hazuki/Hadzuki)
箱舟「クライムワン」の乗組員。機械工学者であった。ネメシス（レヴィア）からはシックルと同一視されている。同人CD「master of the heavenly yard」のブックレットによると本名はルナ＝ハヅキ。
小説『master of the heavenly yard』にて「月の女神」と呼ばれていた事が明かされる。一度シックルは「彼女は自ら作った『BLACKBOX　タイプH』を使い、自身の脳内で新世界＝サードピリオドを作り上げた」と言ったが、矛盾をアレンに問い詰められ、それは嘘であることを明かす。
コンピューターゲームを好む人物であり、サードピリオドの創世計画を「強くてニューゲーム」と比喩したり、サードピリオドの国名を自分が好んでいたゲームからとったりなどしていた。
ネメシスが放った『罰』による世界の崩壊後、眠り続けていたルナは死亡し、その遺体はアモスティアによってどこかの並行世界へ運ばれた。
悪ノPの新作小説「悪ノ物語」シリーズにおいて彼女と同姓の人物が登場しているが、関係は不明である。
レヴィアビヒモ (Levia-Behemo)
双子の姉神「レヴィア」とその弟神「ビヒモ」が創造神の手によってまとめられ、双頭の竜として地上に配置された神竜。
創造神にとってはセカンドピリオド時代の友で、当時は透明の肌と髪を持った美しい姿をしていた。レヴィアは「冥界の主」という役目も持つ。二柱の神は元々互いに険悪な仲であり、その姿などの待遇に大いに不満を持った。そのため創造の過程にあった世界で暴れまわったレヴィアビヒモだったが、創造神の手によって封じられる。
創造神のシナリオでは、エルド同様にあらかじめ設定しておいた時間が過ぎた後、故郷「heavenly yard」への帰還の時を迎えるはずだった。しかしその目論見は狂い、レヴィアビヒモは形を取らない塊の姿となってエルルカを憑代として世界に留まり続けている。
大陸で広く信仰されるレヴィン教レヴィア派では信仰の対象とされている。
レヴィア=バリーゾール(Levia Barisol)
セカンドピリオドに生まれた精神科医。母は後に嫉妬の悪魔となったラハブ＝バリーゾール。6歳で大学に入学した1000年に一度の天才で、人の心に詳しい女性。
人がどうして憎しみ合うかの答えを求めて研究を続けるうちに、止まらぬ悪意の原因が自分が今いる世界には無いと知る。そして彼女自身も悪意に侵され始め、並行世界の研究者だったセトに相談したところ、「もう一人の自分を消せば君の悪意も消せるかもしれない」と言われ、彼の開発したBLACK BOX typeSで並行世界に転移し、そこでビヒモと出会う。ビヒモを殺す直前にセトが仕組んだ罠に気づき、彼の殺害を中止し、元の世界にビヒモと共に戻った後、彼を自らの弟とし生活を続けていた。
その後、セカンドピリオドが崩壊する際にビヒモと共に箱舟「罪」の乗組員となり、新世界創造において新人類の心の作成を担当した。
楽曲「チミドロスイッチ」の歌詞中に登場する「先生」の正体は彼女である。
レヴィアンタ崩壊後、彼女はエルルカ・クロックワーカーの肉体を依り代として蘇り、自身をエルルカだと思い込んだまま永い時間にわたり活動していた。メリゴド高地の決闘後、レヴィアとしての記憶を思い出したものの、Ma誕生後は彼女の中で魂として眠り続けることとなる。
後に、Maの思惑により、レヴィアの魂は記憶を失いネメシスとして転生することになる。紆余曲折を経て彼女が最終兵器「罰」を発動したことで、世界は滅びることとなった。
世界の崩壊の際にネメシスとしての記憶が分離してしまい、かつての精神科医レヴィアとして活動していたが、アレンの策によりネメシスとしての記憶を取り戻し、その後はアレンと行動を共にする。
「master of the heavenly yard」において、仮想現実のセカンドピリオドにおいて、ビヒモが自身の理想の姿を投影して作成したアバターである事が判明した。
アレンとリリアンヌによるフォースピリオドの創造後は、新たな世界に旅立った。フォースピリオドでは、SNS「エヴィリオス」内のとあるグループにて、シックル・ビヒモ・エルドと新世界について語っていた。評価はおおむね好評の様子。
ビヒモ=バリーゾール (Behemo Barisol)
セカンドピリオドに存在した惑星クドネチア出身。レヴィアは双子の姉。女装が趣味。人の体に詳しい男性。様々な機能を持つ特殊な義眼を持っている。
幼いころからの女装癖により、周囲によって遠ざけられ孤独だった過去を持つ。後に自分と同い年のメイドと恋人になるが、「君の服を着させてほしい」と頼んだところ「気持ち悪い」と言われたことで恋人を殺害した事が示唆されている。
その後、部屋の隅で怯えていたところをレヴィアと出会い、彼女に殺されそうになるが、セトの企みに気づいたレヴィアは殺害を中止し、彼を自分の世界に連れていき、そこで彼女の弟として過ごす事になる。
後にリッチ＝アークロウに師事し、リッチをも超える人の体の専門家になるが、その事をリッチからは快く思われていなかった様子。セカンドピリオドの崩壊の際に姉と共に箱舟「罪」の乗組員となり、新世界創造において新人類の肉体の作成を担当した。
「master of the heavenly yard」でアレンに語った所によると、実はファーストピリオドの存在であった事が明かされた。かつて、ファーストピリオドに作られた仮想現実であるセカンドピリオドに、開発者の親類だった事を利用して自身の理想の姿を投影したアバターであるレヴィアを作り出した。レヴィアがセカンドピリオドに戻された後に、今度は自分自身そのままのアバターをセカンドピリオドに送り込み、レヴィアの双子の弟として過ごさせた。
ファーストピリオドが滅んだ後、セカンドピリオドの住人たちを新たな宇宙への旅立ちと装って現実世界に召喚し、ファーストピリオド再建を託してオリジナルの彼は死亡した。本人曰く、作中に登場するビヒモはアバターに過ぎないのだという。世界の真相をファーストピリオドがらすべて知りつつ見守ってきた、真の「master of the heavenly yard」と言える存在。
アレンとリリアンヌによるフォースピリオドの創造後は、新たな世界に旅立った。フォースピリオドではSNS「エヴィリオス」内のとあるグループにて、シックル・レヴィア・エルドと新世界について語っていた。評価はおおむね好評の様子。
エルド (Eldoh Yygdra)
神話時代から地上に存在する古代神の一柱。旧友の創造神からは「レヴィアビヒモ」の監視と人間以外の生物の保護を任されている。千年樹の森（エルドの森）にそびえ立つ森の守り神として森の精霊達を従える。かつては巨竜だったとも言われるが、巨木に姿を変えた。地神エルド、地竜エルドとも。
故郷「heavenly yard」では緑の髪をした若々しく厳めしい顔をした男性の姿を取り、創造神の手によるエルフェ人のモデルにもなった。「法廷の主」とも呼ばれる。
エルルカとは友人で、彼女からは「ジジイ」と呼ばれよく言い争いをする仲である。レヴィン教エルド派では崇拝される存在で、エルド派の人間には他の人間より悪魔の術が僅かながら効きにくいという特性を持つ。
基本的には人間たちへの干渉を避けているが、自らの森で生まれた「七つの大罪」には危機感を抱き、エルルカに回収を依頼した。
好爺のような口調や一度眠りにつくと一月は目を覚まさないなどから老神と誹られることもあるが、事実500年時点で自身曰く「この世界」に留まるための依代としている巨木に限界が近づいている。そのため密かに眷属の精霊達の中から後継者を選定しており、「大罪の器」の行く末について心残りを持ちながらも地上を去っていった。エルドを最後に古代神はすべて地上から離れたとされている。
セカンドピリオド時代の名前は「エルド＝ユグドラ」。大学教授であった。かつては妻子がいたが、子供が「her」になった事で「BLACK BOX」の研究を始めた。アレンとリリアンヌによるフォースピリオドの創造後は、新たな世界に旅立った。フォースピリオドではSNS「エヴィリオス」内のとあるグループにて、レヴィア・ビヒモ・エルドと新世界について語っていた。評価はおおむね好評の様子。
月の女神 (Moon Goddess)
電子書籍版「七つの罪と罰」の追加エピソード「密会」により判明した存在。判明している事は「世界の誰もが彼女に会っているが、ラハブとシックルを除いて誰も存在を認識できない」「彼女がいる限り時間は巻き戻る」事。
実は箱舟『クライムワン』搭乗員であるハヅキのあだ名。

### 世界
ファーストピリオド （First period）
「セカンドピリオド」、「サードピリオド」の前に栄えた「第1の世界」。
その正体は「地球」であり「現実世界」。ビヒモが本来住んでいた世界である。「パソコン」や「インターネット」等非常に文明が発展し、栄華を極めていたが、それがアダとなり、ビヒモ曰く「サードピリオドの崩壊と似たようなこと」が起きて滅亡した。
セカンドピリオド （Second period）
「サードピリオド」の前に栄えた「第2の世界」。エルドやレヴィア・ビヒモ等、サードピリオドで神や精霊、悪魔となった存在が人間として生きていた。
あるときherが蔓延し、治安が劇的に悪化し滅亡寸前となったため、優秀な人類を宇宙船に乗せ、新たな星に植民する計画が立てられる。サードピリオドはその宇宙船の1つ、「クライムワン」が辿り着いた世界とされる。
その正体は「ファーストピリオド」で作られた仮想現実の世界であった。
セカンドピリオドではファーストピリオドの人間たちを模したアバターが生活していた。ある時、ファーストピリオドで起きた「どうしようも無いこと」を解決するために、ファーストピリオドの科学者たちは「her」をセカンドピリオド内で人為的に蔓延させ、ファーストピリオド滅亡回避の為の研究をさせた。
しかし、ファーストピリオドは最終的に滅び、生き残りの科学者であったビヒモは自身が死ぬ直前にセカンドピリオド内の住人たちを召喚し、ファーストピリオド再建を託した。アバター達によってファーストピリオド=現実世界に再建された新たな世界がサードピリオドである。
サードピリオド （Third period）
シリーズの主な舞台となる世界。
「セカンドピリオド」時代の人類であるシックルやエルド、レヴィアビヒモなどの四柱の神や、リッチ＝アークロウなどの眷属らによって創造された「第3の世界」。
七つの大罪の器の発生や悪魔・魔導師の暗躍、それに纏わる様々な事件などが起き、最終的にE.C993年にエヴィリオス大戦が勃発。そして続く998年にネメシスによってエヴィリオス全土に兵器『罪』が放たれ、サードピリオドは滅びた。
その結果、「Heavenly yard」と現世の境界が曖昧になり、魂たちが現世に現れるようになる。（『master of the Heavenly yard』）
最終的にリリアンヌとアレンによって新世界フォースピリオドへの門が創造され、大多数の人々はフォースピリオドへ旅立って行ったようだが、新世界に移動するか迷う魂も多数いるようである。アレンやリリアンヌの父であるルシフェニア国王アルスはフォースピリオドには移動せず、残ると決めた人達を支援している様子。
フォースピリオド （Fourth period）
『master of the Heavenly yard』でアレンとリリアンヌによって新たに創られた「第4の世界」。
文明や科学は現実世界とさほど変わらない様子であり、サードピリオドを作りあげた四柱の神達（シックル、エルド、レヴィアビヒモ）は、SNSチャットグループ「エヴィリオス」でこの世界について語っていた。彼らからの評価はおおむね好評の様子。また、キリル=クロックワーカーも、この世界の創生こそが真の世界の救済となると捉えている節がある。
一方で、バニカ=コンチータは「アレンの想像の域を出ない世界」「これまで(の世界)と似たもの」と評している。
関連楽曲や小説において、楽曲「10分の恋」、悪ノPの小説「悪ノ物語」「アンロック・シティ」の世界であることが示唆されている。
サードピリオド （繰り返し）
『master of the Heavenly yard』でアダムとイブによって新たに作られた世界で、簡単に言うとサードピリオドの繰り返しの世界。早すぎたRe_birthdayによってアダムとイブ、ガモン、イリーナは過去に巻き戻り、「原罪」の時代に再び転生した様子である。

## 国家・地理

### レヴィアンタ
魔道王国・レヴィアンタ (Magic Kingdom Levianta)
- モデル：ローマ帝国

エヴィリオス地方全域で使用される暦「エヴィリオス歴」を定めた国家。崩壊前の別称は「白ノ国」。
013年、魔道研究所の事故、通称「レヴィアンタの災厄」によって王国は崩壊。滅亡後、百年も経過すれば魔術はお伽話や迷信の産物と見なされている現状からは考えられないが当時は国家の管理の下で数多の魔道師を有し、独特の文明を築いていたらしい。
災厄の真相としては当時国内で「her」が通常では考えられない規模で増殖しており、彼らが反社会的・非人道的な行為に手を染めていたため、国家上層部がやむなく処置を取ったらしいが失敗してしまう。結果として王国と「her」は共倒れに終わった。（とされるが、実際はエルルカを装ったレヴィアから声をかけられたキリルが箱舟を解き放ったことで、レヴィアビヒモの自我が抜けた神龍が本能のままに暴れ回った結果、魔道王国が崩壊した。）
神やその眷属の力を有する突然変異の人間である「系譜者」と呼ばれる存在が産まれる。作中での該当者は強欲の悪魔セイラムの蒼炎を使えるイリーナ＝クロックワーカー、ビヒモの義眼を使えるミハエル＝アサエフ、嫉妬の悪魔ラハブ=バリーゾールの『紫の予知夢』を使えるループ・オクトパス族の者たち。（ルカーナ=オクト、ガモン=オクトなど。）
神聖レヴィアンタ (Holy Levianta)
- モデル：神聖ローマ帝国
- 建国：301年

エヴィリオス地方北部に存在する宗教国家。かつて存在した魔道王国レヴィアンタと直接的な連続性はないとされる。
エヴィリオス地方で広く信仰されるレヴィン教レヴィン派の総本山であり、宗教的制約によって自衛以外に軍事力を行使することは無いものの、軍事的には強国である。
508年の「新生四騎士事件」以降はレヴィン教の国内の影響力は縮小しており、840年頃ではムスビ朝による帝政国家が敷かれている。
E.C.878年のアイシケル条約によってUSEの構成国となるが、E.C.983年のレヴィアンタ内乱によって司法が腐敗。さらに続く993年〜999年のエヴィリオス大戦でエルフェゴートによって新兵器『罰』が投下されて崩壊、滅亡した。
国名は「嫉妬」を象徴する悪魔「レヴィアタン」のもじり。

### ルシフェニア
ルシフェニア王国 (Kingdom of Lucifenia)
- モデル：フランス
- 建国：399年

エヴィリオス地方中部に存在する国家で、商業・工業を中心に様々な産業が盛んに行われている。別称は「黄ノ国」。
「五公」の一人ドートゥリシュが本国ベルゼニアとアスモディン間の長期紛争によって弱体化した機を見計らって独立運動を起こし、初代国王ルシフェニアI世としてルシフェン王朝が興る。アルスI世の代には急速に勢力を拡大し、エヴィリオス地方で最大の版図を獲得した。アルス一世はグーラ病にかかり病死した。アルス一世病死後は彼の妻で王妃のアンネが統治していたが、彼女もグーラ病にかかり病死した。（後にアイアールによる策略によりグーラ病にかかり病死したことが明らかにされる）

500年、3代目の王女リリアンヌの苛政や隣国エルフェゴートへの無理な侵攻により勃発した革命によってルシフェン王朝は滅亡する。その後は民衆革命に密かに人員を供出していたマーロン国により10年間の統治が行われるが、共和国として再独立を果たす。E.C.611年頃には大統領ジュリア=アベラールが犯罪組織ペールノエルの首領だったことが発覚し、辞任している。続く840年頃には国力が伸び悩んでいる様子。
993年に起きたエヴィリオス大戦にて総統ネメシス率いるタサン・エルフェゴート軍によって侵略され、998年に解放されるが新兵器『罪』の投下によって滅亡した。
国名は「傲慢」を象徴する悪魔「ルシファー」のもじり。
ルシフェニアン
ルシフェニア首都。ルシフェニア王国時代に造られたルシフェニア王宮はエヴィリオスで類を見ないほどの壮麗さで知られ、「鏡の間」、「音の間」、「天国庭園（ヘブンリー・ヤード）」など数多くの名所が存在する。
迷いの森
ルシフェニア・エルフェゴート両地方に跨る大森林地帯のルシフェニア側の名称。
500年、ルシフェニア王国がエルフェゴート国侵攻の妨げになると見なしたため、進路確保の為に火がかけられ半分ほどを焼失した。

### エルフェゴート
エルフェゴート国 (Elphegort)
- モデル：ドイツ

エヴィリオス地方中～北部に存在する国家で、エルフィン王家が治める。肥沃な大地であることから農業・商業が盛んに行われている。かつて魔道王国レヴィアンタから「エルドゴート国（旧名）」として分離し、現存する国家として紀元前より続く最長の歴史を持つ。
国土の四分の一が広大な森林地帯であることと、国民の大半がエルフェ人で構成されており、その髪の色から「緑ノ国」とも呼ばれる。反面、単一民族国家であるゆえに排他的な傾向もあり、他の国の人種に対して卑下した態度で接することが多い。軍事的には弱国であるものの、軍の統制の高さや大森林「迷いの森」が天然の要塞となっていることによって、ルシフェニアが勢力を拡大した時代にも勢力圏には入らなかった。
首都はアケイド、王城を中心に五つの地区に分かれている。国民は王侯貴族を除き、姓を持たない。
E.C.500年にルシフェニアに侵攻される。他国の協力により辛うじて撃退することができたものの、エルフェゴートの女性は王族を除いてほぼ全滅した。
840年頃には、王家の統治は続いているものの共和政に近くなっており、王家の権限は縮小し続け最終的に完全な共和政になった様子。
E.C.983年のレヴィアンタ内乱後、ガレリアン=マーロンの汚職を暴露したエルフェゴートの最大野党、タサン党が勢力を増し、やがて与党となると、党首ネメシス=スドウによって国力を増大していき、E.C.992年にはアスモディンを併合する。
同時に『タサン・エルフェゴート』へ改名すると翌年の993年に隣国ルシフェニアへ侵攻を開始、ルシフェニアを占領したことでUSE連合を除名されてレヴィアンタ、マーロンの両国から宣戦布告されるが、対抗してベルゼニア、蛇国と同盟を締結。
しかし二方面作戦を強いられたエルフェゴートは徐々に後退していき、ネメシス総統主導で開発されていた新兵器『罰』を実戦投入。999年に蛇国の鬼ヶ島とエルフェゴートの千年樹の森に試作品が投下され、最終的に全世界に投下されて世界は滅亡した。
国名は「怠惰」を象徴する悪魔「ベルフェゴール」のもじり。
エルドの森/千年樹の森
エルフェゴート・ルシフェニア両地方に跨る大森林地帯のエルフェゴート側名称。
その名の通り中央部には大地神エルドを宿した大樹が鎮座し、古くはエルド派の巡礼地であった。時代の推移により、レヴィン派が宗教分布の大勢を占めるようになると、異神の名を忌む意味で千年樹の森に改称された。
特に整備された道などはなく、奥深いという地理を求め、かつてはメータが追跡から逃れ、原罪者が隠れ住み、フリージス家が緊急のため隠れ家を設置するなど、数多くの者が何らかの追跡を逃れ辿り着く場所でもある。
メリゴド高地
エルフェゴート国の最北東に位置する。隆起した土地で天然の要塞として機能する。「プラトーの花」の伝説が残る高原。
レヴィアンタ魔道王国の領地だった時代には反政府組織「アポカリプス」が根城にしていた。エルフェゴート国の領土になった後、首都が陥落した際の避難場所となり、500年頃までは王家の避暑地としても使われていた。行政改革によって王族管理地ではなくなり、選挙で選ばれた民間人が市長となることになった。四番目のシャドウことメイラナ＝ブロッサムが8代目の市長である。

### アスモディン
アスモディン (Asmodean)
- モデル：アラビア半島
- 建国：212年

エヴィリオス地方東部に存在する国家で、東方との交易が盛んに行われている。別名「紫ノ国」。
ベルゼニア帝国「五公」ドナルド家が皇族の軍備方針に異を唱え分離独立したことで成立した。独立に至った動機の通り軍事に偏重した体制を取っており、少なくとも315年頃まではベルゼニア国境地帯での小競り合いは絶えず、全方面を敵視する好戦的な姿勢を取り続けた。
かつてはルシフェニアと覇を競ったというが、500年時点では往年の勢いは無く、総帥の死により国内のまとまりを欠いている。842年の時点では安定した帝政国家が続いているが、軍事国家としての色合いは薄れており、他国とも穏便な関係になっている。
顔を仮面で隠し人目で晒さないといった独自の戒律を有する集団「アルモガ・モバーレズ 」など、傭兵の輸出が盛んである。悪魔信仰などとの繋がりから数多くの国で忌避されるレヴィン教ビヒモ派の信仰を許容する数少ない国でもある。
E.C.992年にエルフェゴート国によって併合されて滅亡した。
国名は「色欲」を象徴する悪魔「アスモデウス」のもじり。
霧の山脈 (Misty Mountains)

### ベルゼニア
ベルゼニア帝国 (Beelzenian Empire)
- モデル：イタリア

エヴィリオス地方南部に存在する国家で、かつてはアスモディン、ルシフェニアを併せた広大な版図を誇っていた。両国の独立以後も両地方には一定の影響力を保持していたが、隣国国主アルスI世の侵攻により南部以外の領土を失い、急速に勢力を後退させている。620年には帝国が解体し以降衰退時代が続いていたが、820年にベルゼニア王国が誕生してからは急速な工業化が進んでいる。
かつて痩せた土壌の農業には向かない地方とされていた。事実、平時こそ問題ないものの不作の年には幾つかの問題から飢餓が発生しやすい国柄であったが、バニカ＝コンチータが地元農民と協力して行った改革によって食糧難から解放され、今に至る食文化を築いた。
別称は「赤ノ国」、「月の生まれた国」など。
斜陽の大国、豊かな食文化などのイメージからモデルはスペインなどの地中海沿岸、南欧とされている。
国名は「暴食」を象徴する悪魔「ベルゼブブ」のもじり。
五公（ごこう）
かつてベルゼニア帝国で隆盛を誇った五つの公爵家。
アスモディン地方を統治した「ヴェノマニア」、その没落によって入れ替わりに参入した「ドナルド」、皇家の血統によって取り立てられた「コンチータ」、グレイビア領主「オルハリ」、ルシフェン朝の祖「ドートゥリシュ」などが帝国の歴史上に名を刻まれていた。
しかし「ドナルド」、「ドートゥリシュ」の離反などによって次第に形骸化していき、帝国の弱体化と共にかつての名家の威光は見る影なく、顧みられることなき称号と成り果ててしまった。
三日月海
ベルゼニアの別称「月の生まれた国」の由来にもなった東部内海。沿岸部には白壁で有名な都市グレイビアが接する。
ルコルベニ
バニカ・コンチータ縁の地。また最高級ワイン「ブラッド・グレイブ」の産地であり、トラウベンの生産も盛んである。

### マーロン
マーロン国 (Marlon)
- モデル：イギリス

ボルガニオ大陸の西海「ハーク海」を挟み、存在する島国。「青ノ国」という別称がある。
かつて島の東半分を押さえたライオネス家と勢力を二分していたが、現マーロン王家が島内の覇権を握るに至る。島国らしく海軍力は強いが料理の味は薄く、あまりよくないとされる。収集癖を持つ男性が多いらしい。
貴族は求婚の際に貝殻のペンダントを贈る風習があり、そこで男性のセンスが問われるという。
長くマーロン王家が治めていたが、777年に起きたマイスティア合衆国の独立による国内の内乱で王家を追われており、代わりにヴィワーツ王家が統治するようになる。マーロン家は貴族としての一定の発言力はあるものの、もはや最盛期の面影はない。マイスティア合衆国の発展に危機を抱いており、他国との連合国家成立を考えており後のUSEに至った。
国名は「強欲」を象徴する悪魔「マモン」のもじり。
バリティ
マーロン王都。
ライオネス国 (Lioness)
- モデル：アイルランド

300年代に滅ぼされるまでマーロン島の東半分を支配し、百年を越える長きに渡ってマーロン国と相争った国家。別称は「橙ノ国」。
主家であるライオネス公家はバラを愛し、領地の庭園を敵の手に渡すことを恥、守り通すことを誉としたという。その名残はライオネス旧領「ライオネス城」に見ることができる。
キャッスルオブヘッジホッグ
通称「ハリネズミ城」。マーロン北部「ブラッドプール地方」に居する古城。
ライオネスにおいて拷問好きとの悪評を残す重臣ヘッジホッグ卿の居城であり、数々の逸話と中心部に聳える巨大な時計塔「心音の時計塔」によって彩られる。後にマーロン王家領有となるが、城にまとわりつく噂や塔が発する騒音などによって好んで使われてはいなかった。
しかしプリム＝マーロン皇太后に休養地として度々利用され、後に彼女が「心音の時計塔（ハートビート・クロックタワー）」の特性を活かすための策謀の震源地となる。
その後「針音の時計塔」は、フリージス財団によって世界警察が作られると、フリージス財団によって買収され、世界警察の暗部「取調遂行部（通称　拷問部）」と呼ばれる部署の者たちが常駐する場となる。

### その他
タサン大帝国 (Tasan Empire)
- モデル：ローマ帝国

かつてレヴィアンタ魔道王国と相並び立つ大国だったが、現在は大陸南西部など一部地域にその名を留めるのみである。全盛期だった頃の別名は「黒ノ国」。
魔道大国の崩壊と同時期に内紛によって「ラ・タサン」と「レ・タサン」の両国に分裂し、その機を突いたベルゼニア帝国に併呑された。なお、「レ・タサン」はタサンに従属する国の意である。

レタサン要塞 (Retasan Stronghold)
歴史上、数度に渡って大国間国境の軍事的要衝で在り続けた城塞都市。いわゆる星形要塞である。
都市としての歴史は長く、ベルゼニア・タサン間の睨み合いが続いていた時代から存在した。ベルゼニアの隆盛により価値を大きく損なったものの同国の勢力後退によって再びルシフェニア・ベルゼニア両国間の紛争地帯へと返り咲く。
アルスI世のベルゼニア侵攻によってルシフェニア領となるが、ルシフェニア革命にて仮面の男カーチェスに陥落せしめられた。本国を含めマーロン国の大陸制覇の拠点とされるが、それに反抗する旧レジスタンスらと、それの後ろ盾となったベルゼニア帝国に度重なる攻勢をかけられ、紆余曲折を経て旧主ベルゼニアに奪還された。
地名は「憤怒」を象徴する悪魔「サタン」のもじり。
USE (Union State of Evillious)
モデル：欧州連合
878年、アイシケル条約により成立。ルシフェニア、エルフェゴート、レヴィアンタ、マーロンの四ヶ国が連合し形成された国家。
983年のレヴィアンタ内乱で事実上機能を停止し、続く993年のエヴィリオス大戦の勃発でエルフェゴートが除名されて完全に機能を停止。
999年のエルフェゴートによる新兵器『罰』の投下によって滅亡した。
蛇国（じゃこく）
- モデル：日本

エヴィリオス地方東方僻地に存在する島国で、大陸には時折「キモノ」、「カタナ」などの珍しい文物がもたらされる。別名｢茶ノ国」。
紀元前では「蛇魔台国」と呼ばれており、当時は白髪が特徴的な「熱魔族」による統治が行われていたが、既に蛇国における熱魔族の血筋は途絶えている。
E.C.993年にエルフェゴート、ベルゼニアと同盟を締結し、マイスティアへ宣戦布告。エヴィリオス大戦が勃発した。
E.C.998年にエルフェゴートによって新兵器『罰』の試作品が鬼ヶ島に誤射されて壊滅してしまった。
円尾坂（Enbizaka）
蛇国の南方にある「鬼ヶ島」の中心にある街。鬼ヶ島は蛇国の中で外国人の居住が許されている区域の一つであり、蛇国人と外国人が混ざって住んでいる。
地名は「嫉妬（妬み）」の英語「envy」から来ている。
マイスティア合衆国 (The United States of Maistia)
- モデル：アメリカ

592年にフリージス財団によって発見された新大陸。良質な原材料が数多く手に入ることから、エヴィリオスの商人たちがこぞって船を派遣するようになり、フリージス財団の開発事業もあってエヴィリオスから移住する者たちも増えていった。しかし事実上はマーロン国の植民地扱いであり、原住民が迫害されるようになった。
760年にマイスティアの民たちが独立を求めて武装躍起し、戦争の長期化によってフリージス財団とマーロン王家は徐々に力を失っていく。そして776年にエルルカ＝‘Ma’＝クロックワーカーがマイスティアを訪れたことで沈静化し、マイスティアは合衆国として独立を果たした。別名「金ノ国」。

ネツマ族 (Netsuma Clan)
白髪赤目が特徴的な少数民族。数少ないがエルフェゴートで住んでいる人もいるものの、差別行為を受けることも多い。
紀元前で「蛇魔台国」から落ち延びた一部の熱魔族が移住し、エヴィリオスにおける「ネツマ族」として根付いた。かつてアポカリプスのメンバーだった族長のライサ＝ネツマが殺されたことで、怒り狂った一族がエヴィリオス各地で破壊行為を行ったことから、500年代でも強い差別が根強く残ってしまっている。

ループ・オクトパス族 (Loop Octopus Clan)
予知夢を見ることができる一族。魔力を持った人間はレヴィアンタ魔道王国に集められていたため、レヴィアンタの災厄でこの一族の人間はいなくなったとされたが、色欲の悪魔の契約者であるサテリアジス=ヴェノマニアの最初の犠牲者となった、ルカーナ=オクトがその能力者である。

## 大罪の器・魔術など
原罪者 (Original Sinner)
「イブ＝ズヴェズダ」(後のイブ=ムーンリット)のこと。
エヴィリオス歴001年、彼女がとある事件を起こし、その際に「七つの大罪」全てを含んだ「原罪」が生まれた。
イブはエヴィリオス年代記初の犯罪者であり、「最悪の罪人」とも呼ばれている。
彼女自身は後に養子であるヘンゼルとグレーテルによって殺されるが、燃やされた遺骸から七つの罪（悪魔）が分かれ生まれた。この七柱の悪魔を双子が浄罪のためとして様々な形でばら撒いたことから、世界に災いをもたらすようになったとされる。

大罪の器 (Vessels of Sin)
「大罪の悪魔」を宿した七種の器物。「神の双子」がイブとアダムの身体と魂を素材に、小屋にあった家財を使って作り出した。そのせいか総じて器自体に美術的価値はさほどないとされ、中にはあからさまなガラクタさえ混じっている。これにはセト＝トワイライトの作為があったためとされる。
宿る悪魔に心を委ねることによって超常的な力を発揮できるが、人格の変容など大罪に関わる様々なデメリットを発する。
悪魔は当初目的意識などを持たず、周囲に災厄をもたらすだけの存在だったが徐々に所有者に似せた人格を得るようになっていった。悪魔自体ははじめ具体的な姿を持たず心弱い人間を誘惑するに留まるが、侵食するにつれ所有者の自我を蝕み、肉体まで翼や爪の生えた異形に変容させることもある。多くの悪魔は「つまらない」が口癖のようである。
どの悪魔も共通して六枚の羽を生やしている。
基本的に「大罪の器」は専門職である魔道師か悪魔に憑かれたことのある者にしか扱えず、力も同類の悪魔でなければ打ち消せない。例外的に悪魔と契約することでその力を十全に振るうことが出来、通常の手段で致命傷を負わせようと殺すことは出来ない。この場合は悪魔じみた姿への変化も本人の意志で行える。
器に宿る悪魔こそが本体と言えるものであり、器の外に出て心弱い人間に囁き寄り憑く悪魔はいわば分身。分身は器から離されると力を損ないやがて消滅するものの、分身自体をいくら祓ったところで本体に影響を与えない。また、器自体も不変でなく悪魔本体が異なった器に移動することもある。そのため悪魔の活動を抑えるには本体が潜んでいる時に、器そのものを魔術的な方法で封ずるしか無い。
基本的には各器に対応する悪魔が宿るが、魔力による刺激を与えると悪魔を強制的に他の器に移し替えることが可能である。また一つの器に複数の悪魔を封じることも可能である。
七つ全てを集めれば願いが叶う、「死者蘇生」も行えるなどの情報が文献によっては見当たるが真相は不明。これは後にシックルにより嘘だと判明している。
大罪の器は七つとされていたが、後に「神の双子」が作った大罪の器は六つだけであり、「怠惰の器」だけが全くの別起源であることが判明する。
後に、悪魔はもともと神々の元に存在した「眷属(＝セカンドピリオドの住人)」と同様のものであり、ヘンゼルとグレーテルのリバースデーによって悪魔として転生した存在であることが判明した。
悪ノPの新作小説「悪ノ物語」シリーズにおいて、セトとイブを除いた同名の５体の悪魔が登場し、エヴィリオスの大罪悪魔と称されていたが、関連性は不明である。
ヴェノム・ソード (Venom Sword)
「色欲」を象徴する蛇国様式の刀。
鞘に蛇国語が書かれているが、製造されたのは蛇国ではないらしい。
所有者は貞操観念や世間体を無視し、恋愛沙汰に衝動的になる。契約者は視線を交えるだけで異性を虜にする力を手にし、刀を媒介とした記憶操作や顔を変える魔術などを行える。デメリットとして異常なほどに性欲が増大し、定期的に性交して精気を摂取しなければならない。
悪魔と化した時は翼による飛行や高い治癒力の他、両手足が歪んだ形に変化し、山羊に似た悪魔の角が生える。ただし戦闘能力という点では他の悪魔に劣る。山羊は色欲の大罪に対応する動物である。
最初は銘を持たなかったが、最初の契約者であるヴェノマニア公にちなんでアイアールによって命名された。
宿る悪魔は成人男性らしき口調をしている。
悪魔の姿は「羊」のようであるが、鳥のような二本の足を持ち、尻尾は蛇のような形をしている。また、大きな羽を二枚、小さな羽を四枚、計六枚の羽を持つ。
セカンドピリオド時代の名前はジル＝ドリエ。宇宙学者であった。
終末直前、イリーナとレヴィアの空いた枠を埋めるためにMaに取り込まれる。
グラス・オブ・コンチータ (Glass of Conchita)
「悪食」を象徴するワイングラス。
大罪の器としては珍しく、美しいと評されている。悪魔に憑かれたものは異常な食欲の増大などを見せ、契約者はそれに加えてありとあらゆるものを食することが可能になる。
ベルゼニアの風土病「グーラ病」を発生させる他、それによって死亡したものを生ける屍「屍兵」として蘇らせ操る能力を持つ。
なお、これらの能力はバニカ＝コンチータをモデルにした御伽話『吸血娘ヴァニカ』での記述と一致している。
宿る悪魔は赤く禍々しい豚バエムの姿を取っていたが、契約者たるバニカ＝コンチータが成り代わった。彼女はグラスの中に潜みつつ、近代に至るまで生前の人格と外見を保持し続けている。その戦闘能力は傲慢に次ぐ程の力だが、バニカの気紛れな性格上契約者にその力全てを与える事は滅多にない。
また器の中には、ヘンゼルとグレーテルの魂（ヘンゼルはE.C.611年、グレーテルはE.C.505年以降）が、「サーバンツ」として存在している。
本来の悪食の悪魔のセカンドピリオド時代の名前はウラド＝ツペルシ。非常に大食漢な人物であり、バイオテクノロジーの権威でもあった。
長らくバニカに取り込まれていたが、フォースピリオドが創られた時には経緯は不明ながら解放されていた。
グーラ病 (Gula Illness)
悪食の器たるグラスと共に発生する奇病。
悪魔を宿したバエムの血肉を身体に取り込むことで発病し、五公「コンチータ」の家人がその犠牲となった。罹患者は絶え間無い食欲に襲われるが、手近に食物が存在しない場合は草や鉄などの異物を胃袋に詰め込み、その結果命を落とす。
病名は魔道師AB-CIRが最初に発生した村の名前を取って便宜上名付けたものだが、一日に死ぬのは一人だけ・十年凌ぎきれば完治する・病というには端的過ぎる症状などから分かるように、こちらは症状として定期的な高熱を起こす他味覚異常を起こし、異常食に走る。厳密に前者の呪いと同一の現象であるかは不明だが「グラス・オブ・コンチータ」がその発生源であることは確かであり、グラスから作成された病原体と語られている。
後のアルスI世が起こしたベルゼニア侵攻を切っ掛けに大陸全土に伝播し、皮肉にもその国王夫妻をはじめとして多くの人物がこの病を得て亡くなっている。特効薬は後世になってプエリック＝ログゼによって開発された。

屍兵（Corpse Soldiers）
かつてグーラ病によって息絶えた死体が悪食の器たるグラスの力によって蘇った生ける屍。
漂白されたかのような全身と中空となった眼窩が特徴的な異形の化物であり、行動原理も基本的なゾンビのそれと言って差し支えない。人間以外の動物にも適用可能で、死体の状態が白骨であろうと、生前を偲ばれなくもない程度には肉付けされた状態となる。基本的にグラスを使用した者の命令には従うが、知性が乏しいのか細かい命令は聞かない。そのため、痛覚がないという利点を活かしても真っ当な軍事利用には不向きであった。現に要塞等の内部での混戦では、敵味方の区別なく襲いかかる危険な側面を晒した。
後に精霊が屍兵となった存在である「死神」が現れた。該当するのはリッチ＝アークロウとイーター＝サーベアの２名。
「悪徳のジャッジメント」以降、悪食の器によるものではない屍兵の集団「アウトロー」が各地に出現するようになる。その正体はかつてのコンチータ家の従者達。アモスティアにより解放される。
ルシフェニアの四枚鏡 (Four Mirrors of Lucifenia)
「傲慢」を象徴する二対の鏡。
自分より美しいものはないという心からか『粗末』と言ってよい手鏡に作られている。悪魔に憑かれたものは自信が増大するが、過ぎて傲慢となってしまう。
悪魔と化した際には色欲同様の外見の変異を起こし、六枚の翼を生やした飛行や高い戦闘能力を与える。その戦闘能力は大罪の悪魔たちの中でも高く憤怒に次ぐ程だが、他に特殊能力を持たない。
元は一枚だったが、アビスI.R.の手によって四枚に分けられる。鏡を通じて他の器に宿る悪魔を移し替えることが可能で、鏡自体も例外ではない。そのため、四枚全てを封じない限り悪魔の活動に影響を与えることが出来ない。
悪魔の姿は、手のひらに収まってしまうほど小さい。ネズミのような姿をしている。
悪魔の名前はマリー＝アネット。箱舟「罪」の乗組員の中でも最年少の歴史学者だった。
終末直前、イリーナとレヴィアの空いた枠を埋めるためにMaに取り込まれる。
カヨの鋏 (Kayo's Scissors)
「嫉妬」を象徴する和鋏。
元は「レヴィアンタの双剣」と呼ばれる双剣でるが、ルシフェニア革命が終わった直後ミハエル＝アサエフからシャルテットの父に破壊するように依頼されるが破壊できなかった。「新生四騎士事件」を機にシャルテット＝ラングレーの手に渡る。蛇国に移った彼女が追っ手の目を誤魔化すために鋏の形に加工したことから現在の形となった。能力は不明だがミハエル＝アサエフ曰く「終末と創世を司る」。
以降シャルテットからヴェノマニアに酷似した青年の手へ、その後時を経てカヨの手に渡った。
悪魔の姿は、全身が鱗に覆われていて魚のような形をしている。他の悪魔同様羽（ヒレのようにも見える）は生えているが、飛ぶよりも泳いだほうが速いという特徴を持つ。一人称は「わたくしめ」。
正体はレヴィアの母、ラハブ＝バリーゾールである。転身の有資格者でもあり、レヴィアが勤務していた病院の副院長も務めていた。高名な精神科医であり、社会的身分も高かったが、一方で頻繁に愛人を取っ替え引っ換えしたり、愛人の元へ転がり込んだりしている生活を常日頃から送っている。また、レヴィアの父親はラハブの愛人の誰か一人だろうと推測されている。上記のような事を繰り返してきたためか、レヴィアの記憶を共有するMaからは「色ボケ」と評された。
終末直前、イリーナとレヴィアの空いた枠を埋めるためにMaに取り込まれるが、ラハブは頑なに抵抗し続けた模様。
『第7次Ma計画』（Maサバイバル）の際にリィ＝リーが使用していた双剣が嫉妬の器の原型ともいわれる。
主な系譜者はループ＝オクトパス族。
マーロン・スプーン (Marlon Spoon)
「強欲」を象徴する匙。
所有者は金運に恵まれ、事業なども順風満帆になる。対象のみを指向して狙って燃やす青い炎を発する事ができる。唯一、詳細があまり判明していない器で、能力は青い炎を放つ以外は一切不明である。
メリゴド高地の決闘以降、この器にアダム＝ムーンリットが宿る事になる。
悪魔の本名はセイラム＝ダンバー。英国紳士気取りで彼の淹れる紅茶は非常に美味しかったという。元は経済学者でもあった。
終末直前、イリーナとレヴィアの空いた枠を埋めるためにMaに取り込まれる。
主な系譜者はイリーナ＝クロックワーカー。
クロックワーカーズ・ドール (Clockworker's Doll)
「怠惰」を象徴する人形。
原罪者の姿をそのまま象ったぜんまい仕掛けの人形で、全ての大罪の悪魔の「母」と呼ぶべき存在。
所有者は他に所有する大罪の器の力を使うことが出来る。特定の条件の下でなら、魔術の門外漢にも真価を発揮することが可能である。
元の器は人間であり、悪魔はミクリア＝グリオニオ及びその先祖達に代々宿っていたが、原罪者を模した人形に魂を移し替えたことによって形を得る。他の器とは違い、後天的かつ人為的に作られた存在で、魔具の一種と解釈することも出来る。名も製作者のアイアールの本名に因んで命名されている。
宿る悪魔は一人称「僕」の少年らしい口調だが、怠惰の悪魔らしく面倒くさがりで、何をするわけでもなくずっと眠っていたらしい。
その正体は原罪者イブ＝ムーンリットの魂そのものであり、本来なら存在しなかった「怠惰の悪魔」に成り済まして、様々な形で歴史に介入していた。他人だけでなく自分自身ですら自分を普通の人間だと思い込んでしまう程の強力な催眠の力を持ち、時代ごとに自身にそっくりな人間として活動していた。
後にこの器には記憶を無くしたイリーナ＝クロックワーカーが宿り、「人形館長」として活動する事になる。また人形の身で新たな「イレギュラー」を身ごもり、産み落とした直後世界は滅びた。
グリムジエンド (Grim the End)
「憤怒」を象徴する黄金の鍵。
この器だけは決まった姿を持たず、温度の変化によって十字架状やナイフの形など様々な形状に変化する。七種の器で唯一、映画館にない最後の器。
悪魔の力によって不死となっている大罪契約者を殺害することができる器であり、大罪の器の中では最強を目される存在。ヴェノマニア公を刺殺した短剣、バニカ・コンチータを弱体化させた黄金の粉末、クラリスがリンを刺殺しようとした際に振り上げた短剣、首藤禍世を斬首した刀、レミー・アベラールやガレリアン・マーロンを射殺した弾丸、アレンが大罪契約者とMaを分離するために使った剣はすべてこの器が変形した物である。
この鍵を削って作られた粉末は強力な毒を持つが、とてもすごいタコのスミと一緒に服用すると万能薬になる。
大罪の器が関わる事件で何らかの形で登場しており、持ち主はいずれも大罪の器の持ち主を殺害しようとする共通点がある。『悪ノ娘』の時代ではエルド派修道院の院長であるイヴェットが修道院に封印していたが、アビスI.R.が修道院を訪れた時には憤怒の器は封印の場所から無くなっていた。
中に宿る悪魔は「セト＝トワイライト」であり、彼は元「眷属」でありながら人間に転生し、人としての死後に「憤怒の器」の中に宿ったと推測される。また彼と共に「アダム＝ムーンリット」の魂も存在しており、大罪の器の持ち主を殺そうとするグリムジエンドの意思でもある。

### 魔術
Ma(メム・アレフ)
レヴィアンタ魔道王国の女王となる、神の双子を出産した者。『悪徳のジャッジメント』以降登場する『時の魔導師』は『Ma』と名乗っている。
『Ma』計画
レヴィアンタ魔道王国に伝わる神竜レヴィアビヒモの生まれ変わり=神の双子を人工的に造りだす計画。
何次に渡って行われ、その度に殆ど失敗している。僅かな成功例はあるものの、被験者の暗殺や逃亡等で王国の意図した結果にはならなかった模様。
転身の術 (Body-change Technique)
術者と対象の肉体を入れ換える魔術。相当な技量が要求されるため、魔術の伝承が途絶えたエヴィリオスで扱えるのはエルルカくらいのものとされている。そのエルルカですら「罪」で蘇るまでは使う事ができず、魔術が盛んだった魔道王国でもエルルカ以外で使えた人間は、女王メリーゴーランドとその息子アダム＝ムーンリット、原罪者イブ＝ズヴェズタ、魔女メータ＝ザルムホーファーの四人だけだったという。
精神に影響は出ないものの、魔術的には肉体が持つ素養や「予知夢」などの特性を引き継ぐ。
クロックワークの秘術 (Clockwork's Secret Art)
対象を異なった時空間に転移させる魔術。非常に難度が高く失敗した時の反動も計り知れないが、現状では人間に宿った「大罪の悪魔」を排除する唯一の方法とされる。　
ぜんまい仕掛けの子守唄 (Clockwork Lullaby)
歌と魔術の親和性は高いのか、歌声に乗せて魔術を行使する「呪歌」という手法も存在する。十二種の歌が存在する。
ミカエラは古い歌と呼ばれるこれを探査魔法を行使する上で利用し、この際に「るりらるりら」という詞が明らかとされている。
悪ノPによる楽曲「ぜんまい仕掛けの子守唄」と、その派生楽曲群「ぜんまい仕掛けの子守唄シリーズ」が元になっている。
とてもすごいネギ (Very Great Green Onion)
ネギはルシフェニアでも少数だが高品質のものが採れ、エルフェゴートの特産品と言われている。
一方、「とてもすごいネギ」は魔導王国時代に作られた魔具であり、製作者も途絶えて久しい貴重品である。それは『とにかくすごい　ひたすらに』とされ、遠隔地と映像を交えた通信に使用される。また、前提として持たせた相手を用件のある通信相手に引き合わせる効果もある。ただし、あくまで野菜のため劣化は早く、長期保管に当たっては専用の箱に収める必要がある。
ジズ・ティアマ／とてもすごいタコ (Ziz-Tiama / Very Amazing Octopus)
タコはマーロン国・ハーク海の特産品だが、グロテスクな外見からルシフェニアなどでは好まれておらず、あまり食用には供されていない。単に「アオダコ」とも。
一方でレヴィアンタ魔道王国では魔術の供物とされた他、転じてか再興後も同地域では盛んに食され、時代が移り変わっても七割ほどが消費されている。漁獲されるマーロンにおいても一部薬用に利用される以外大部分が破棄されていたが、バニカ＝コンチータによる啓蒙によりベルゼニアに輸出されるようになり、同国における食文化の一翼を担うようになった。
また、前述の通り魔術関係者の間では「とてもすごいタコ」と呼ばれ珍重されている。彼女達曰く『とにかくすごい　ひたすらに』らしく、生贄にすることで雨乞いをすることが可能である。また、魔道師の手によって覚醒したとてもすごいタコはクラーケンのような巨大な怪物と化すらしい。
月
月の満ち欠けは魔術の成否に大きく影響を与え、また新月となればほとんどの魔術が使えなくなる。
これは大罪の悪魔も同じだが、力を大きく損なう一方で、満月による強大化は魔術の比ではないとされている。
ガラスの小瓶
シリーズに頻出する物品の一つ。
メータが双子のミルク入れに使用していたもの、『置き去り月夜抄』でヘンゼルとグレーテルが道標としたもの、『悪ノ娘』シリーズでリリアンヌがおまじないとして人に渡し、もしくは海に流していたものなどが存在する。
リリアンヌは「願いを書いた羊皮紙を小瓶に詰めて海に流す」という内容でのみガラスの小瓶のことを覚えていたが、幼少期の記憶を備えていたアレンはそこに「悪食の悪魔」との邂逅が関わっており、悪魔との契約を行うものであると認識していた。
ギネ・ドール (Gine Doll)
ネチュハという木材を加工して作られた人形の総称。

## 楽曲収録

### オリジナル版
以下、関連楽曲を含めて、作者であるmothy_悪ノP自身が発表した楽曲を対象とする。
| 発売日                  | 収録アルバム                                                            | レーベル                     | 収録曲                              | 備考 |
| ----------------------- | ----------------------------------------------------------------------- | ---------------------------- | ----------------------------------- | --- |
| 2010年12月              | ECHO～チャリティ・デイズ～                                              | 壽屋                         | 「マダム・メリーゴーランド」        | ネットで人気のクリエイターによるチャリティのためのアルバム。収益は全て日本赤十字社へ。                                           |
| 2010年9月15日           | EXIT TUNES PRESENTS Vocaloanthems feat.初音ミク                         | EXIT TUNES                   | 「悪食娘コンチータ」                | EXIT TUNESボカロコンピシリーズの5作目。楽曲「悪食娘コンチータ」の調整リテイク版を提供し、ミックス・マスタリングはEXIT TUNES。    |
| 2011年3月16日           | EXIT TUNES PRESENTS GUMism from Megpoid                                 | EXIT TUNES                   | 「最後のリボルバー」                | Megpoidの歌唱楽曲を収録したコンピレーション・アルバム。                                                                          |
| 2011年4月20日           | EXIT TUNES PRESENTS 煌百花繚乱舞踏会 feat. 神威がくぽ from がくっぽいど | EXIT TUNES                   | 「ヴェノマニア公の狂気」            | がくっぽいどの歌唱楽曲を収録したコンピレーション・アルバム。                                                                     |
| 2011年6月12日（初頒布） | kagamination                                                            | kagamination制作チーム       | 「五番目のピエロ」                  | 「THE VOC@LOiD M@STER 16」にて初頒布された合同コンピレーションアルバム。                                                         |
| 2012年1月11日           | VOCALO APPEND feat.初音ミク                                             | FARM RECORDS                 | 「プラトーの花」                    | 「初音ミク APPEND」などの追加ライブラリを用いた楽曲を収録したコンピレーション・アルバム。                                        |
| 2012年4月25日           | 花楽里漫葉集 feat.初音ミク                                              | エイベックス・マーケティング | 「円尾坂の仕立屋」                  | VOCALOIDの歌唱楽曲から和風の楽曲を収録したコンピレーション・アルバム。『花楽里漫葉集 feat.初音ミク ［CD+DVD］』との2形態で販売。 |
| 2012年7月18日           | EXIT TUNES PRESENTS Megurhythm feat.巡音ルカ                            | EXIT TUNES                   | 「円尾坂の仕立屋」                  | 巡音ルカの歌唱楽曲から和風の楽曲を収録したコンピレーション・アルバム。                                                           |
| 2012年8月1日            | EXIT TUNES PRESENTS Vocaloconnection feat.初音ミク                      | EXIT TUNES                   | 「魔女ザルムホーファーの逃亡」      | |
| 2012年12月28日          | 漫画『ヴェノマニア公の狂気』同梱CD                                      | エンターブレイン             | 「ヴェノマニア公の狂気_Remix Ver.」 | 同名楽曲を原案とした漫画の特装版に同梱。                                                                                         |
| 2016年12月7日           | EXIT TUNES PRESENTS Kaitonation feat.KAITO                              | EXIT TUNES                   | 「悪徳のジャッジメント」            | KAITO10周年を記念したコンピレーション・アルバム。                                                                                |

### カバー
（確認中）

## 書誌情報
本シリーズの一部でもある楽曲「悪ノ娘」関連書籍も各種発刊されている。

### 小説 (書誌)
- 『悪ノ大罪 ヴェノマニア公の狂気』
  - PHP研究所、2012年12月22日、ISBN 978-4-569-80903-8。
  - 復刊ドットコム、2025年3月、ISBN 9784835459448。
  - 復刊ドットコム（電子書籍）、2025年5月23日配信[72]。
- 『悪ノ大罪 悪食娘コンチータ』
  - PHP研究所、2013年9月24日、ISBN 978-4-569-81455-1。
  - 復刊ドットコム、2025年4月、ISBN 9784835459455。
  - 復刊ドットコム（電子書籍）、2025年6月27日配信[73]。
- 『悪ノ大罪 眠らせ姫からの贈り物』
  - PHP研究所、2014年8月27日、ISBN 978-4-569-82117-7。
  - 復刊ドットコム、2025年5月、ISBN 9784835459462。
- 『悪ノ大罪 五番目のピエロ』
  - PHP研究所、2015年3月19日、ISBN 978-4-569-82394-2。
  - 復刊ドットコム、2025年6月、ISBN 9784835459479。
- 『悪ノ大罪 円尾坂の仕立屋』
  - PHP研究所、2015年12月21日、ISBN 978-4-569-82764-3。
  - 復刊ドットコム、2025年7月、ISBN 9784835459486。
- 『悪ノ大罪 悪徳のジャッジメント』
  - PHP研究所、2016年8月26日、ISBN 978-4-569-83187-9。
- 『悪ノ大罪 ネメシスの銃口』
  - PHP研究所、2017年3月17日、ISBN 978-4-569-83577-8。
- 『悪ノ大罪 master of the heavenly yard』
  - PHP研究所、2017年11月22日、ISBN 978-4-569-83640-9。
- 『七つの罪と罰』
  - PHP研究所、2016年2月25日、アルバム『七つの罪と罰』初回盤特典小説の電子書籍化[74]。

### 漫画 (書誌)
尾藤れき『ヴェノマニア公の狂気』 エンターブレイン（現KADOKAWA/エンターブレイン）から発売。
- 通常版：2012年12月28日発売、ISBN 978-4-047-28555-2
- 特装版：2012年12月28日発売、ISBN 978-4-047-28556-9

たまら『悪ノ四重奏』、PHP研究所から発売。
- 2014年12月19日発売、ISBN 978-4-569-82202-0

### その他 (書誌)
- 『悪ノ円舞曲』、PHP研究所、2013年12月24日発売、ISBN 978-4-569-81715-6（ガイドブック）
  - 本シリーズにおけるガイドブック。描き下ろし漫画なども収録。
    - 絵物語「moonlit bear」（原案：楽曲「moonlit bear」、作画：吉田ドンドリアン）
    - 絵物語「置き去り月夜抄」（原案：楽曲「置き去り月夜抄」、作画：水溜鳥）
    - 短編小説「heavenly yard」（著：mothy_悪ノP）
    - 漫画「悪ノ大罪」（作画：たまら）
    - 漫画「悪徳のジャッジメント外伝 ガレリアン」（原案：楽曲「悪徳のジャッジメント」、作画：池野雅博）